# Михайловский, Анатолий Борисович
Анато́лий Бори́сович Михайло́вский (22 мая 1935 — 21 декабря 2014) — советский и российский физик. Член-корреспондент РАН (с 2008 года). Главный научный сотрудник отдела теории плазмы Института ядерного синтеза Курчатовского института.
Специалист в области теории высокотемпературной магнитоактивной плазмы. Имеет более 5000 цитирований на работы, опубликованные после 1975 года. Индекс Хирша — 30.

## Биография
Анатолий Борисович родился 22 мая 1935 года в семье сельских учителей в казацкой станице Тихорецкой (г. Тихорецк) Краснодарского края. Вскоре его семья переезжает в Азербайджан. Его отца, Бориса Николаевича, призывают в армию, отец служит в Брестской крепости радистом, где встречает начало войны. Семье приходит сообщение, что Борис Николаевич Михайловский пропал без вести.

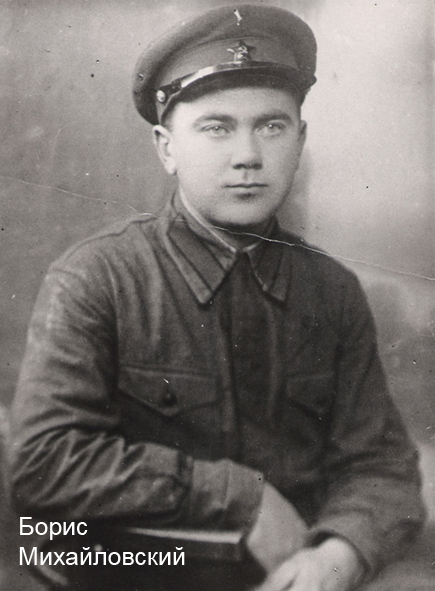
Борис Николаевич Михайловский

Вскоре Анатолий пошел в школу в своем селе. Через четыре года он продолжает учиться в средней школе в Баку, которую заканчивает с золотой медалью.

###### Учёба вМИФИ
В 1952 году Анатолий поступил и в 1959 году с отличием окончил Московский инженерно-физический институт по специальности «теоретическая ядерная физика». 
«Потом был XX съезд, который развенчал Сталина. Началась демократизация. Мы издавали стенной листок „Тэфик“, который потом перерос в факультетскую стенгазету. Я там был главным редактором. Так как я не умел ничего делать, то занимался только организационной работой — подбором сюжетов. До ухода в академотпуск я жил в общежитии в городе Бабушкине. А после него — на 3ацепе. Там было „переселение народов“, и мы, газетчики, попросили, чтобы нас переселили в одну комнату. Её мы называли ТЭФляндия. Я там был президентом… Это была как раз та комната, где потом состоялась наша свадьба с Людой.»
Женится на Кузнецовой Людмиле Васильевне. После окончания МИФИ два года работал в п/я 150 (Снежинск) инженером. В 1961 году поступил в аспирантуру Института атомной энергии им. И. В. Курчатова в сектор акад. М. А. Леонтовича, научный руководитель В. Д. Шафранов (в дальнейшем академик). В период обучения в аспирантуре основным научным направлением исследований для него были сталиатеория коллективных явлений и неустойчивостей высокотемпературной плазмы. В это время им был разработан общий подход к исследованию произвольных типов неустойчивостей бесстолкновительной плазмы в приближении магнитного поля с прямыми силовыми линиями. Наиболее важными физическими результатами, полученными с использованием указанного метода, стали предсказания дрейфово-циклотронной неустойчивости (совместно с А. В. Тимофеевым) и дрейфово-альфвеновской неустойчивости (совместно с Л. И. Рудаковым). В связи с появлением довольно обширной совокупности его новых методических и физических результатов акад. М. А. Леонтович предложил ему написать обзор для сборника «Вопросы теории плазмы». Он написал такой обзор, озаглавив его «Колебания неоднородной плазмы». Обзор был опубликован в 1963 году в 3-м выпуске этого сборника.
Бо́льшая часть научной деятельности Михайловского А. Б. была связана с Институтом атомной энергии им. И. В. Курчатова, где он в 1963 г. окончил аспирантуру и в 1966 г. защитил докторскую диссертацию. В этом институте он работал до последнего дня.
Михайловский А. Б. известен как один из мировых лидеров в области теории плазмы и проблем управляемого термоядерного синтеза, автор более 350 научных работ, включая 5 монографий и 13 обзоров.
Среди основных научных результатов Михайловского А. Б. обычно называют предсказания дрейфово-циклотронной, дрейфово-альфвеновской, дрейфово-конусной и ряда других неустойчивостей. Михайловскому А. Б. также принадлежат основополагающие работы по теории тороидальных систем с магнитным удержанием плазмы и по оптимизации численных расчетов МГД устойчивости таких систем.
Двухтомная монография А. Б. Михайловского «Теория плазменных неустойчивостей» (1970, 1971) стала классическим трудом в среде плазмофизиков. Кроме этого, в золотой фонд науки вошли его книги по теории плазмы «Неустойчивости плазмы в магнитных ловушках» (1978), «Электромагнитные неустойчивости неоднородной плазмы» (1991), «Instabilities in a confined plasma» (1998).
Работы Михайловского А. Б. оказали существенное влияние и на развитие теории гравитирующих систем, релятивистскую плазменную астрофизику и космофизику. В последние годы его интересы в этой области были связаны с теорией магнито-ротационной неустойчивости по которой он опубликовал цикл работ, завершившийся обзором в 2009 году (в соавторстве с Дж. Ломинадзе).
Более десяти лет (1994—2005) А. Б. Михайловский сотрудничал с Объединенным европейским токамаком (Joint European Torus, JET), где он внес большой вклад в создание численных спектральных МГД кодов серии «MISHKA», ставших важным инструментом в прикладных расчетах действующих токамаков.
А. Б. Михайловский находил время и для решения задач, представлявших интерес для проекта ITER, разбираясь в проблематике и помогая войти в курс дела более молодым коллегам.
А. Б. Михайловский создал широко известную научную школу. Под его руководством работали выпускники ведущих российских вузов таких как МФТИ и МИФИ. Им было подготовлено 14 аспирантов, которые успешно защитили диссертации. Многие его ученики в дальнейшем выросли в крупных ученых — лидеров мирового термоядерного сообщества.
Анатолий Борисович в совершенстве владел математическим аппаратом теории плазмы.

###### Первый колледж Михайловского
«Первый Колледж Михайловского — это неформальное объединение ученых, работавших со мной во второй половине 1970-х годов. В 1973 году было заключено соглашение между США и СССР по термояду. Произошла арабо-израильская война, цены на нефть подскочили, что полезно для термояда. Кадомцев получил некую сумму денег от Госкомитета по атомной энергии и сказал мне, что на эти деньги я могу приглашать из других городов людей для совместных работ.»

###### Второй колледж Михайловского.
«У Андрея Иванова были тесные связи с МФТИ. Там, в частности, работала его помощница Оля Азарова. Она повесила на физтехе объявление: „Кто хочет работать с профессором Михайловским не ниже 3-го курса, просьба позвонить по такому-то телефону“.
Ко мне приходила публика на собеседование. Это был осенний семестр 1982 г.
Всего ко мне пришло человек 20. Со всеми ими я проводил собеседование, давал свои книжки по неустойчивостям плазмы, чтобы они представляли, чем им примерно придется заниматься. Давал я им и некоторые конкретные задачи, чтобы разобраться с их научным потенциалом. 
Молодежь я знакомил со „стариками“: Абурджания, Сурамлишвили, Онищенко. В качестве „стариков“ ко мне приезжали также ученики К. Н. Степанова — Демченко и Омельченко. Роль одного из „стариков“ играл также приезжавший ко мне из Сухуми Володя Цыпин. В дальнейшем все „старики“ защитили докторские диссертации.
В начале вся эта деятельность осуществлялась у меня на квартире, а затем все больше перемещалась на мою дачу.»

###### Празднование юбилея (70-летия) 27 мая 2005 года
В мае 2005 года А. Б. Михайловский отпраздновал свой 70-летний юбилей.
«В конце мая 2005 г. мне исполнилось 70 лет.

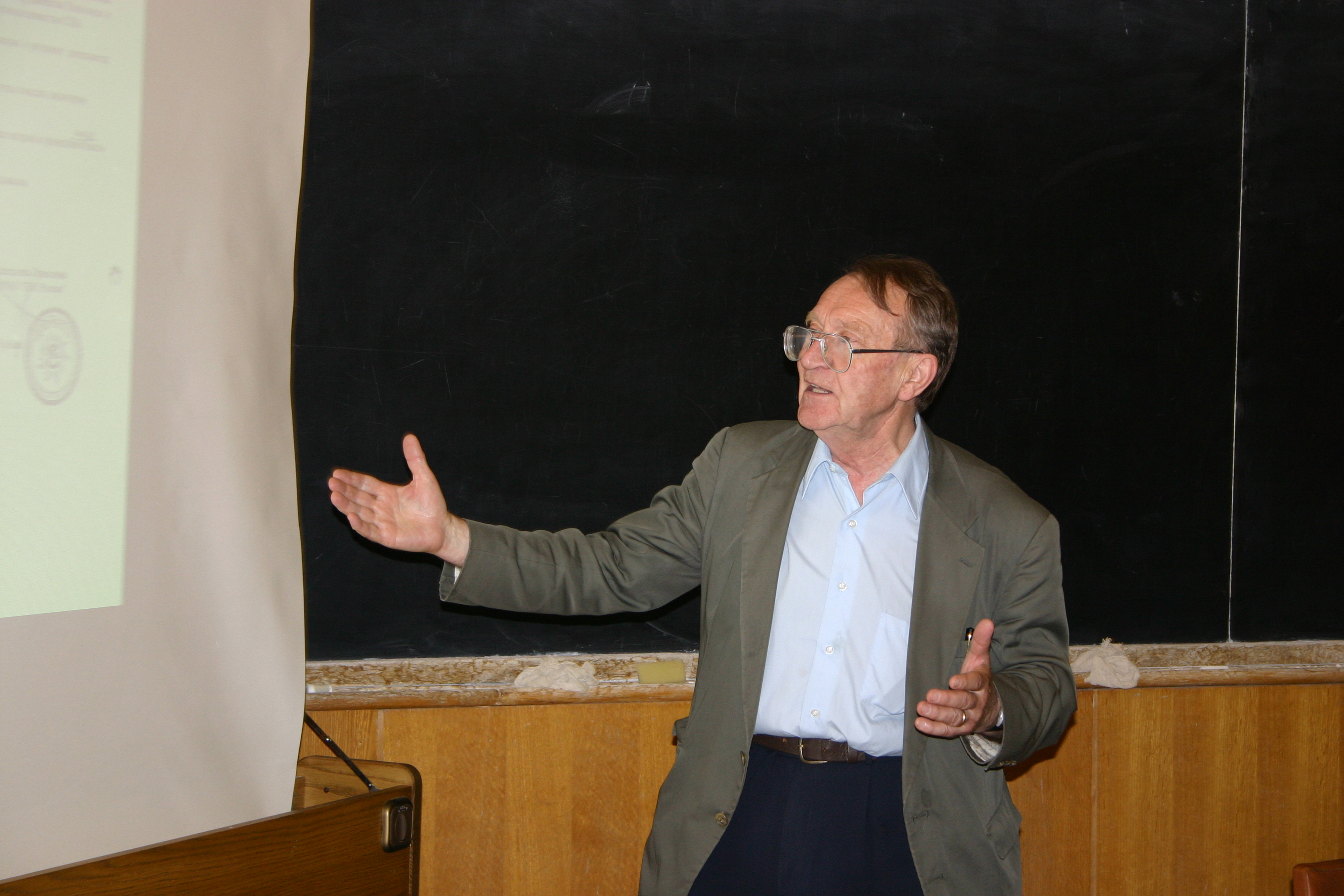
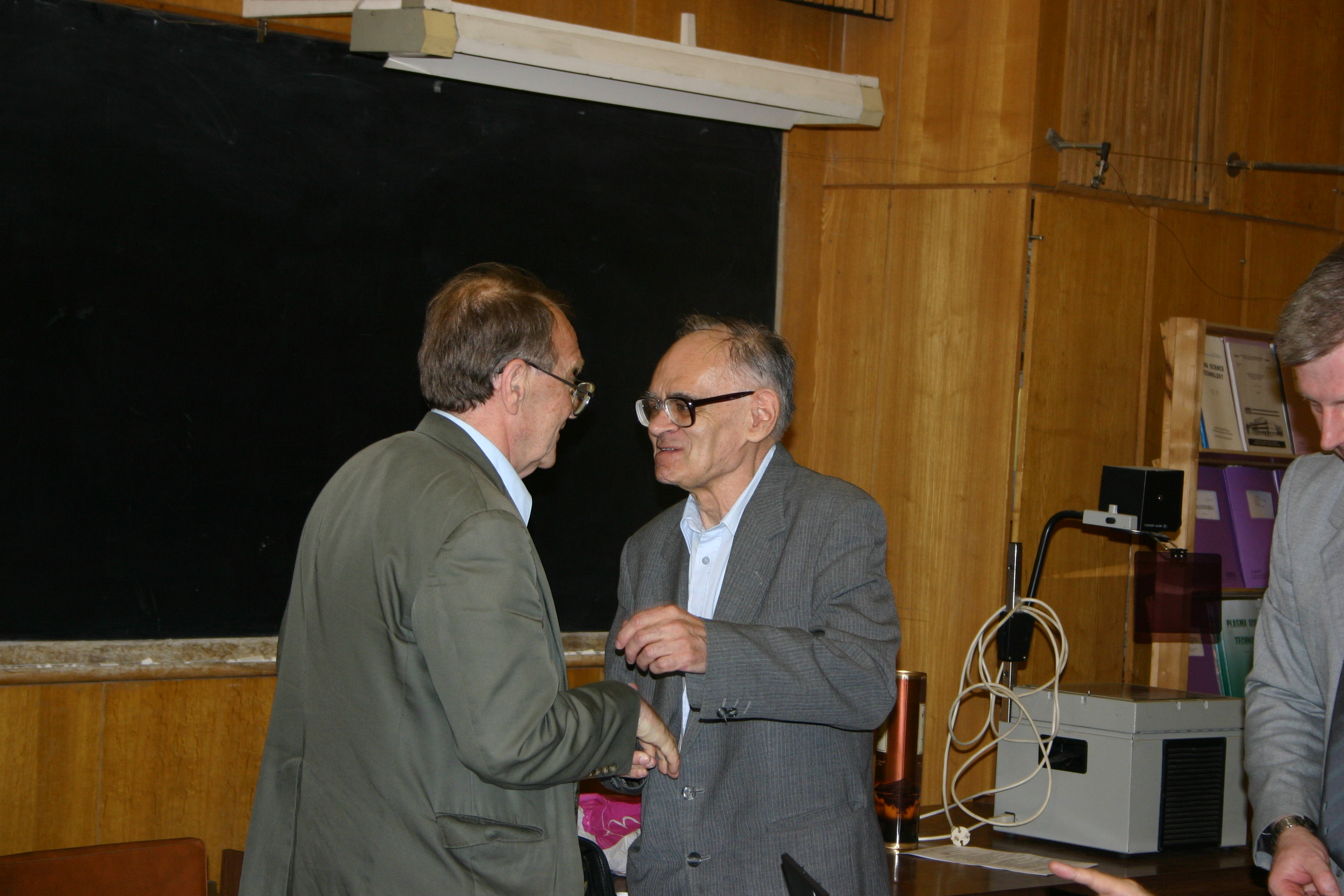
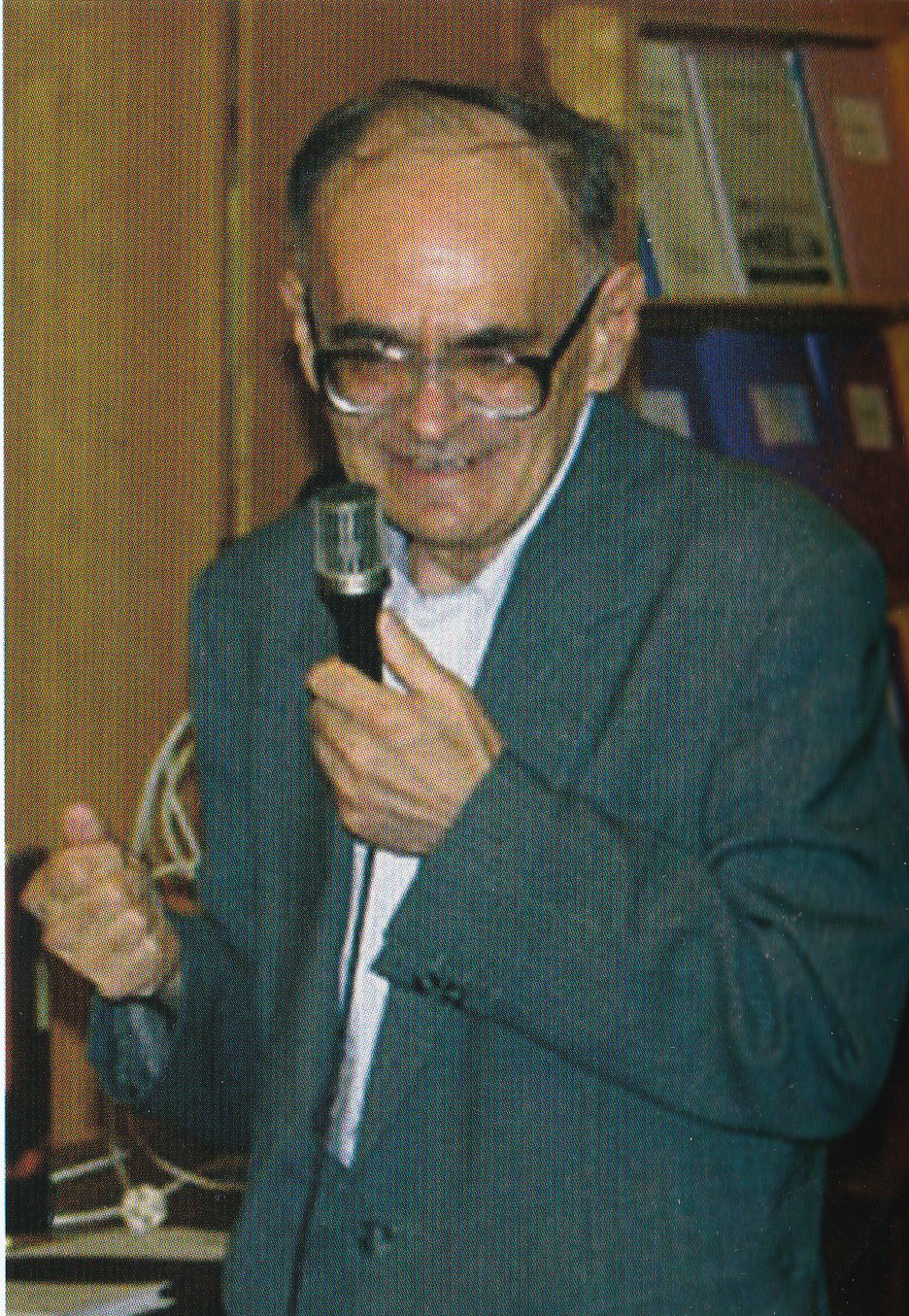
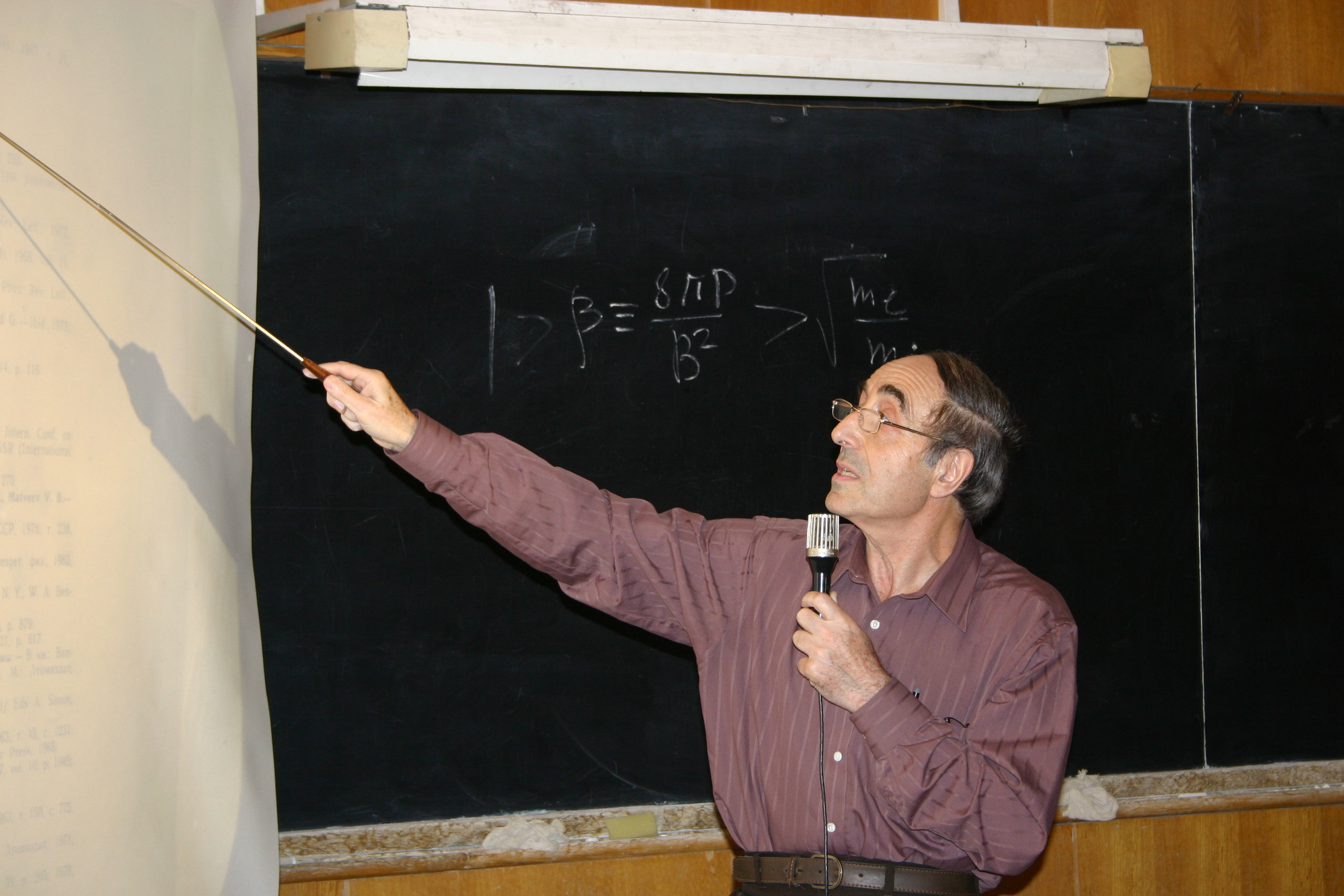
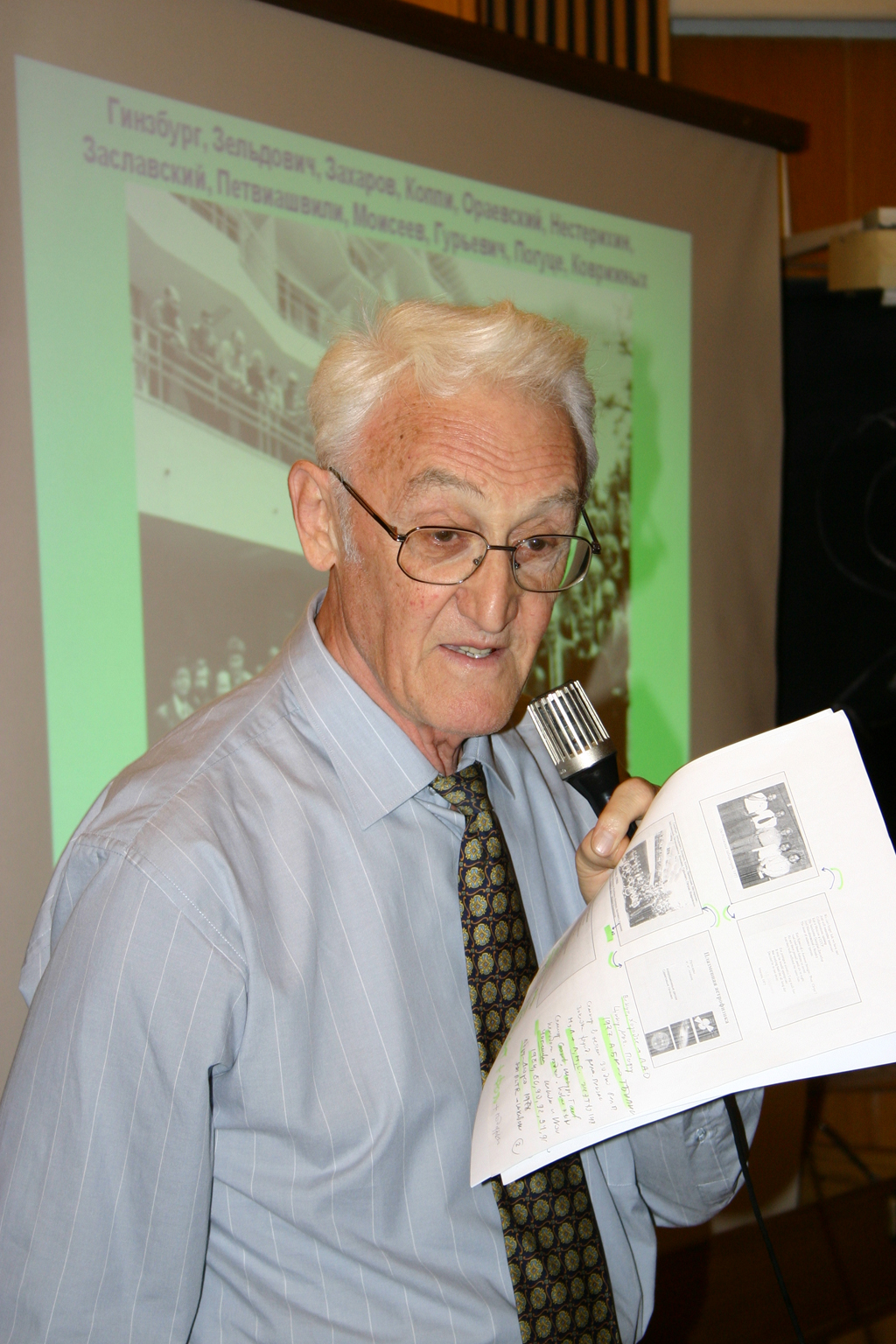
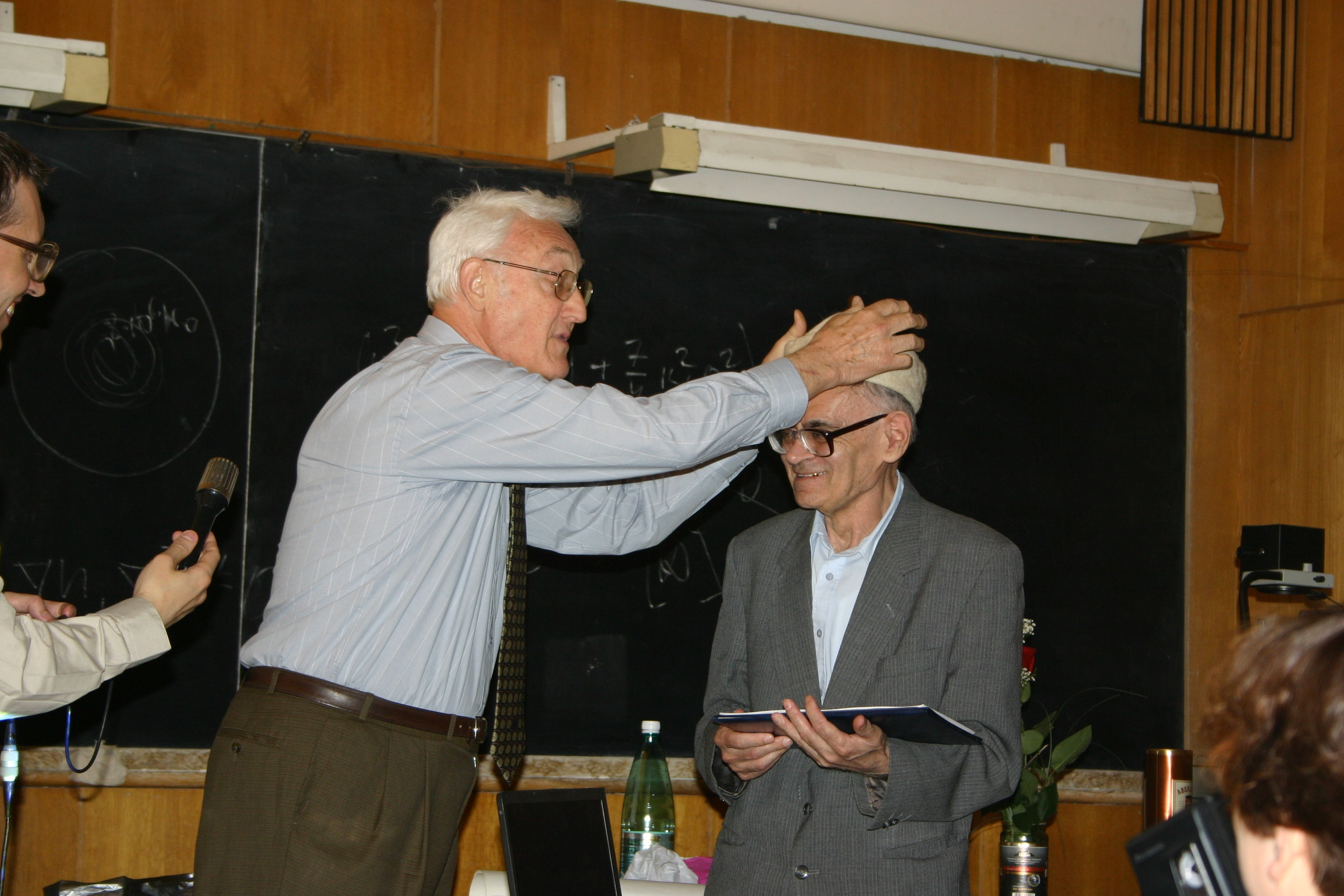
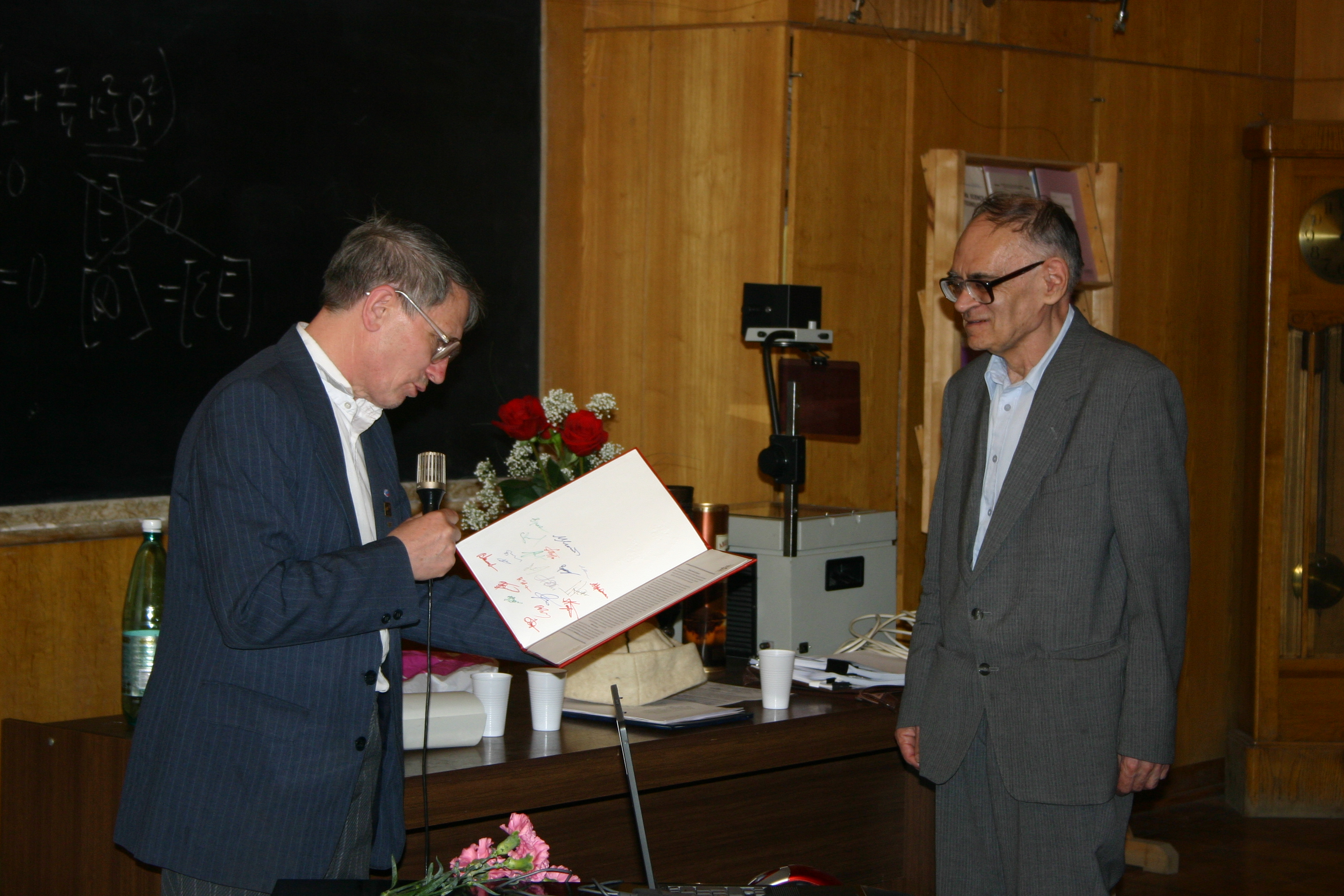
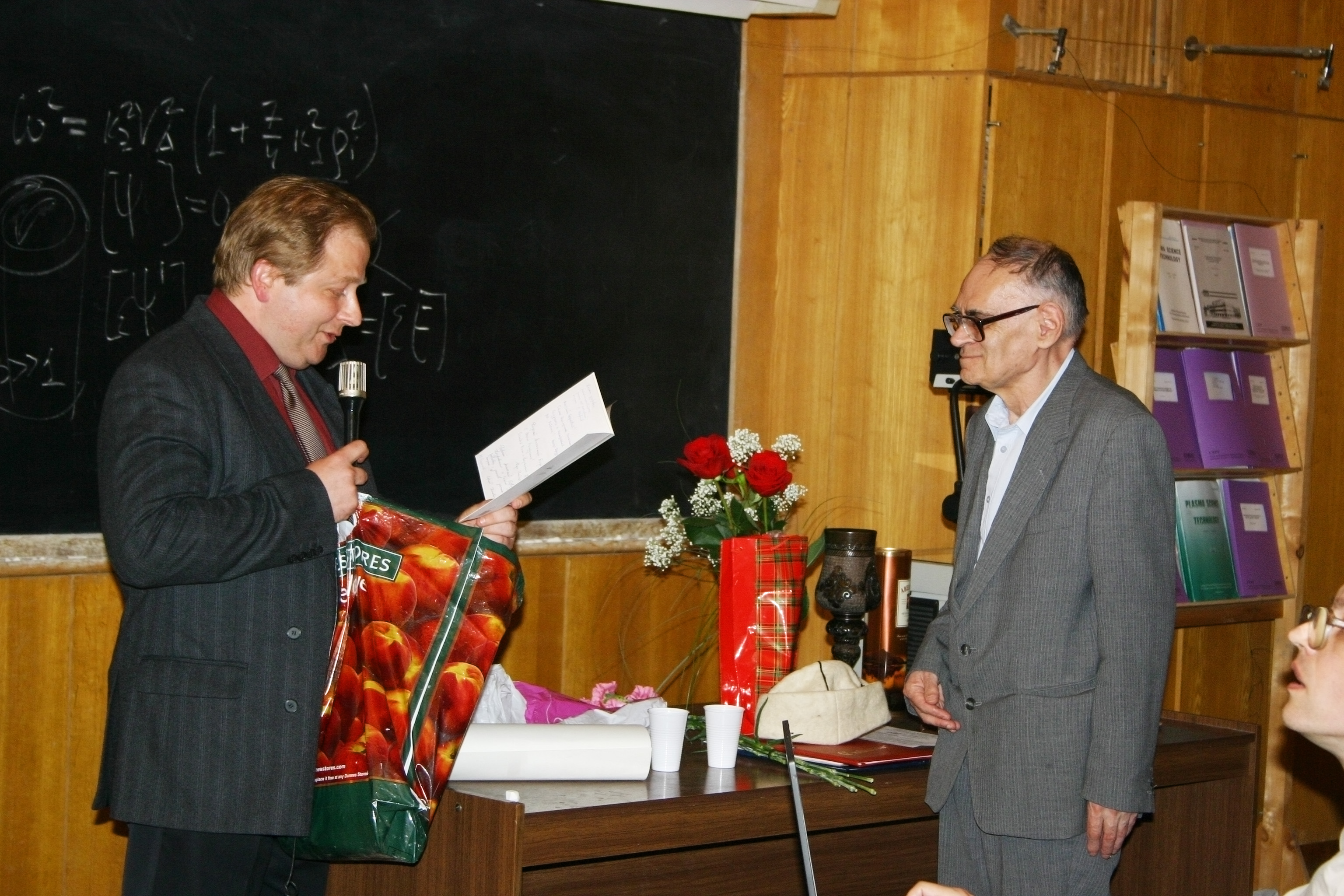
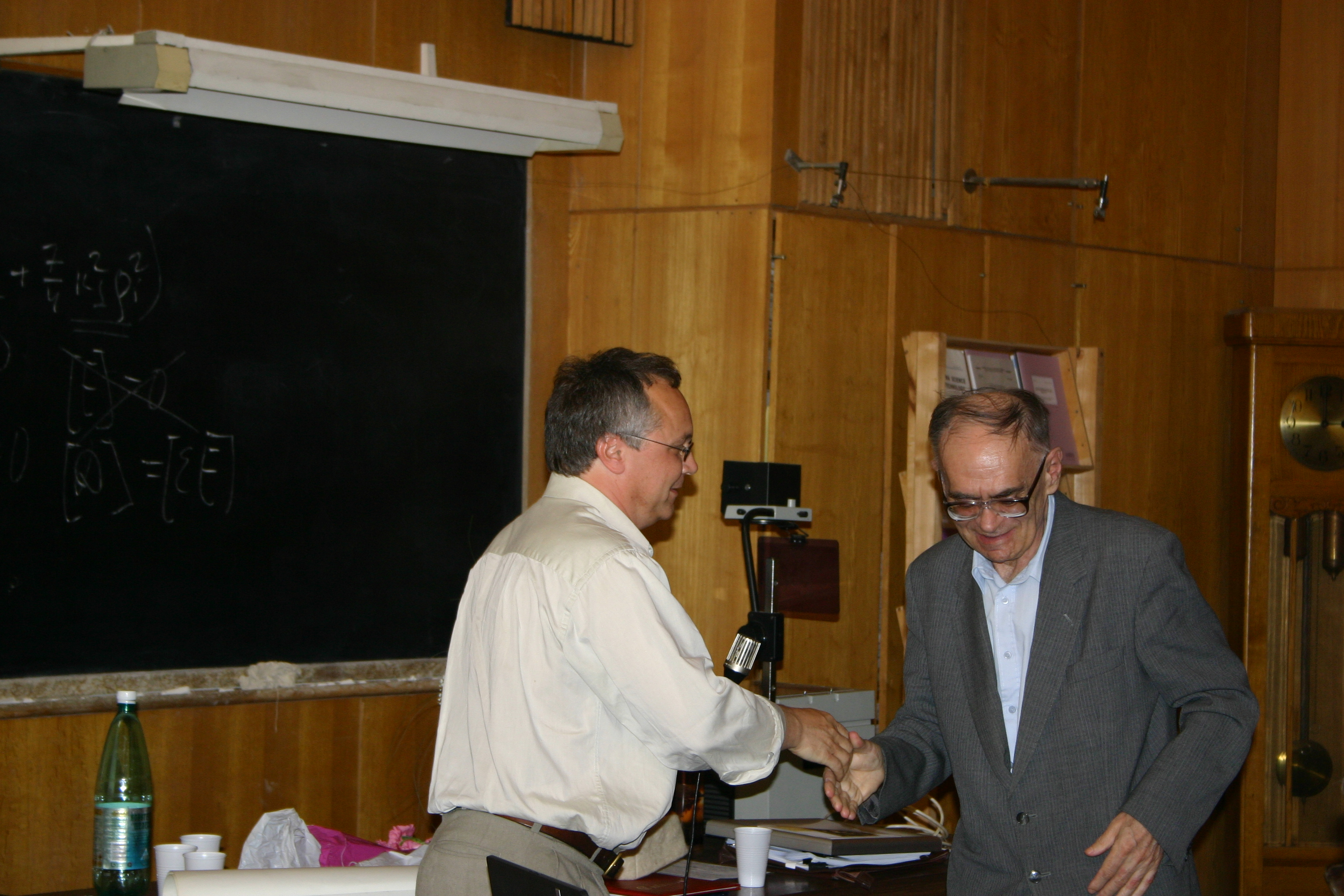
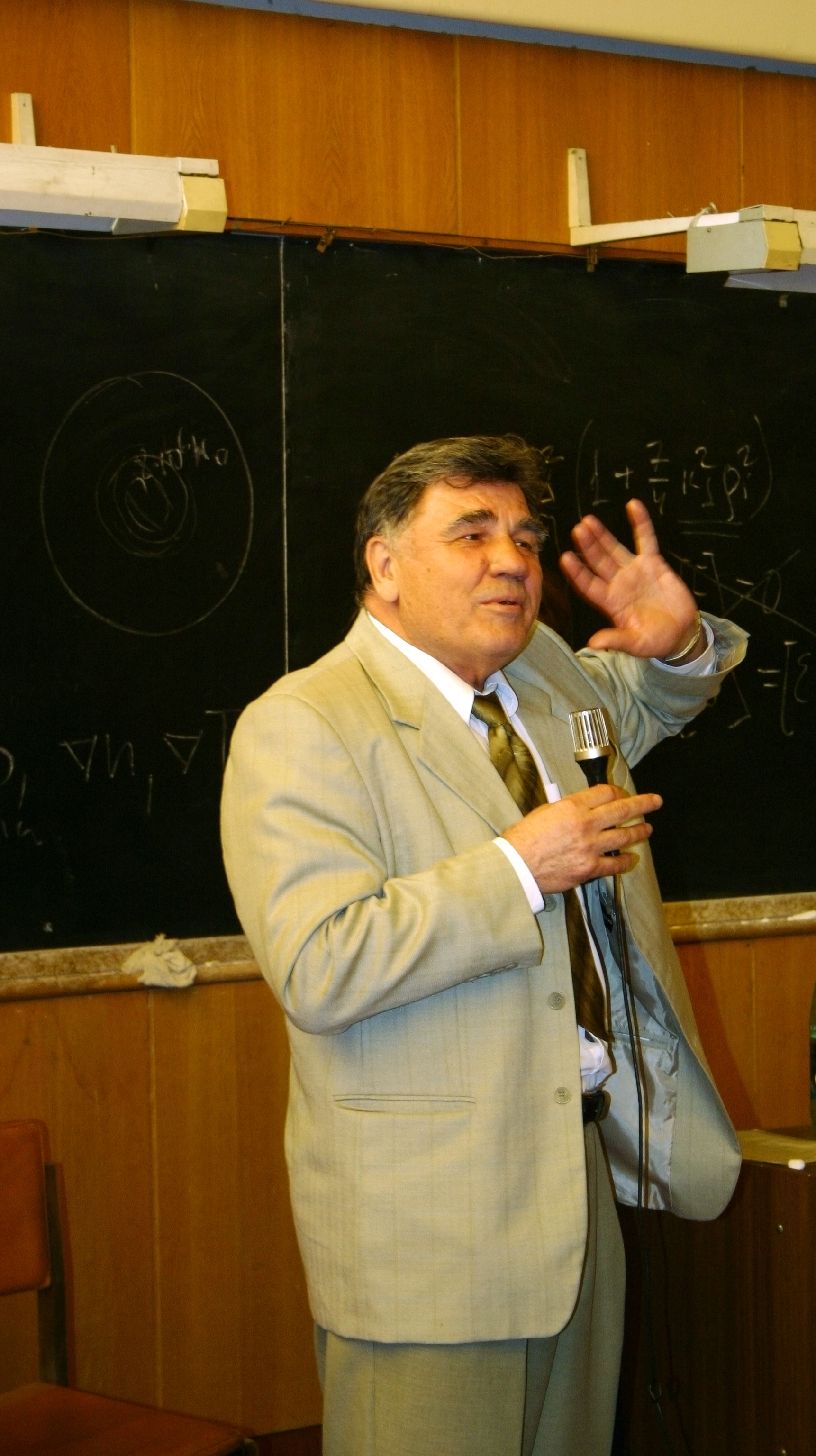
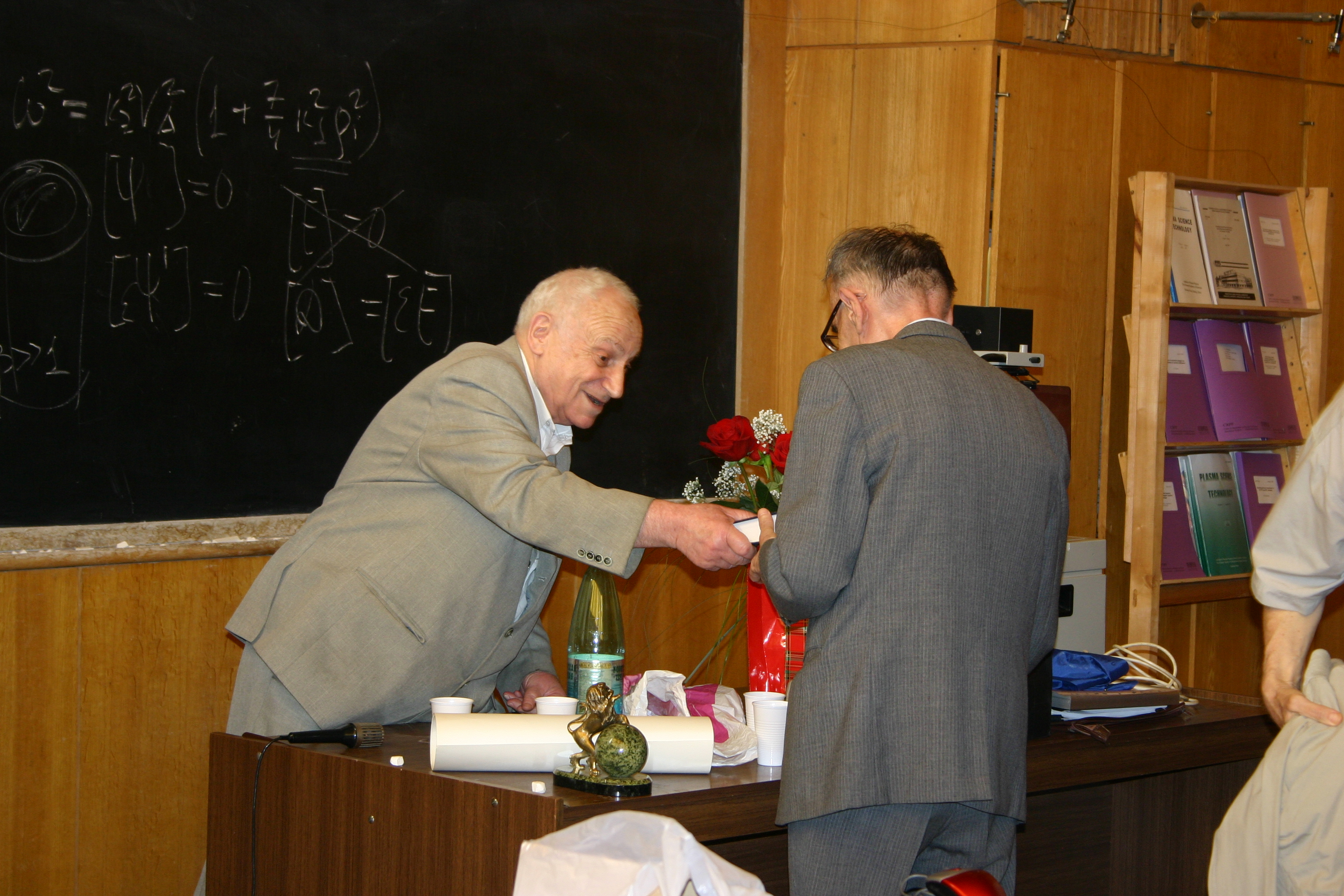
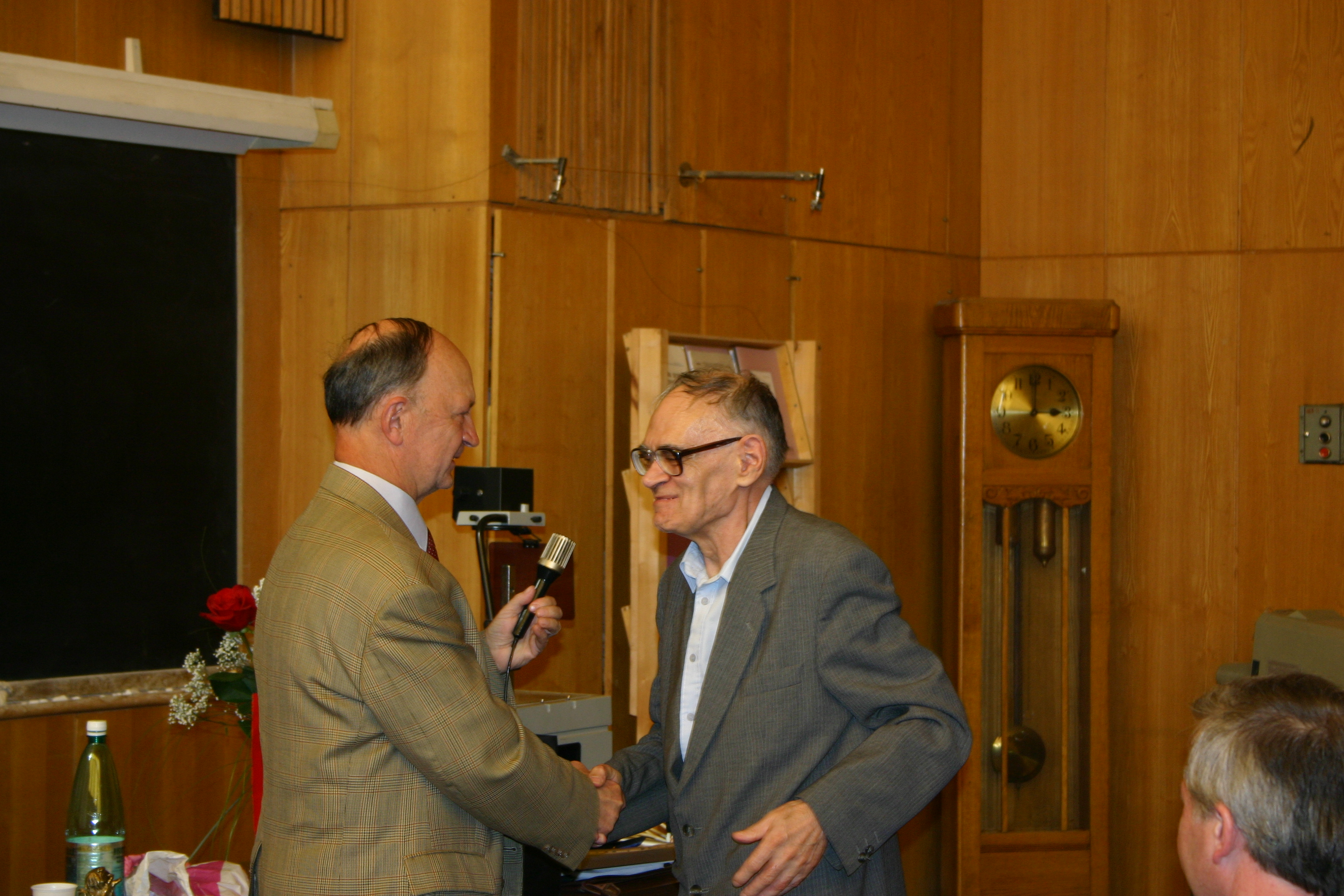
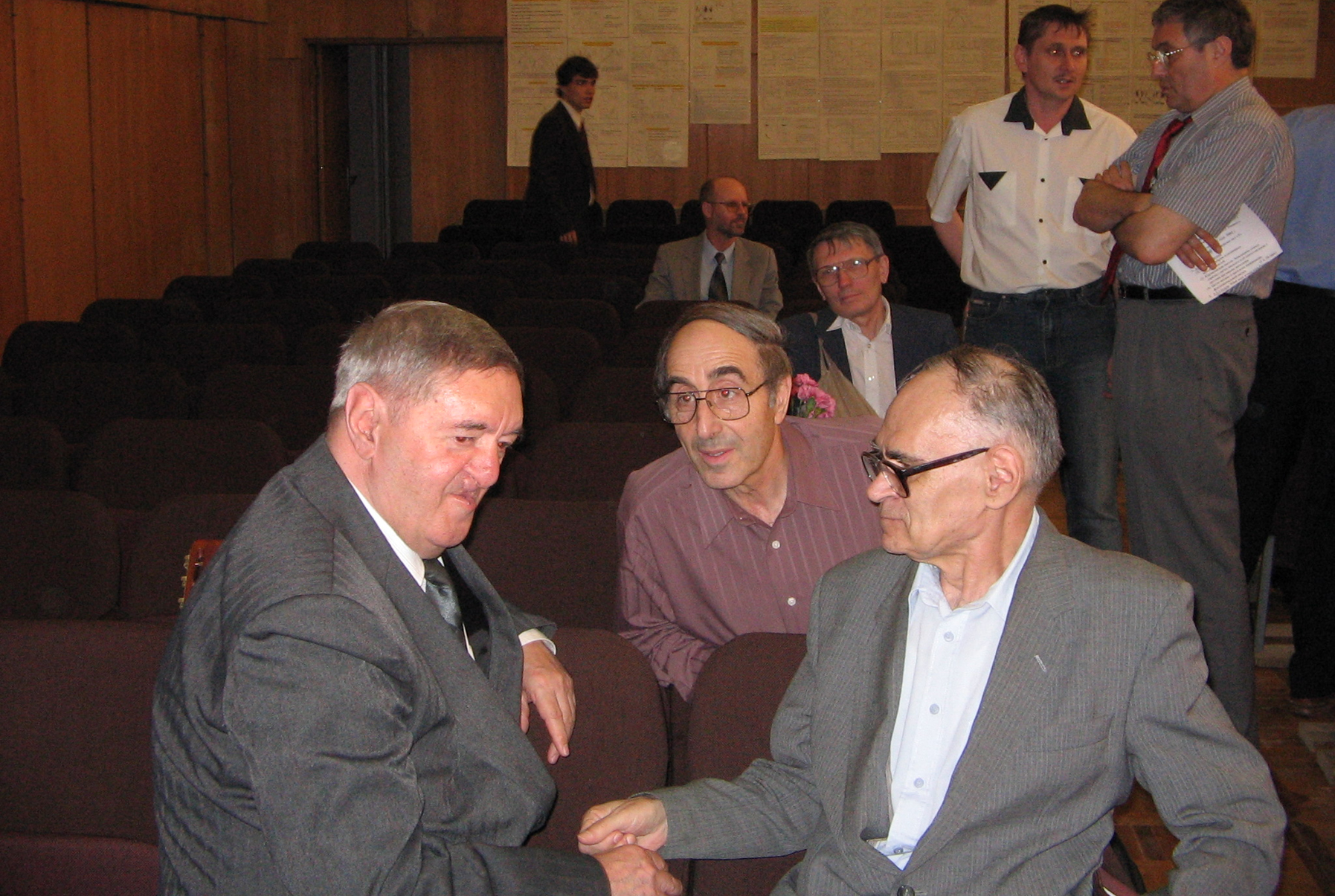
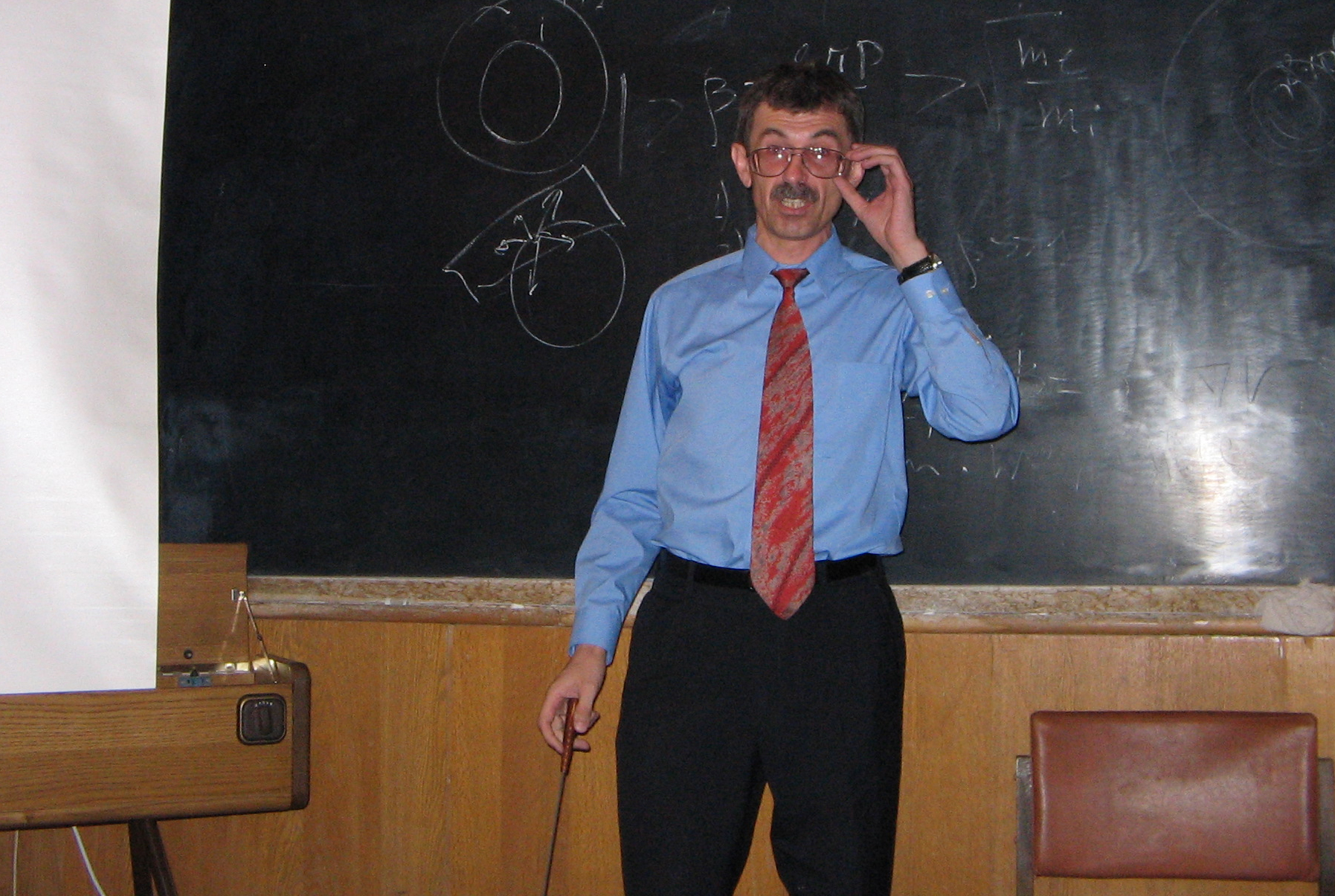
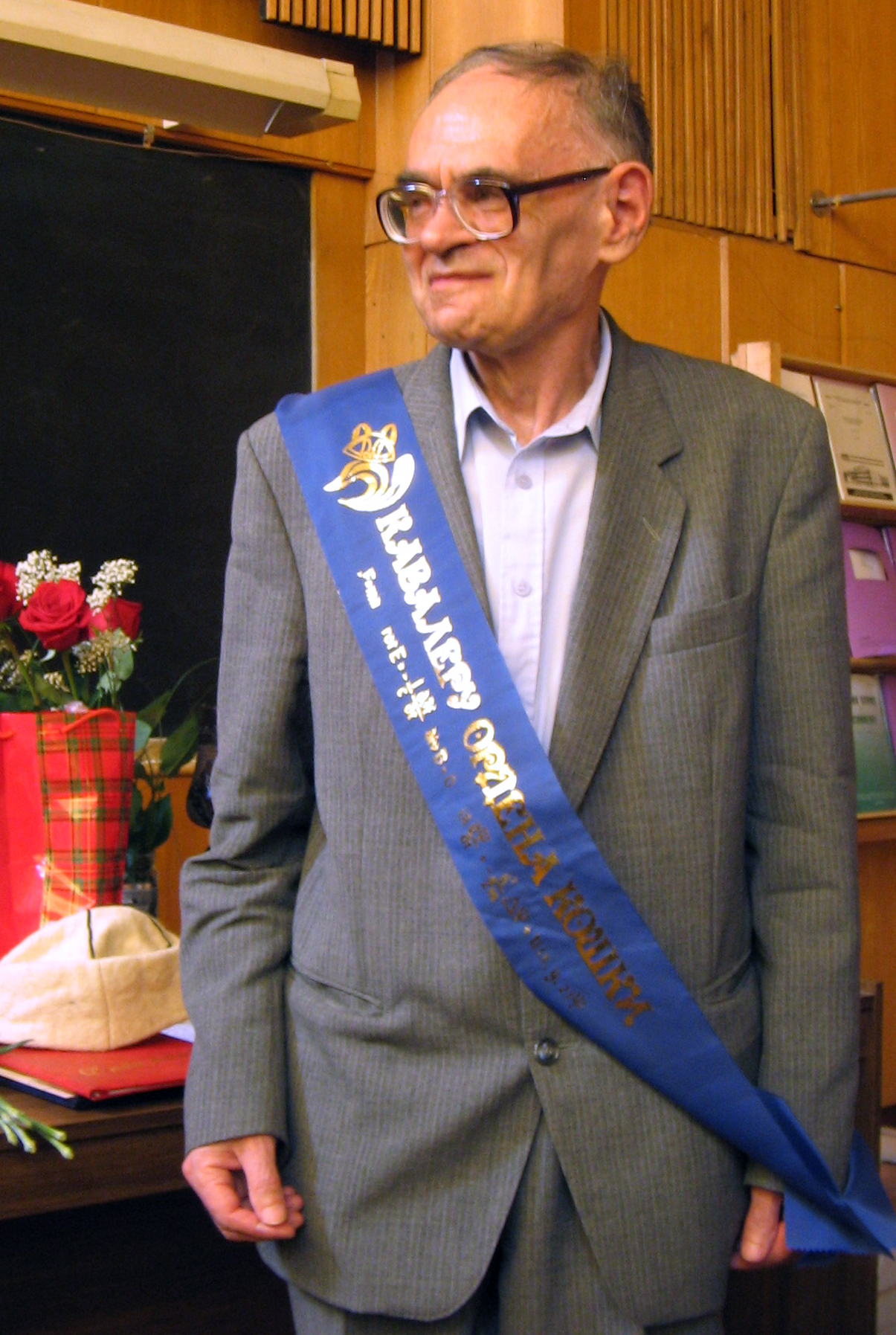
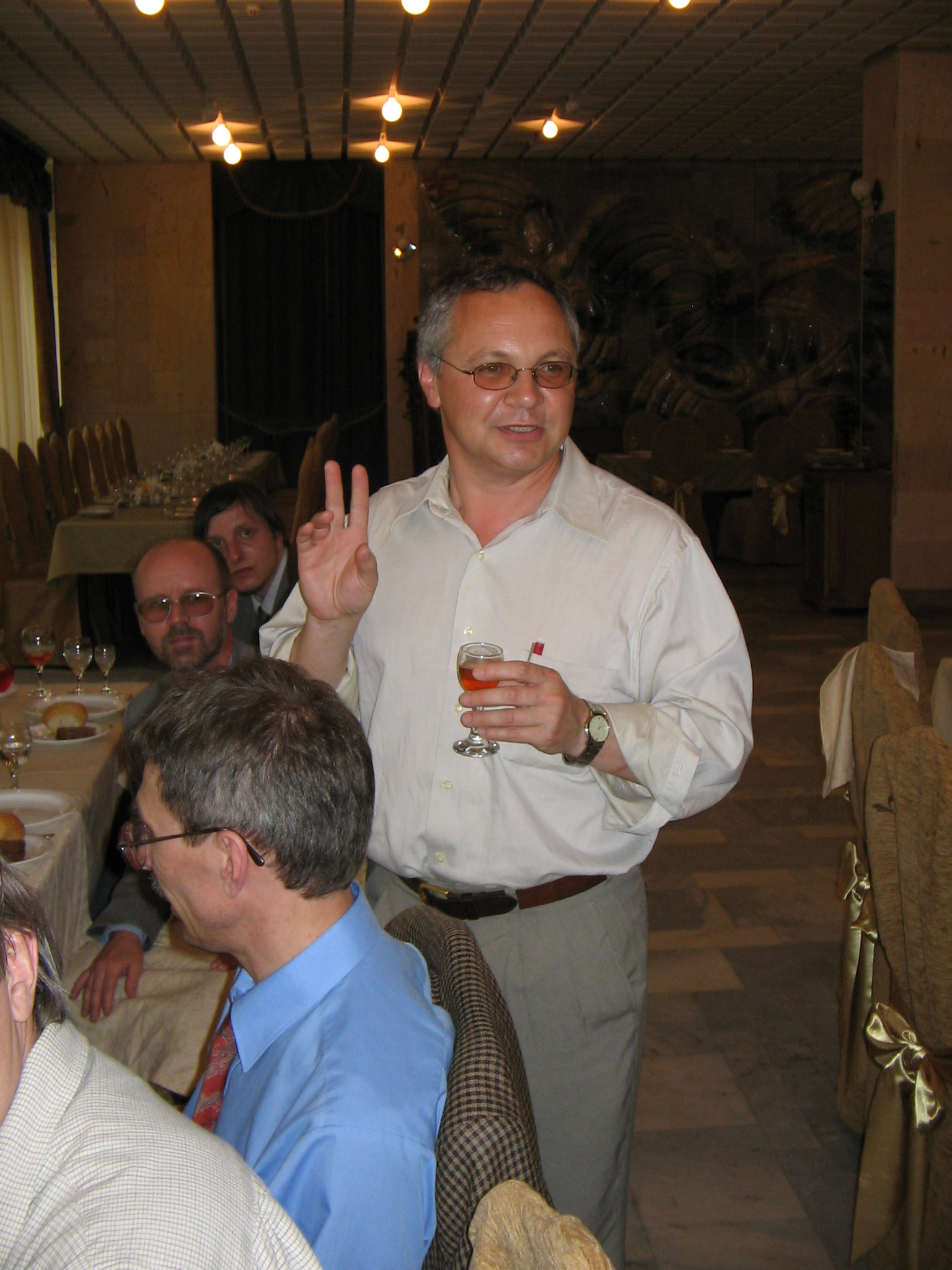
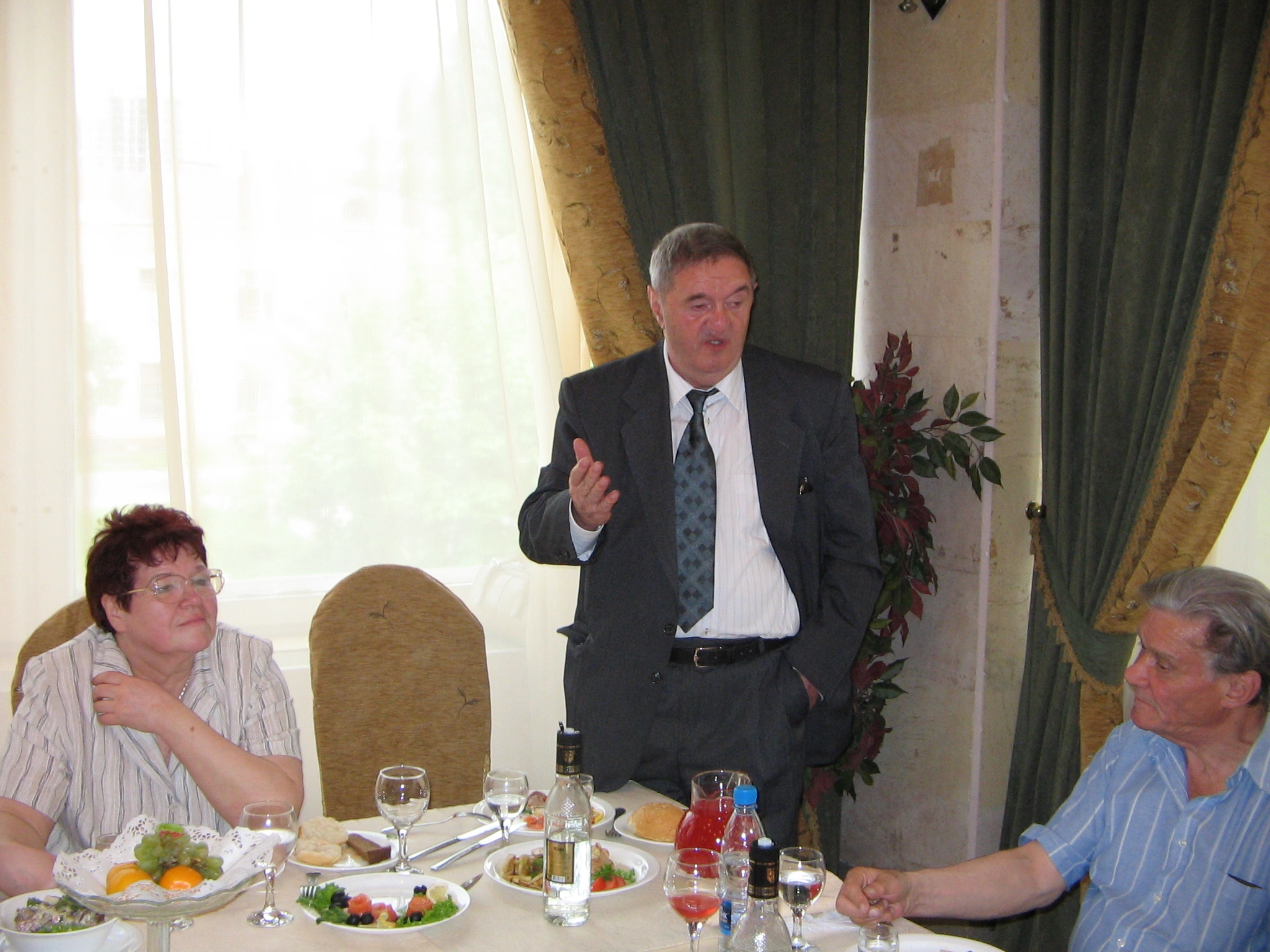
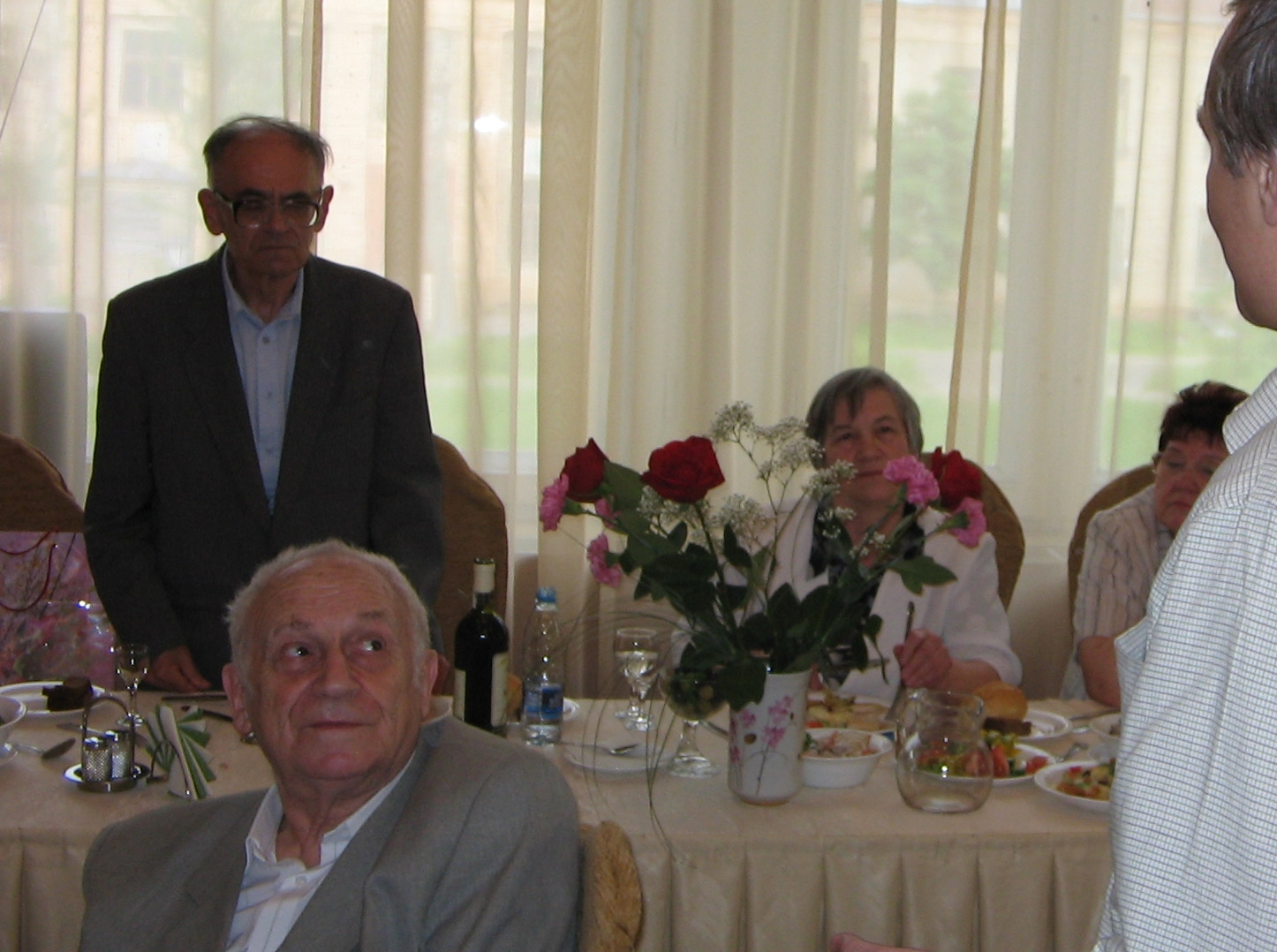
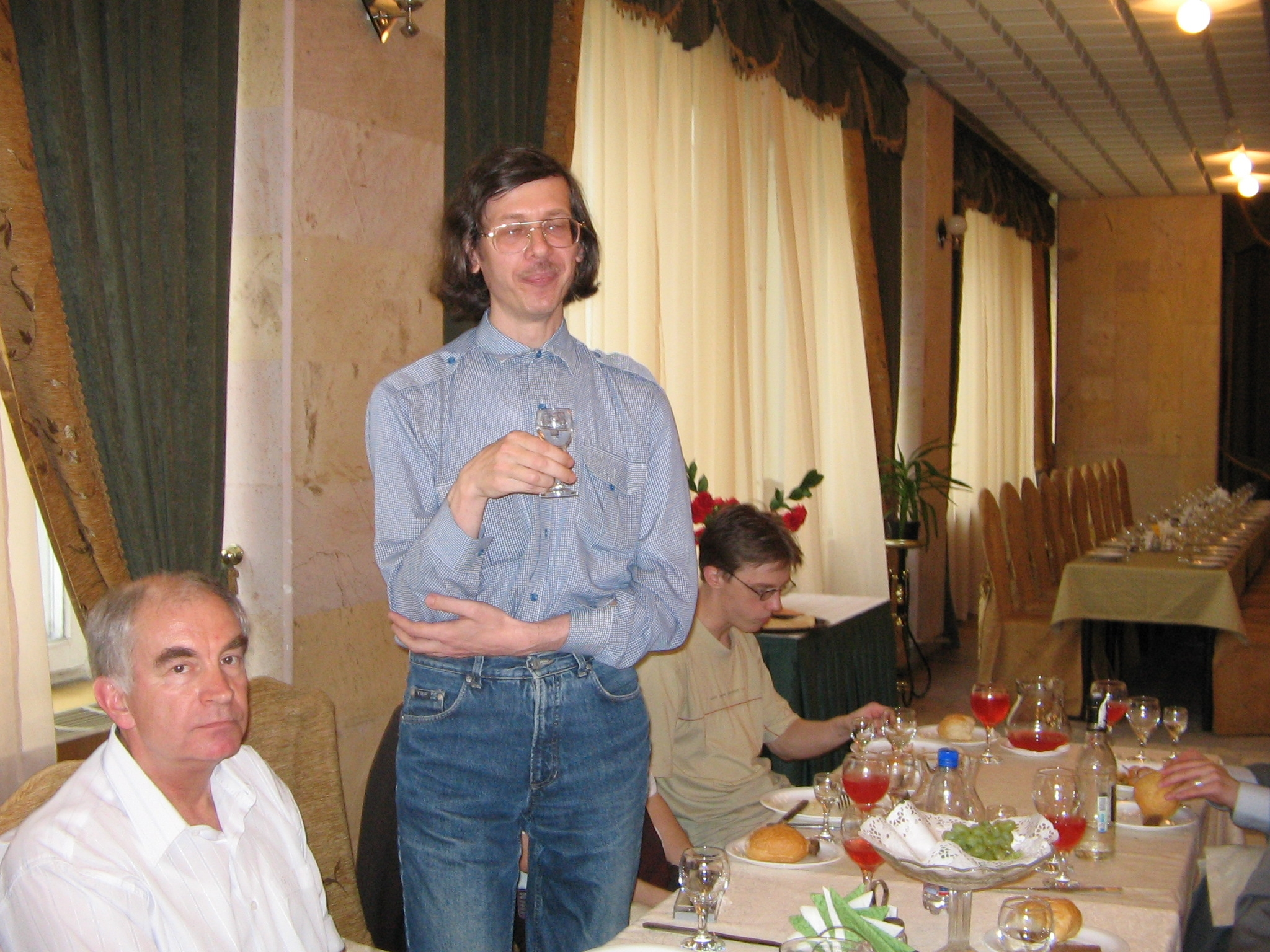
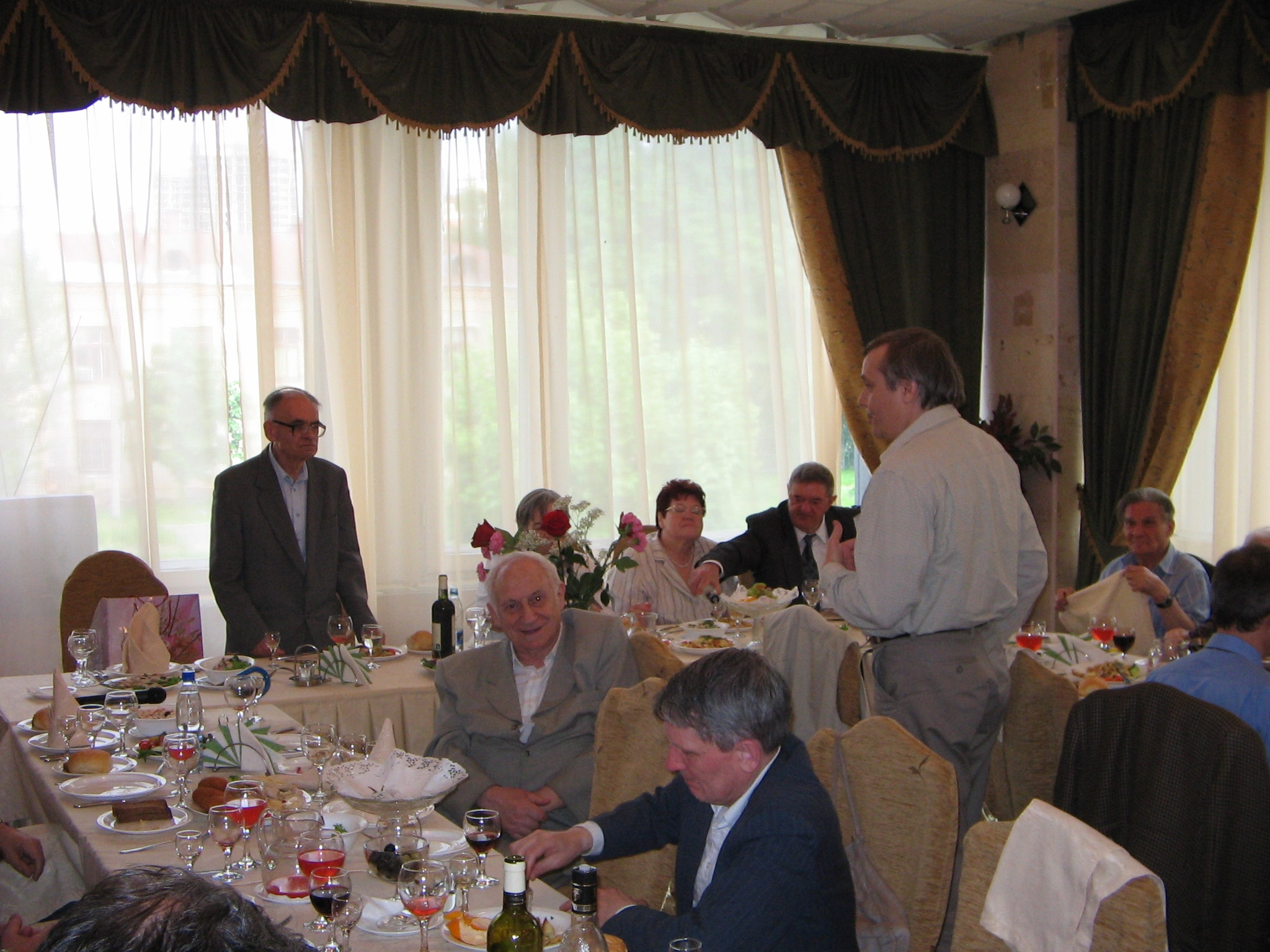

Предполагалось, что в пятницу, ближайшую ко дню юбилея, когда обычно проводился теоретический . семинар, состоится мини-конференция, посвященная этому событию. В ходе её должен был состояться мой довольно большой доклад, суммирующий все этапы моего творческого пути. Наряду с этим, должны были быть заслушаны краткие сообщения ряда лиц, с которыми я сотрудничал на различных этапах своей жизни. Среди них были Алик Фридман, Джумбер, Андрей Смоляков, Сережа Шарапов, Володя Пустовитов, Лев Зелёный (в то время он был уже член-корром и директором ИКИ). Предполагалось также выступление В. И. Когана.
Выяснилось, что как раз во время моего юбилея в Россию по каким-то своим делам должен был приехать Р. З. Сагдеев, и что он готов был принять участие в мини-конференции и выступить там с докладом.
В качестве гостей на это мероприятие я пригласил также Борю Кувшинова, Андрея Чурикова и своих молодых помощников: Максима Широкова, Женю Ковалишена и Павла Ботова. Кроме того, я пригласил туда Феликса Щелкина с его женой Лидой. Был приглашен также мой зять Коля Ерохин. Конечно, в этом участвовала моя жена Люда. Председательствовать на этом мероприятии должен был Витя Ильгисонис.
Предполагалось, что все выступления будут сделаны после моего доклада. Однако выяснилось, что Сагдеев куда-то торопился по своим делам, поэтому семинар начался с его выступления. Он говорил, в целом, на околонаучные темы. Ко мне имел отношение лишь один фрагмент его выступления. Он сказал, что серьезной ошибкой Курчатовской академической группы является то, что я все ещё не являюсь членом академии. Естественно, что это заявление Сагдеева было исключительно важным для меня.
Последующий ход семинара проходил по плану. На семинар был приглашен также Ф. Ф. Каменец. Он пришел туда не один, а в сопровождении студенческой музыкальной группы, девушки и парня с гитарами. В мою честь они сочинили и исполнили небольшую оду. Я пригласил также О. Г. Онищенко, он сообщил об этом В. Б. Красовицкому, они пришли оба.
На семинаре присутствовал также директор ИЯС академик В. П. Смирнов.»
Анатолий Борисович был одним из инициаторов и впоследствии редактором книги воспоминаний о члене Национальной академии Грузии, его давнем друге и соавторе, Джумбере Ломинадзе «Ученый, организатор науки и создатель творческого климата», опубликованной в 2010 году в Тбилиси. Кроме того, под редакцией А. Б. Михайловского и А. А. Боярчука в 2012 году вышла книга «А. М. Фридман — ученый и не только». Подготовка этих изданий тоже потребовала от Анатолия Борисовича большого времени и труда, когда он уже был серьезно болен.

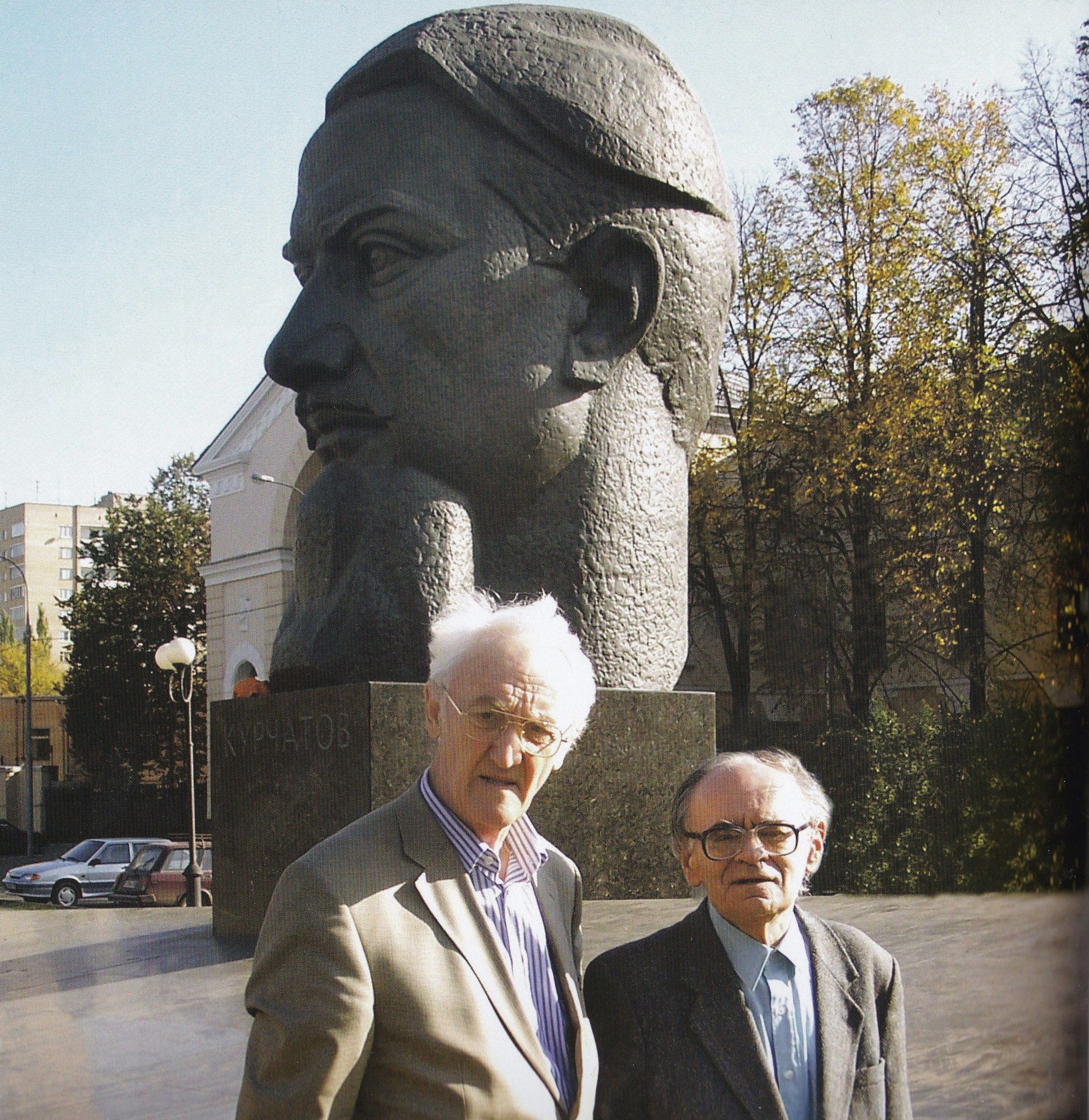

«В 20-го октябре 2005 г. исполнилось 75 лет Джумберу. К этому дню я решил ему сделать своеобразный подарок: подготовить для соответствующего торжественного заседания в Тбилиси весьма объемный доклад с изложением его творческого пути. В течение месяца я работал над этим докладом. К положенному сроку доклад был зачитан одним из помощников Джумбера и вызвал большой резонанс. Он назывался „Джумбер Ломинадзе: ученый, организатор науки и создатель творческого климата“. Впоследствии накануне своего 80-летнего юбилея Джумбер дополнил этот доклад многочисленными своими фотографиями и некоторым текстом. В результате получилась книга. Эта книга в дальнейшим стала пользоваться огромным успехом у многочисленных друзей и знакомых Джумбера.»

###### Поиски информации о пропавшем без вести отце — Б. Н. Михайловском

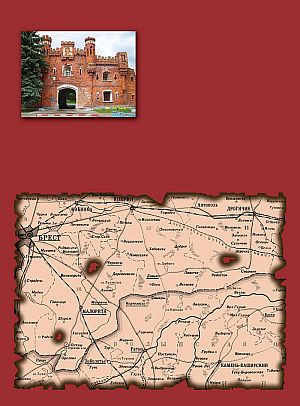
«По следам пропавшего без вести защитника Брестской крепости Бориса Михайловского»

Многие годы своей жизни Анатолий Борисович посвятил поиску информации о своем отце Борисе Николаевиче Михайловском, который в начале Великой Отечественной войны оказался в Брестской крепости, был её защитником и считался пропавшим без вести. Только в 1972 году стало известно, что Б. Н. Михайловский не погиб в этой крепости, а создал партизанский отряд и сражался с фашистами на оккупированной территории Белоруссии и Украины. Выяснение истории этих сражений, поиски документов, уцелевших участников, встречи с партизанами — очевидцами тех событий и, наконец, выяснение обстоятельств гибели отца в конце марта 1943 года потребовало от А. Б. Михайловского многолетней деятельности, начиная с 70-х годов. Это дело А. Б. Михайловский завершил в 2013 году публикацией своей последней книги «По следам пропавшего без вести защитника Брестской крепости Бориса Михайловского» .
У Анатолия Борисовича осталось три дочери (Людмила, Елена, Марианна), пять внуков (Владимир, Николай, Алексей, Александр, Дмитрий), одна внучка (Мария) и один правнук (Степан).

## Родословная
«Когда я был маленьким, у нас на стене висел персидский ковер с датой изготовления 1905 г. Я спросил у мамы, откуда у нас этот ковер. Она ответила, что ковер был подарен бабушке Ларисе Григорьевне её братом, который в то время был военнослужащим.(подразумевалась служба в царской армии, так как тогда никакой другой армии не было) Так я впервые узнал, что у бабушки был брат, но имени его я до поры до времени не знал..
…Согласно воспоминаниям дяди Коли, первопричиной преследований моих предков был тот самый брат моей бабушки, который подарил ей персидский ковер. Дядя Коля называл его дядей Славой. Стало быть, это был мой двоюродный дедушка Слава. Дедушка Слава был белогвардейцем. По словам дяди Коли, он был подполковником или полковником. Примерно в 1920 г. его ловили большевики, но не смогли поймать. В 30-х годах НКВД-шники считали, что ему помогали укрываться родственники, в том числе мой дедушка Николай Васильевич и мой отец. За это их и преследовали..За это мою бабушку Ларису Григорьевну лишали пенсии.
В 2012 году я задался вопросом о своей родословной. Я предполагал, что полное имя дедушки Славы скорее всего Вячеслав. В это время уже на полную силу действовал Интернет. Оказалось, что Интернет наполнен ссылками на Вячеслава Григорьевича Науменко. Предстояло выяснить, тот ли это человек, который интересует нас.

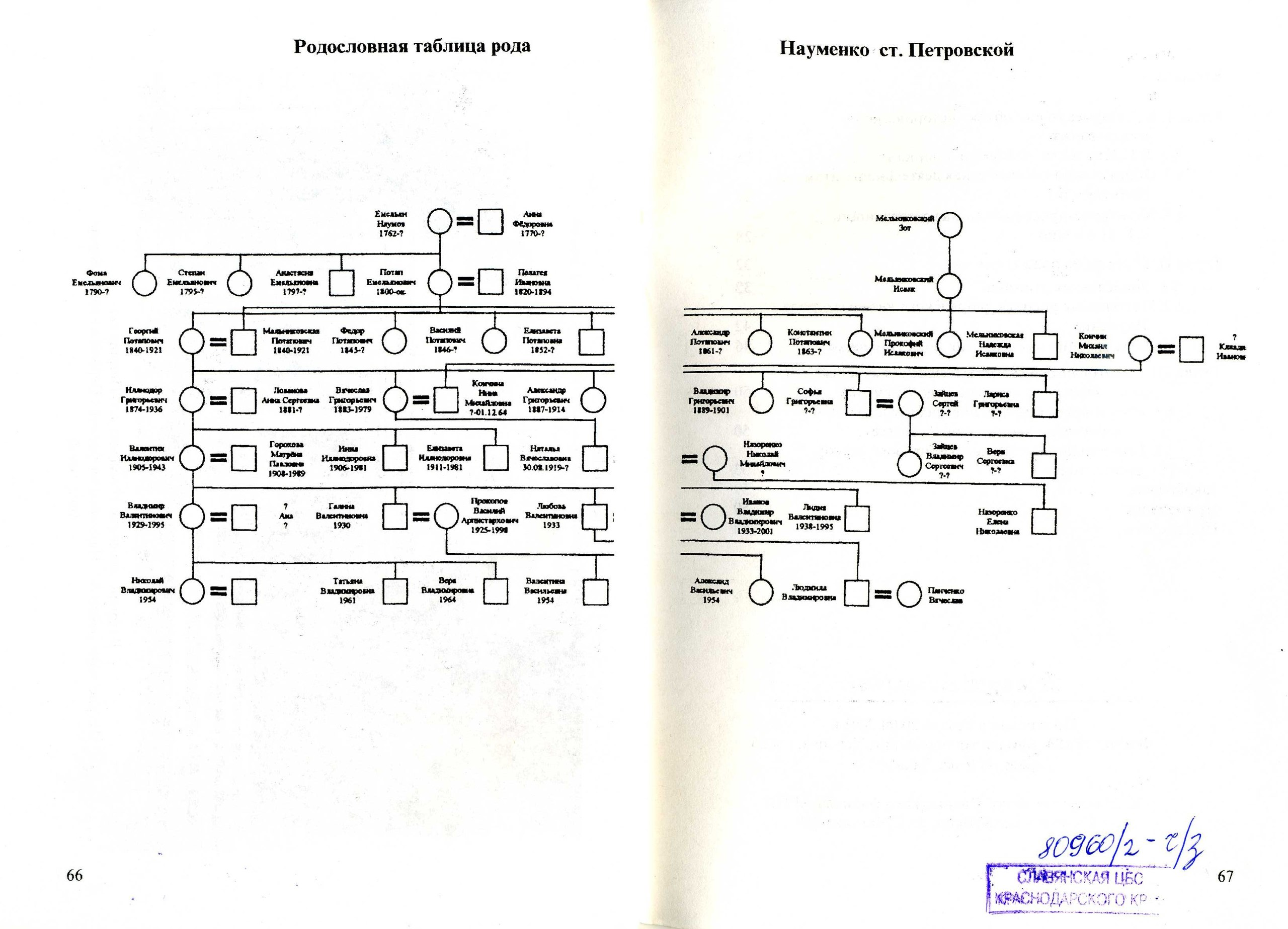
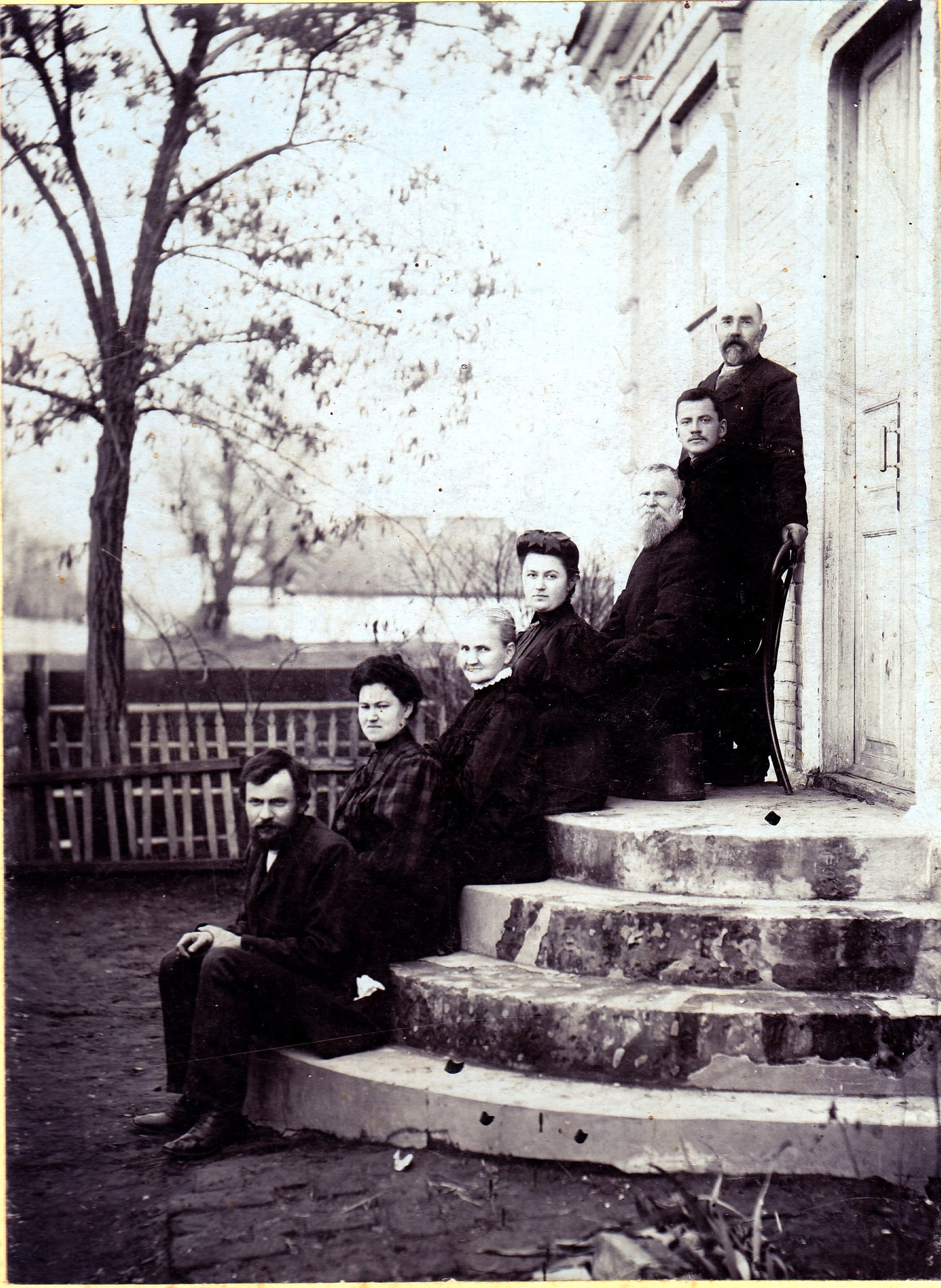
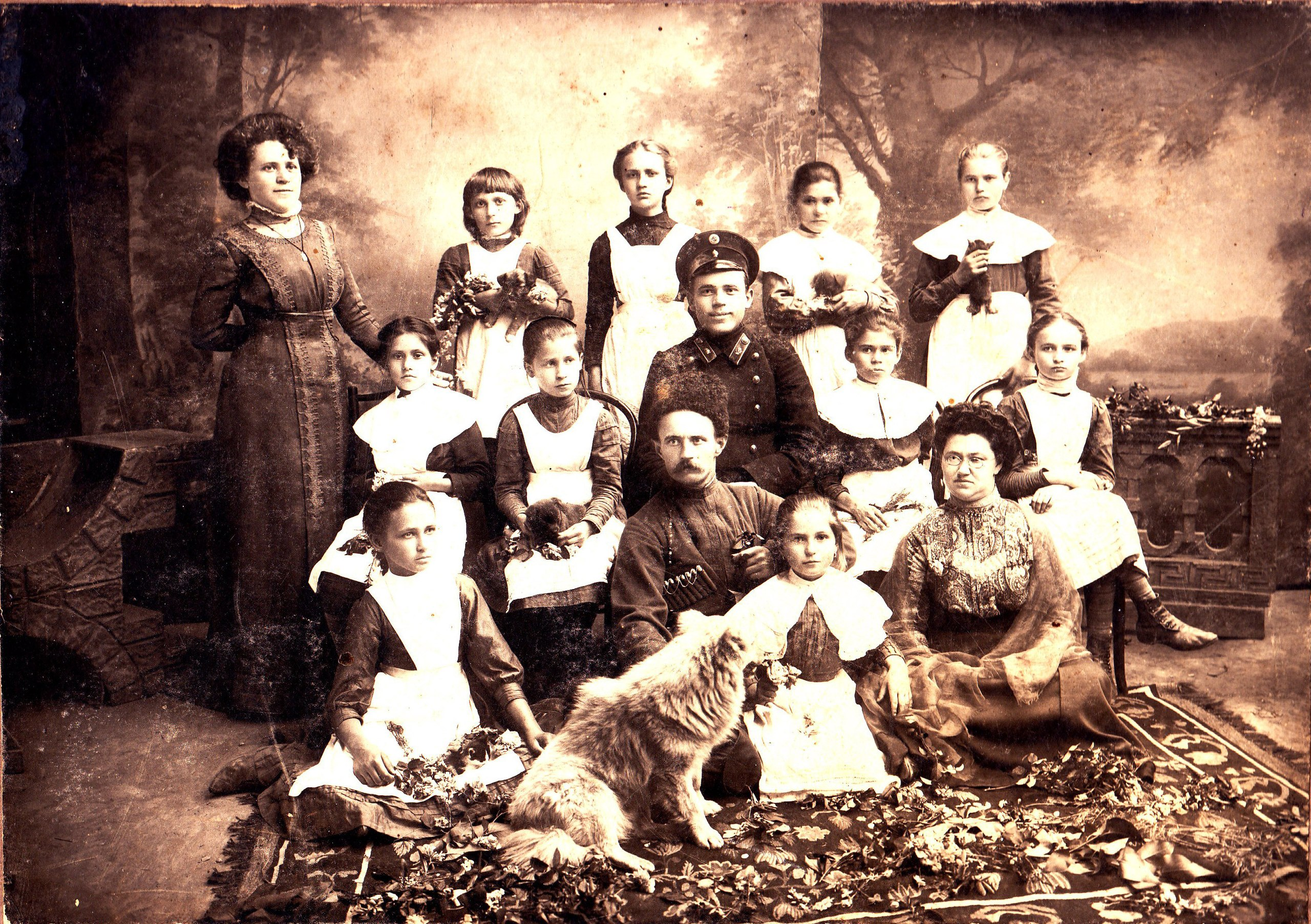

Оказалось, что Лариса Григорьевна и Вячеслав Григорьевич Науменко были детьми Григория Потаповича Науменко, отставного войскового старшины. Мы выяснили, что В. Г. Науменко имел генеральское звание. Он был одним из ближайших соратников генерала Л. Г. Корнилова, а затем — активным участником белогвардейского движения. В 1920 г. после своей победы большевики пытались поймать В. Г., но это им не удалось. Он эмигрировал и стал лидером Кубанского казачьего войска в эмиграции. В настоящее время „дом казака Науменко“ относится к памятникам архитектуры и градостроительства. В этом же доме родилась и мать Бориса Николаевича Михайловского — Лариса Григорьевна Науменко.
По прошествии многих лет, когда Советская власть ушла в небытие, фигура В. Г. Науменко стала символом современного Кубанского казачества. Некоторое время назад — в 1996 году — на доме, где родился В. Г., была установлена мемориальная доска.»

## Галерея

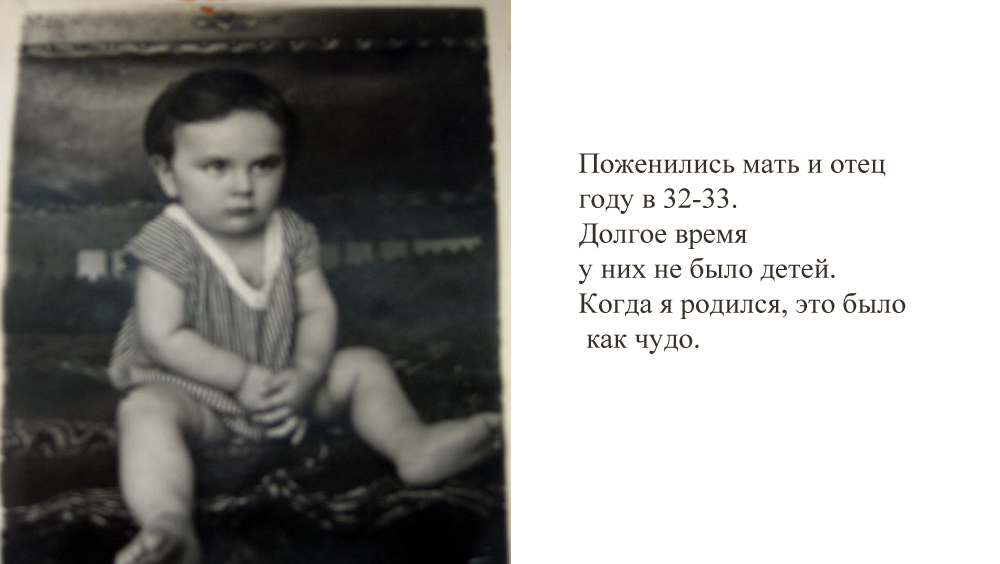
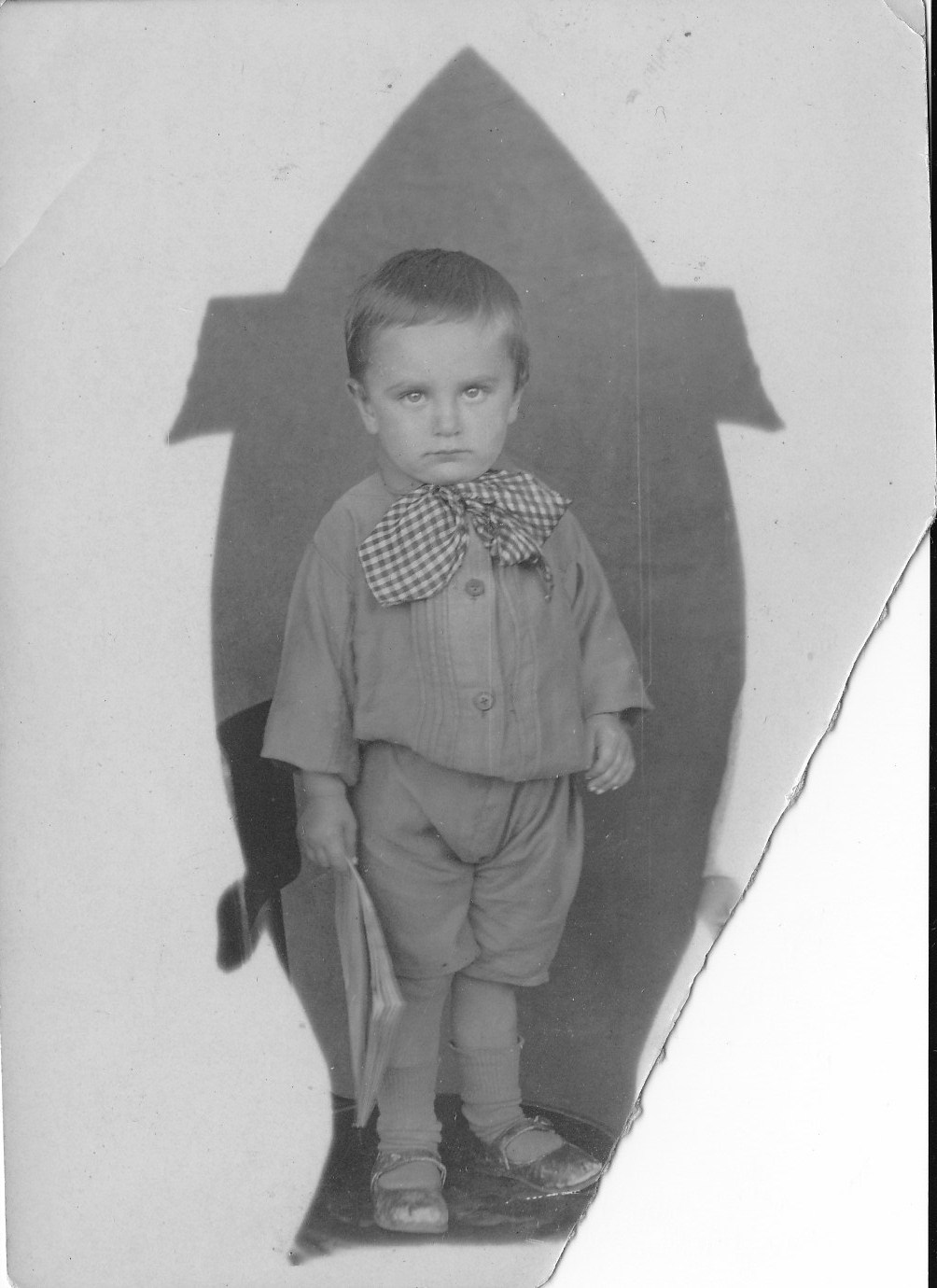
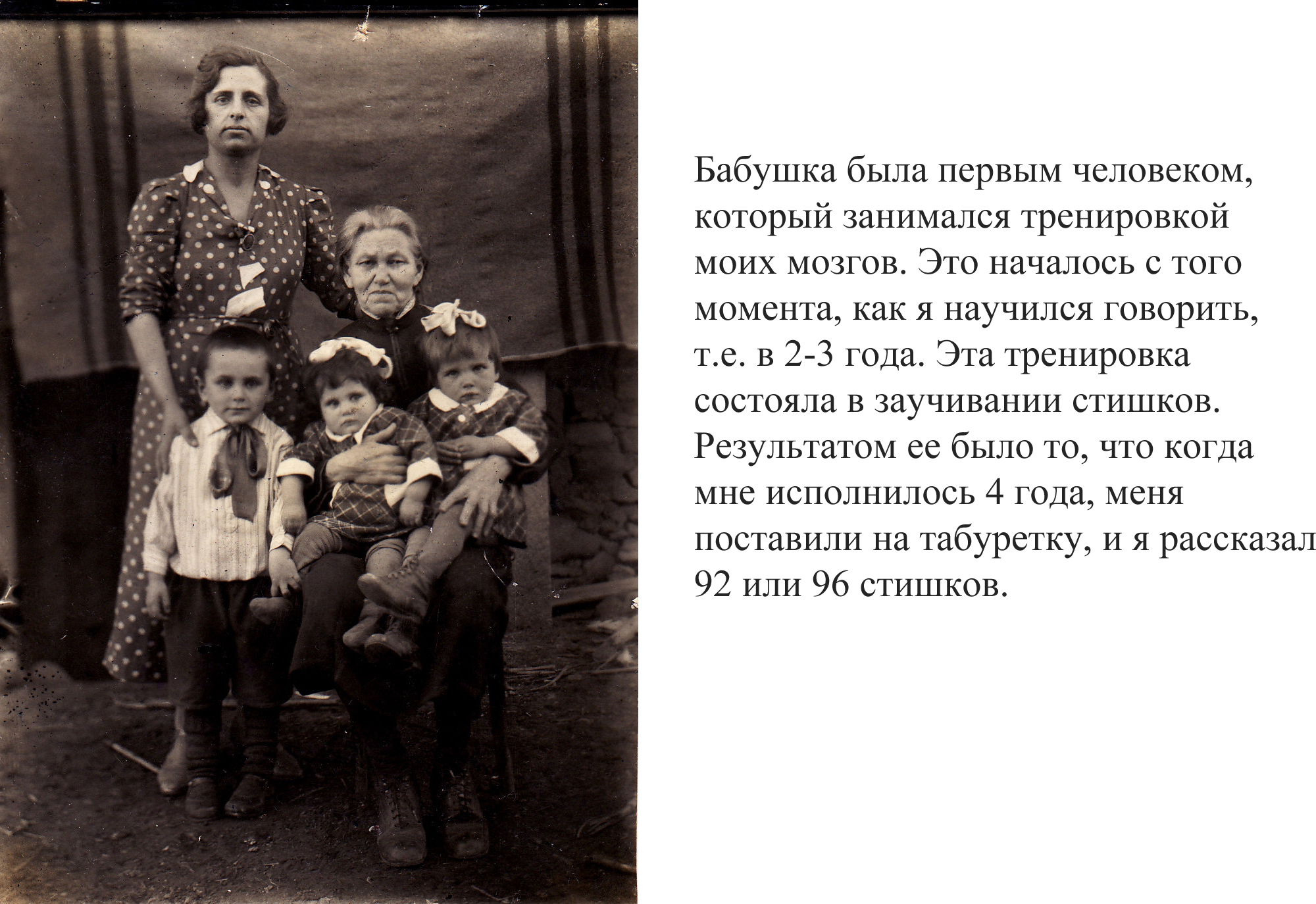
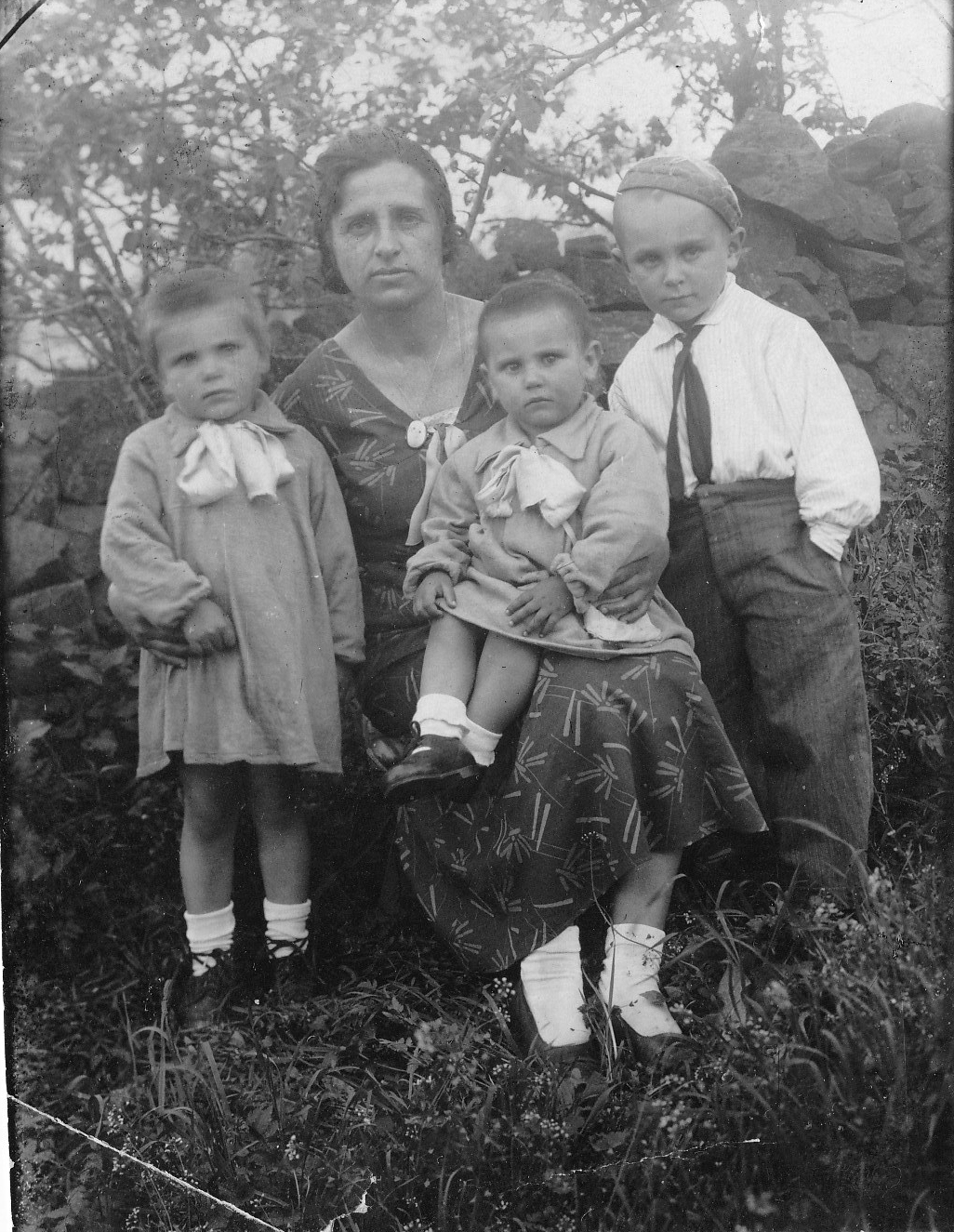
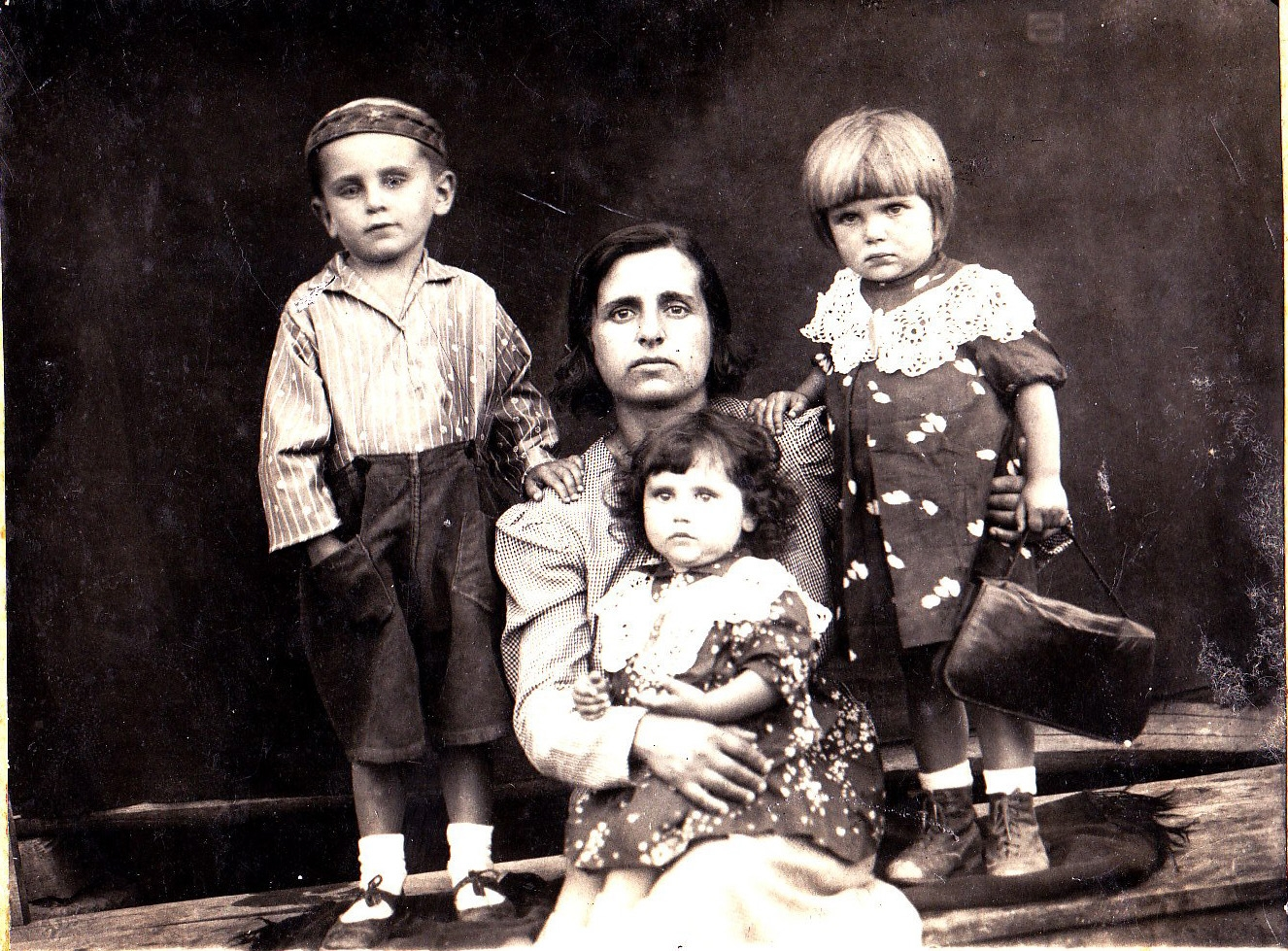
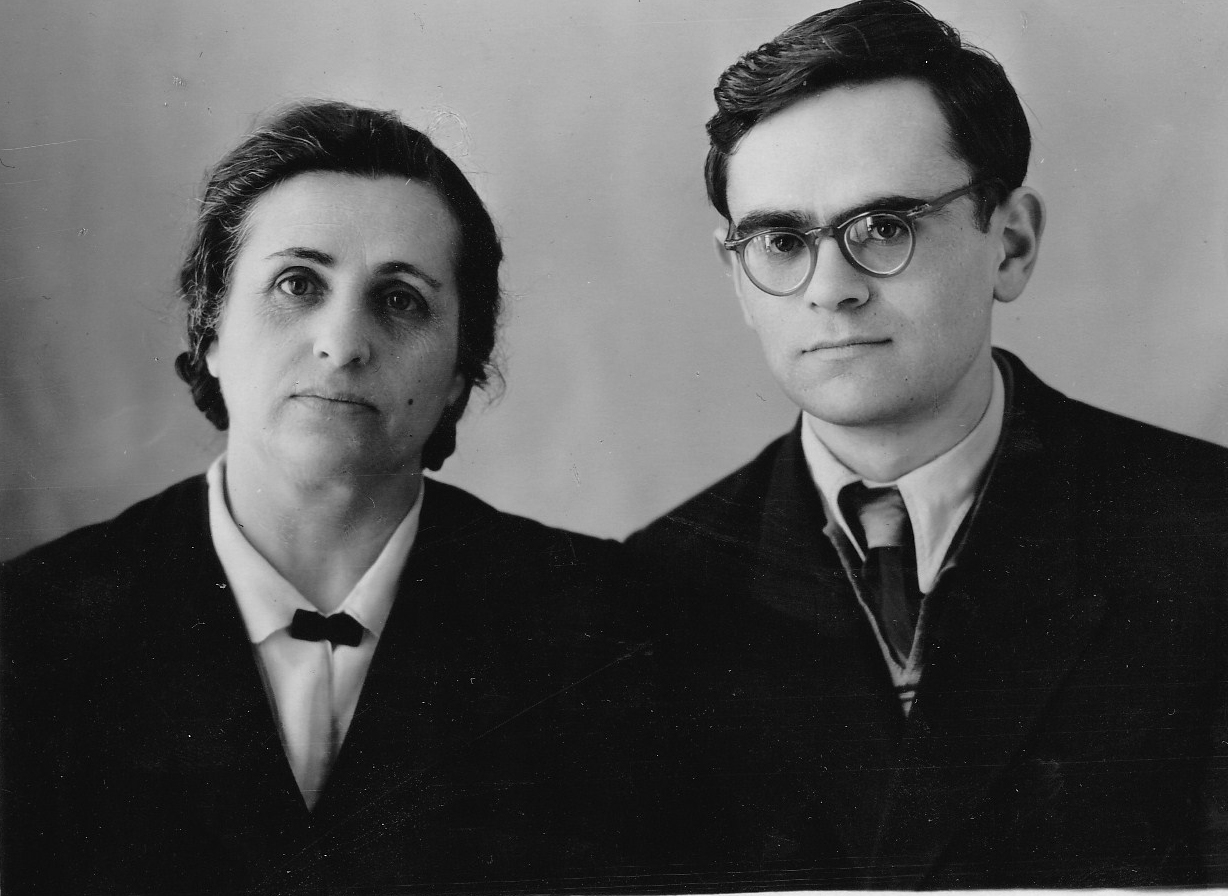
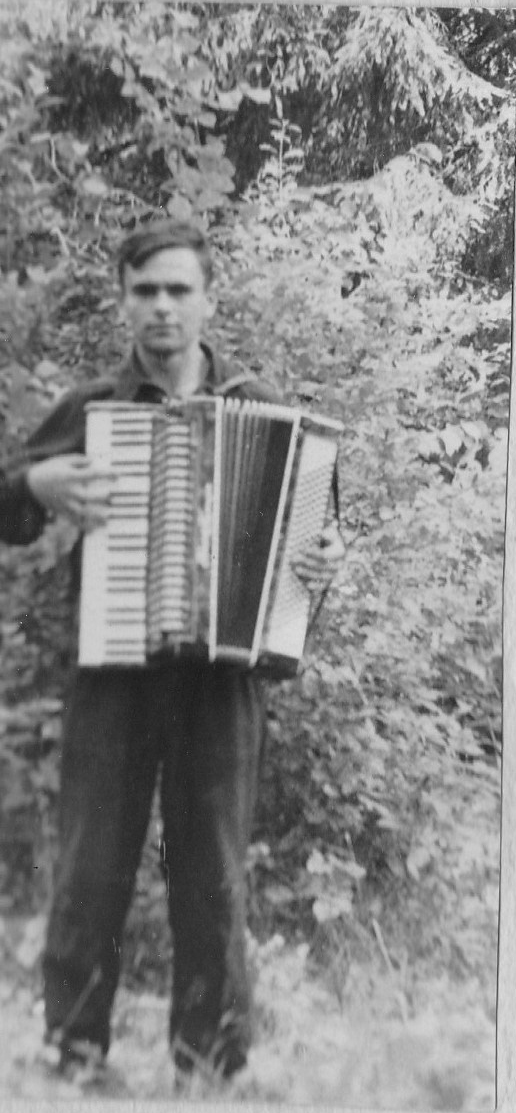
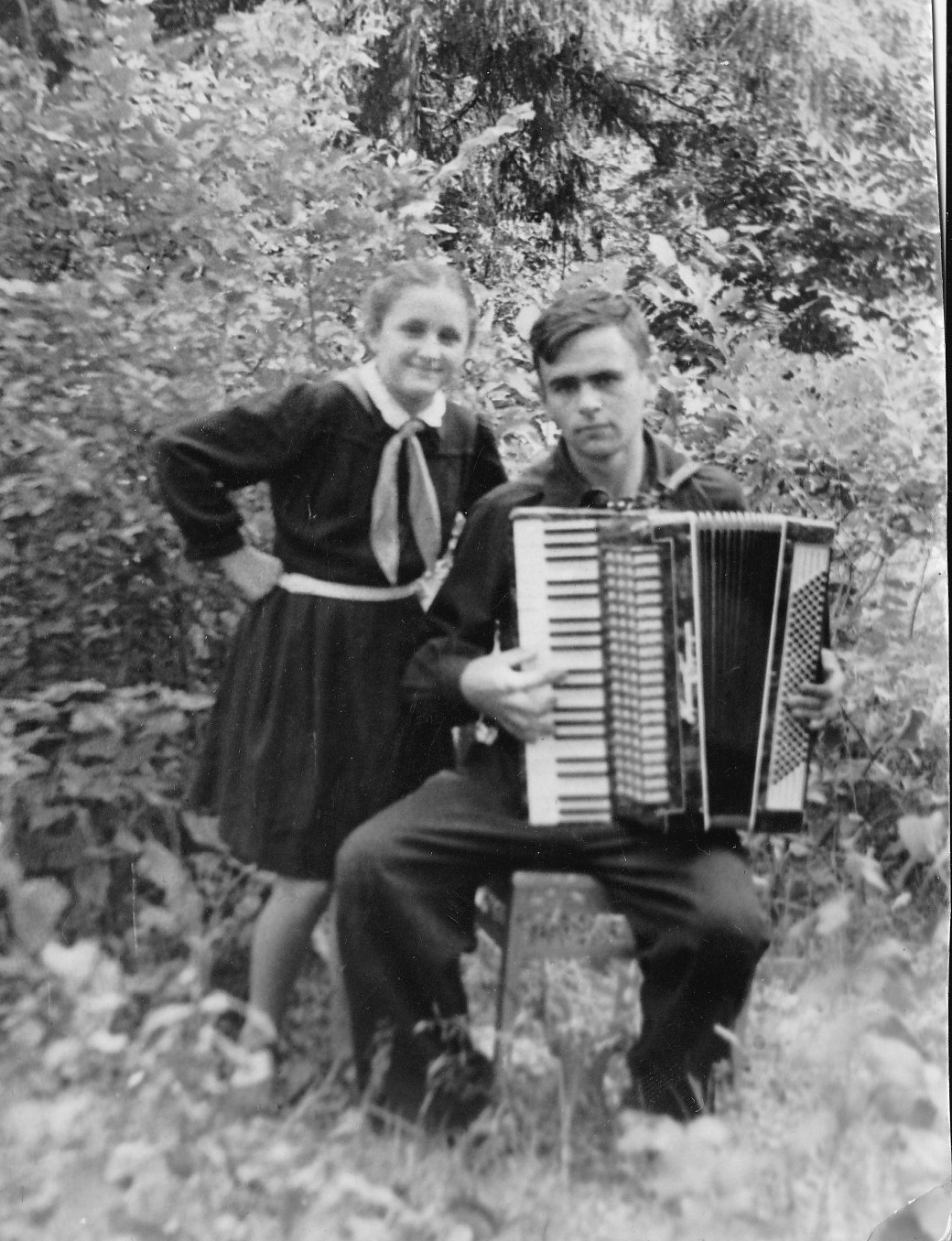
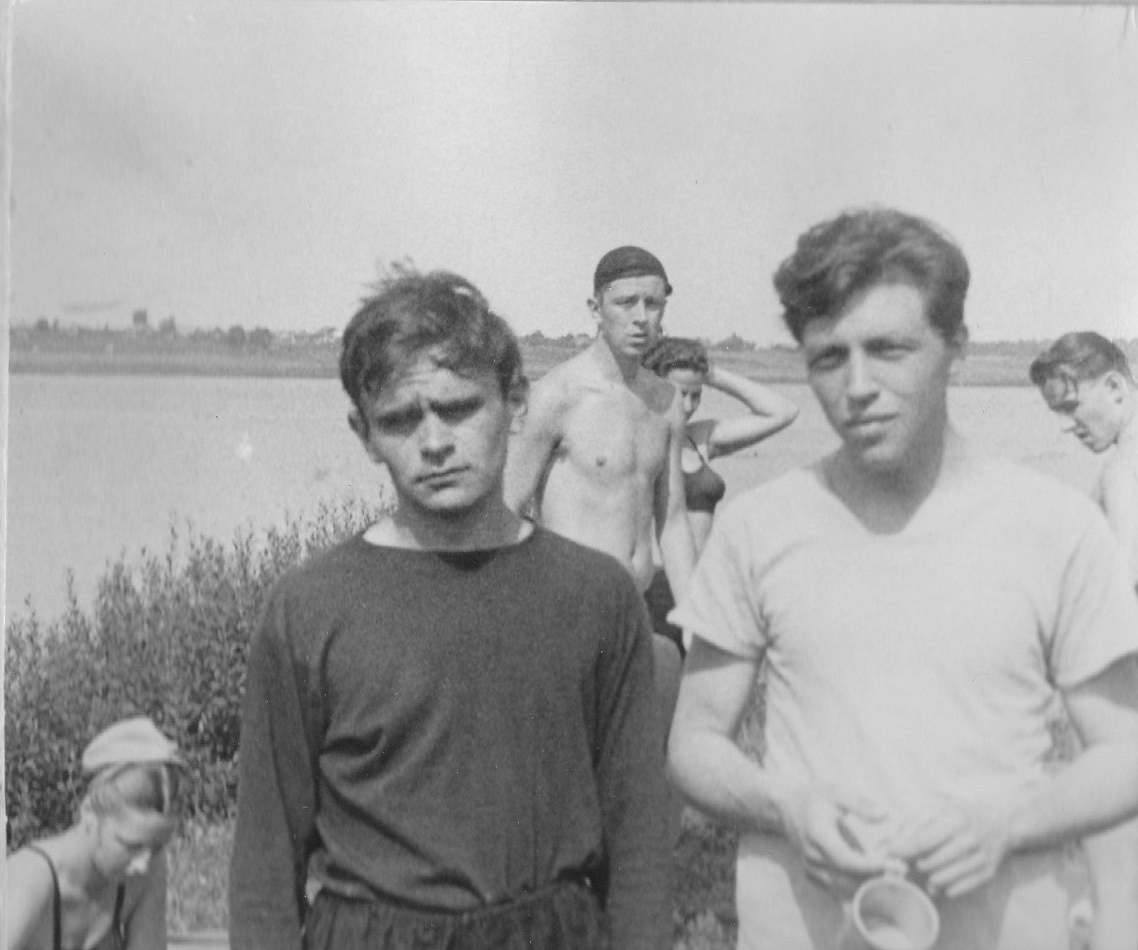
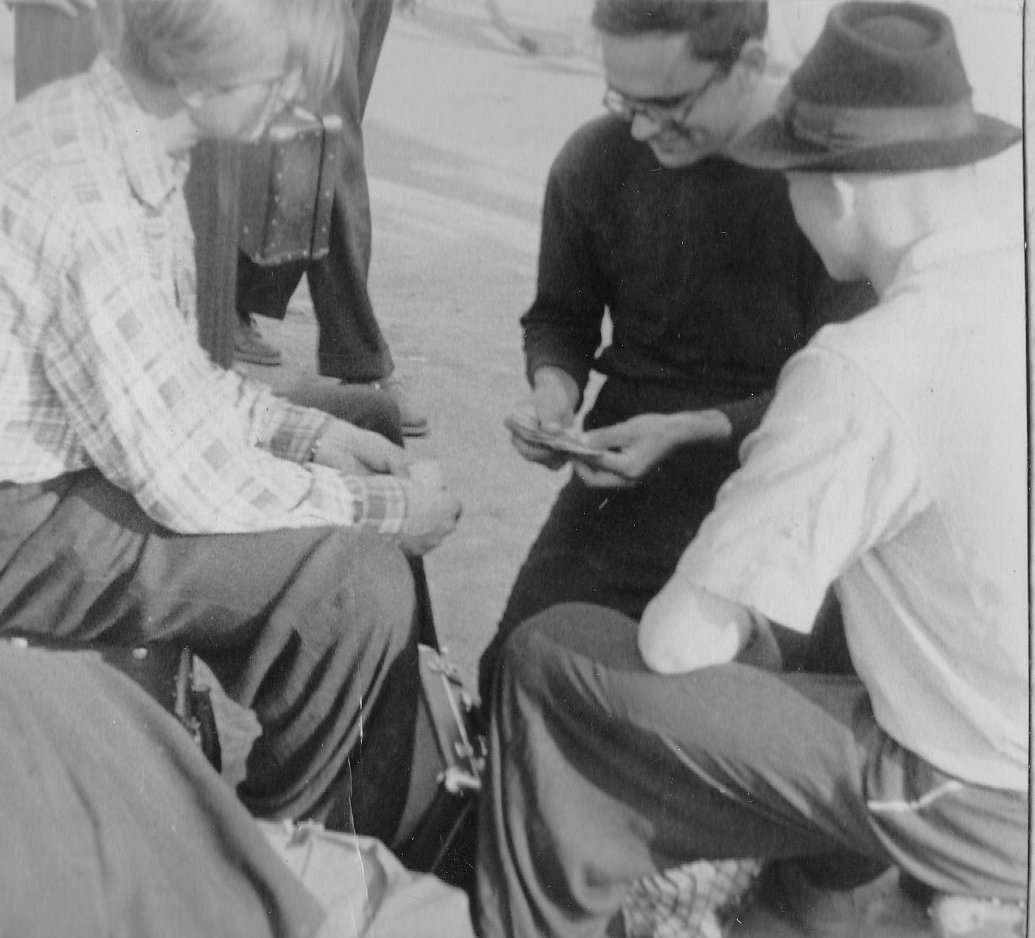
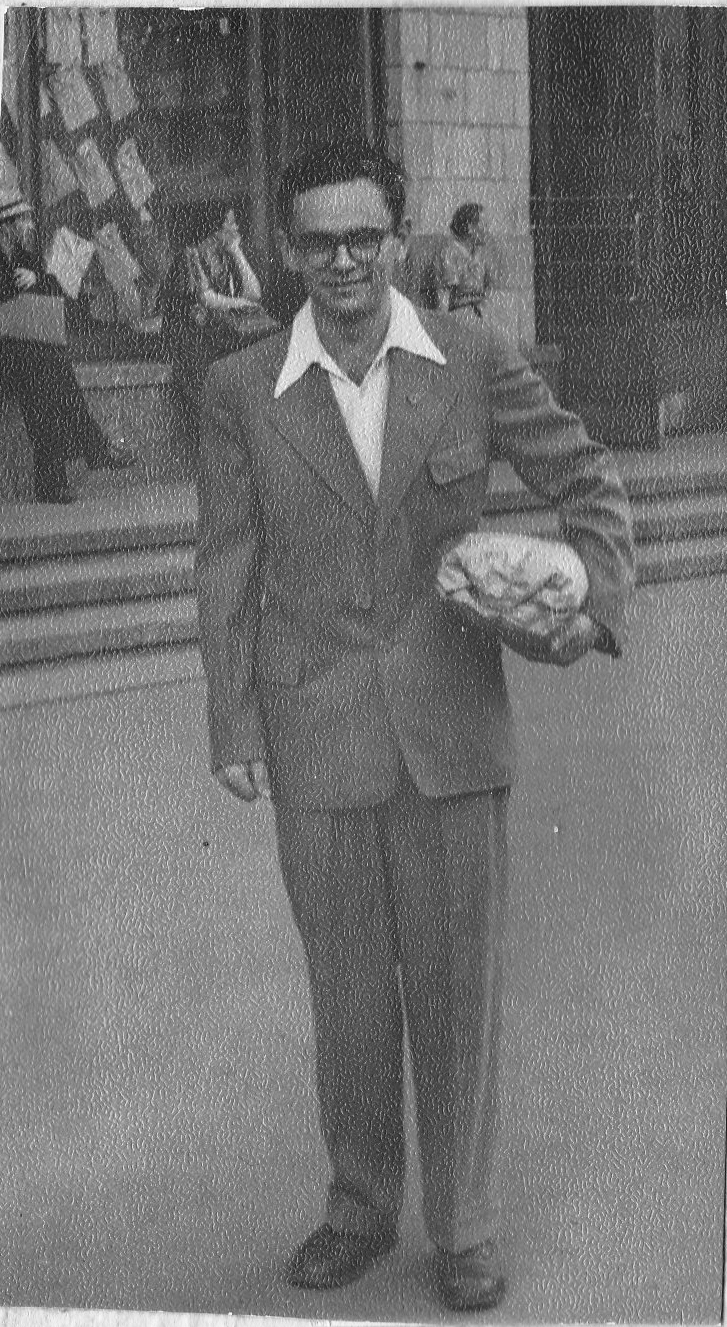
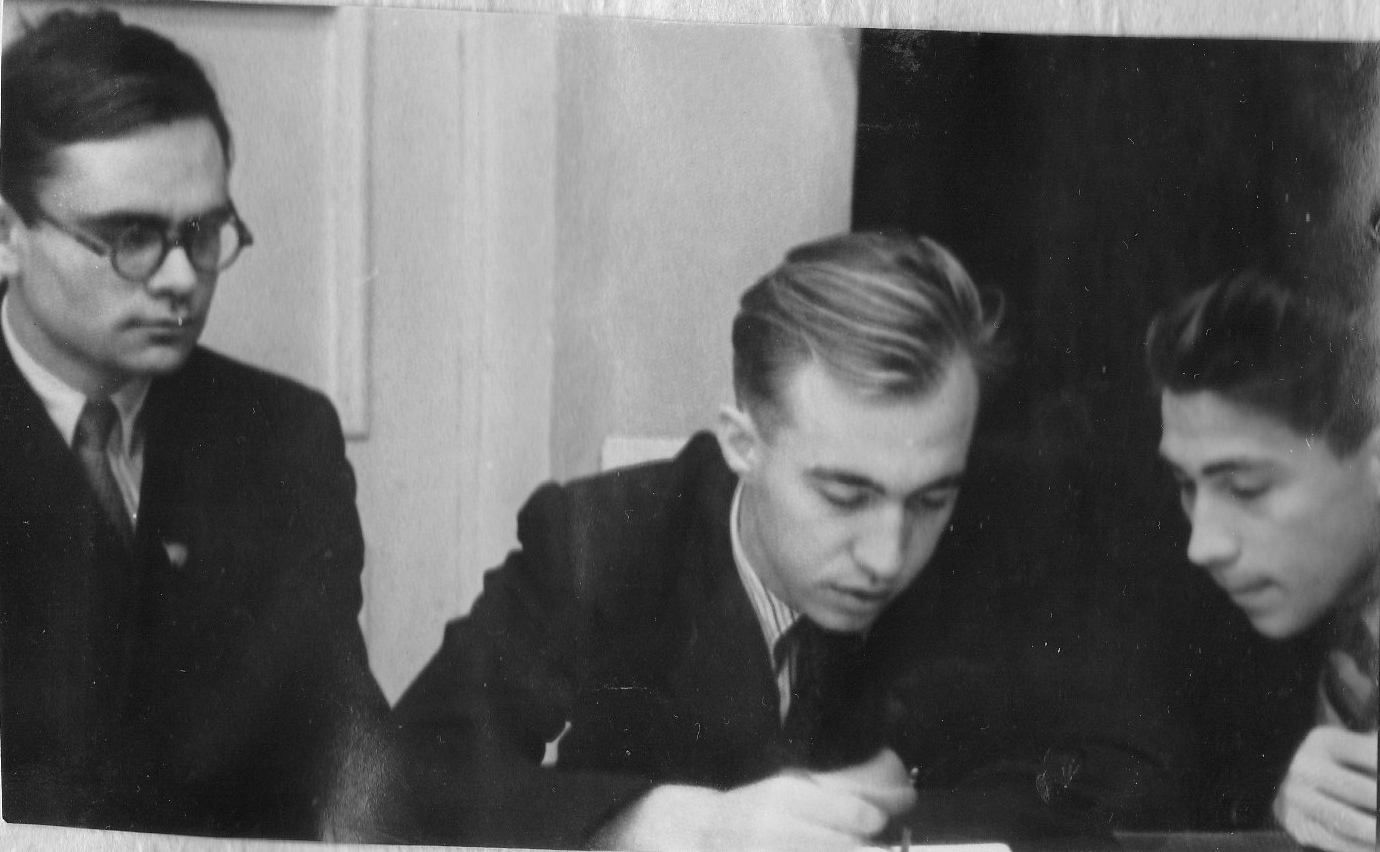
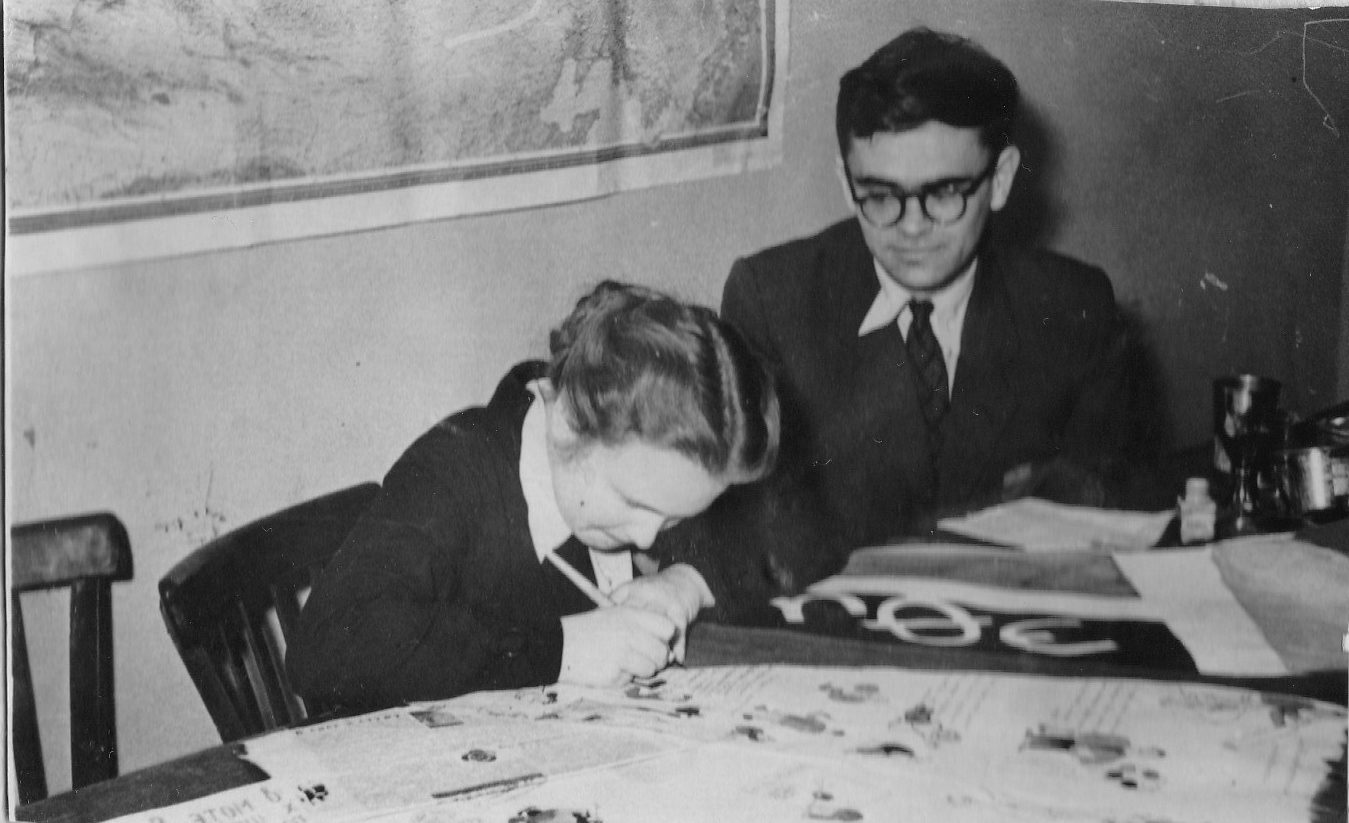
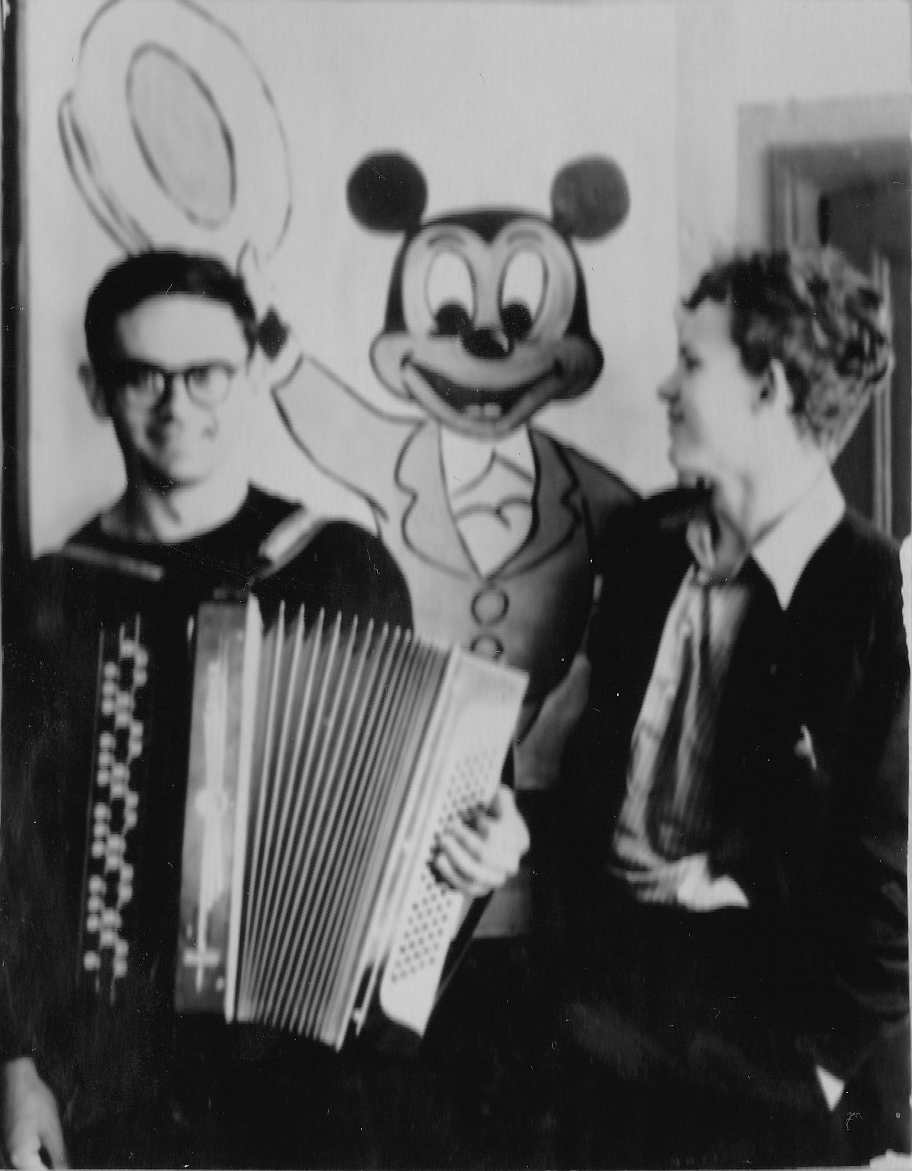
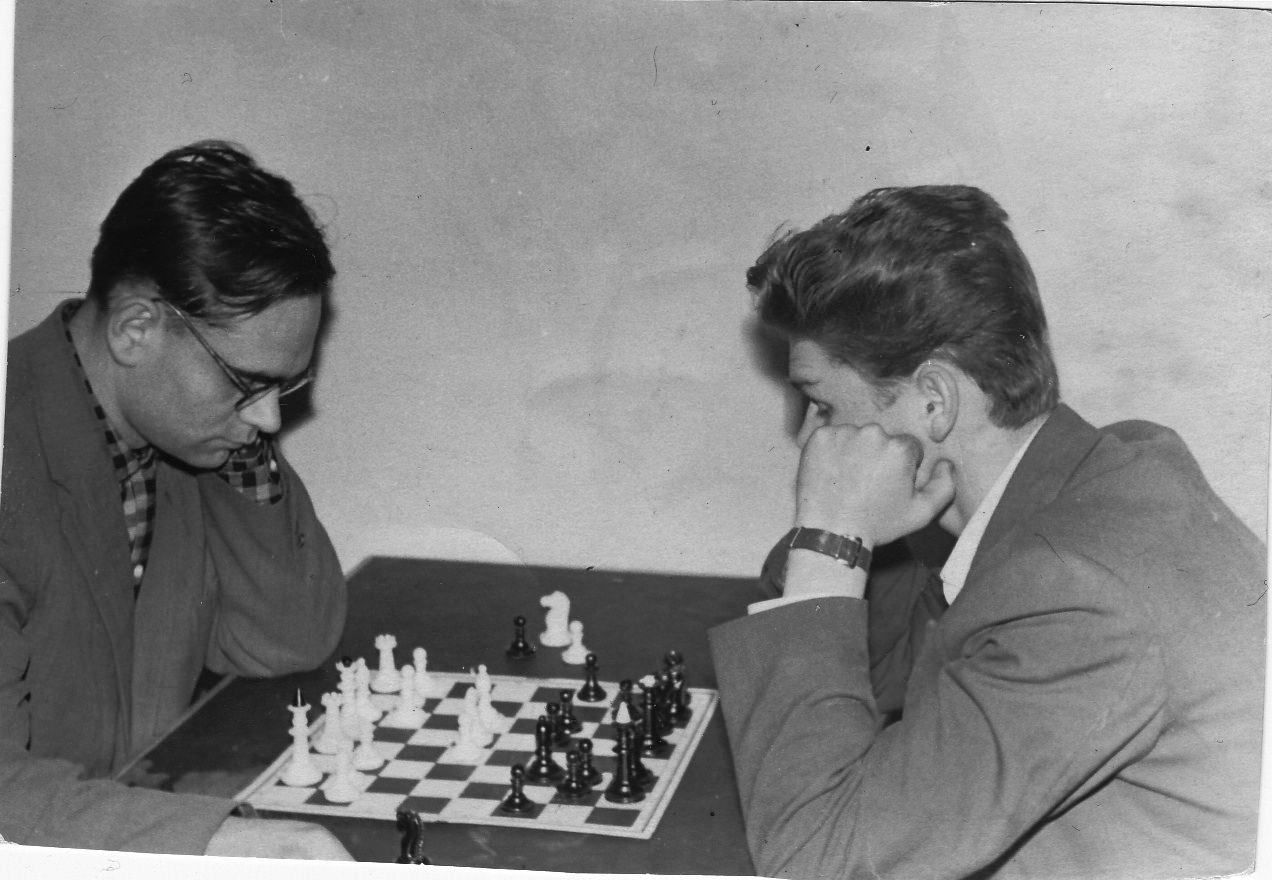
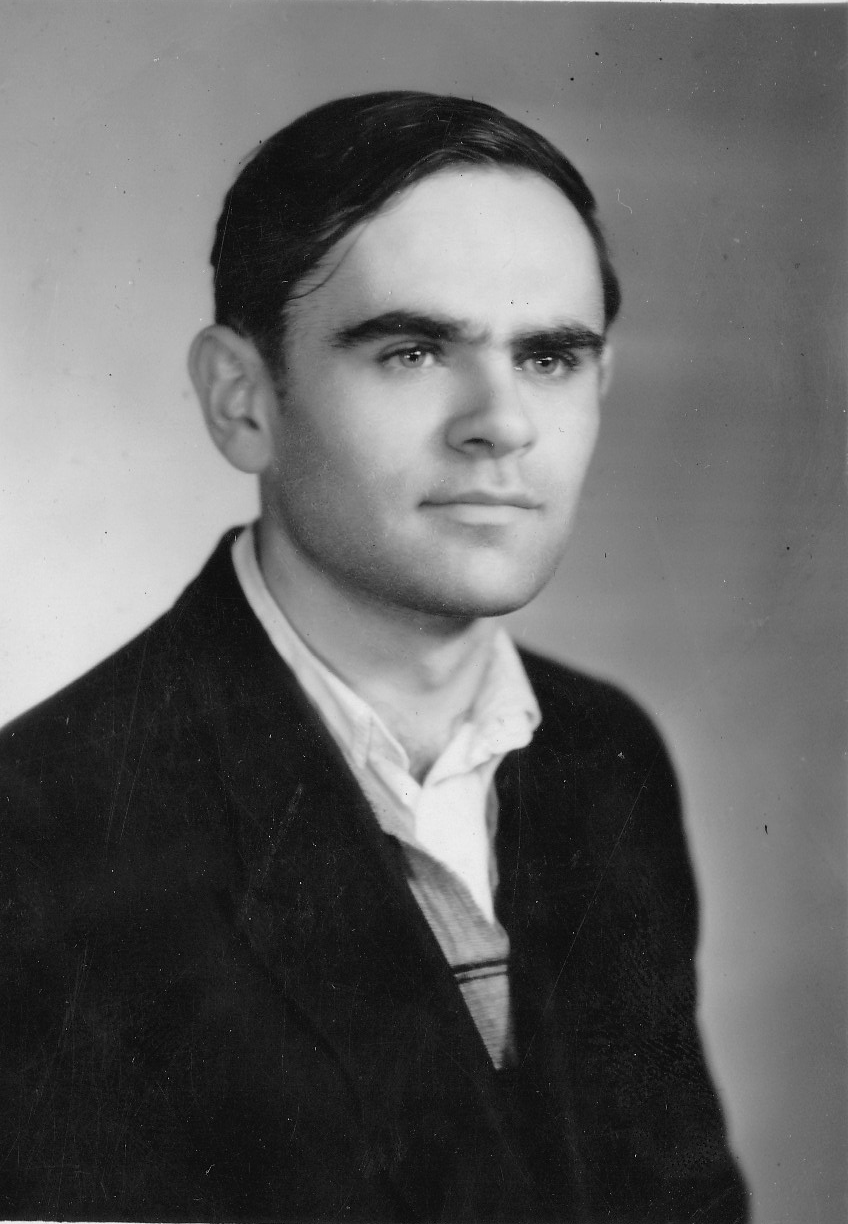
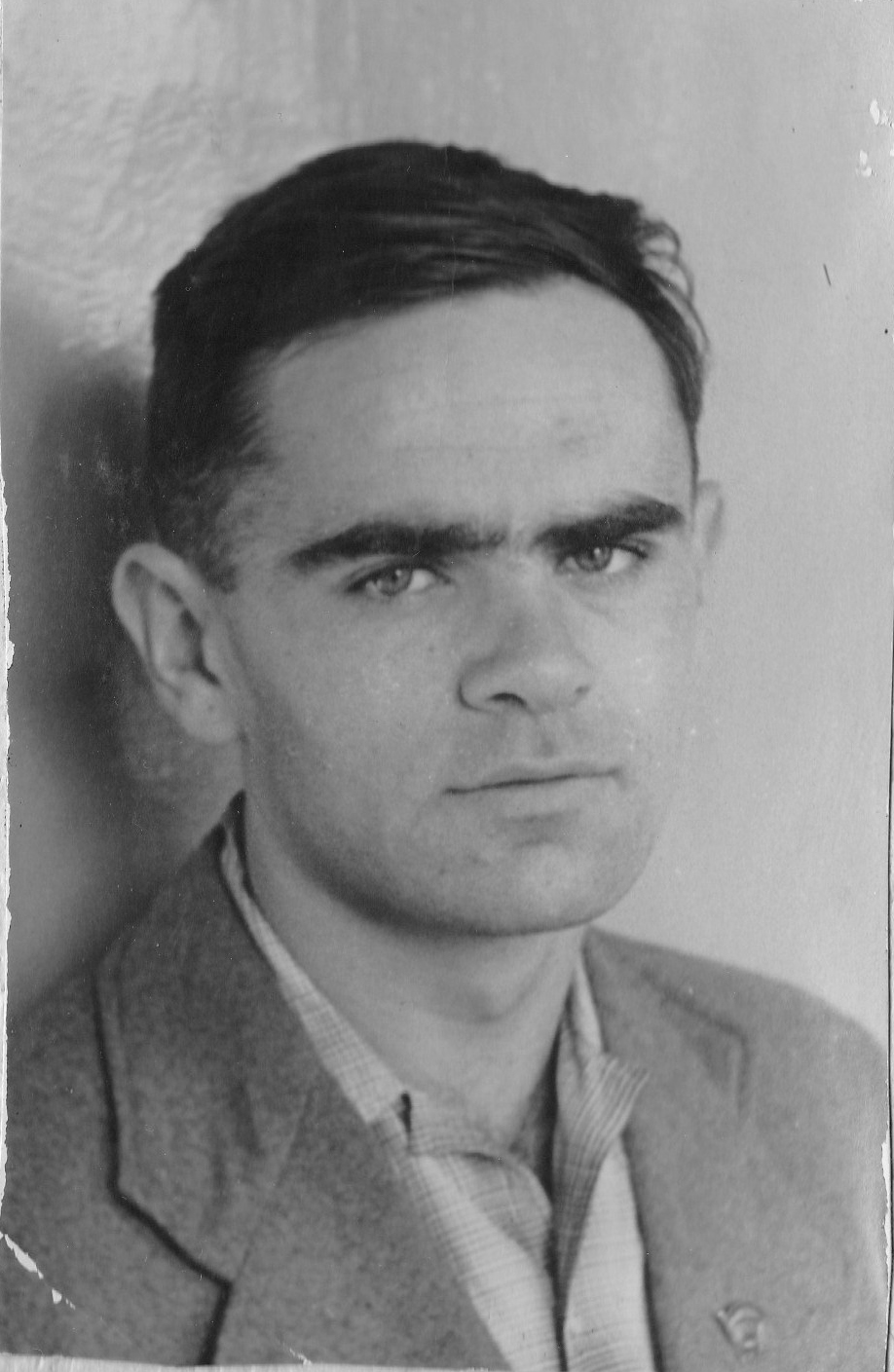
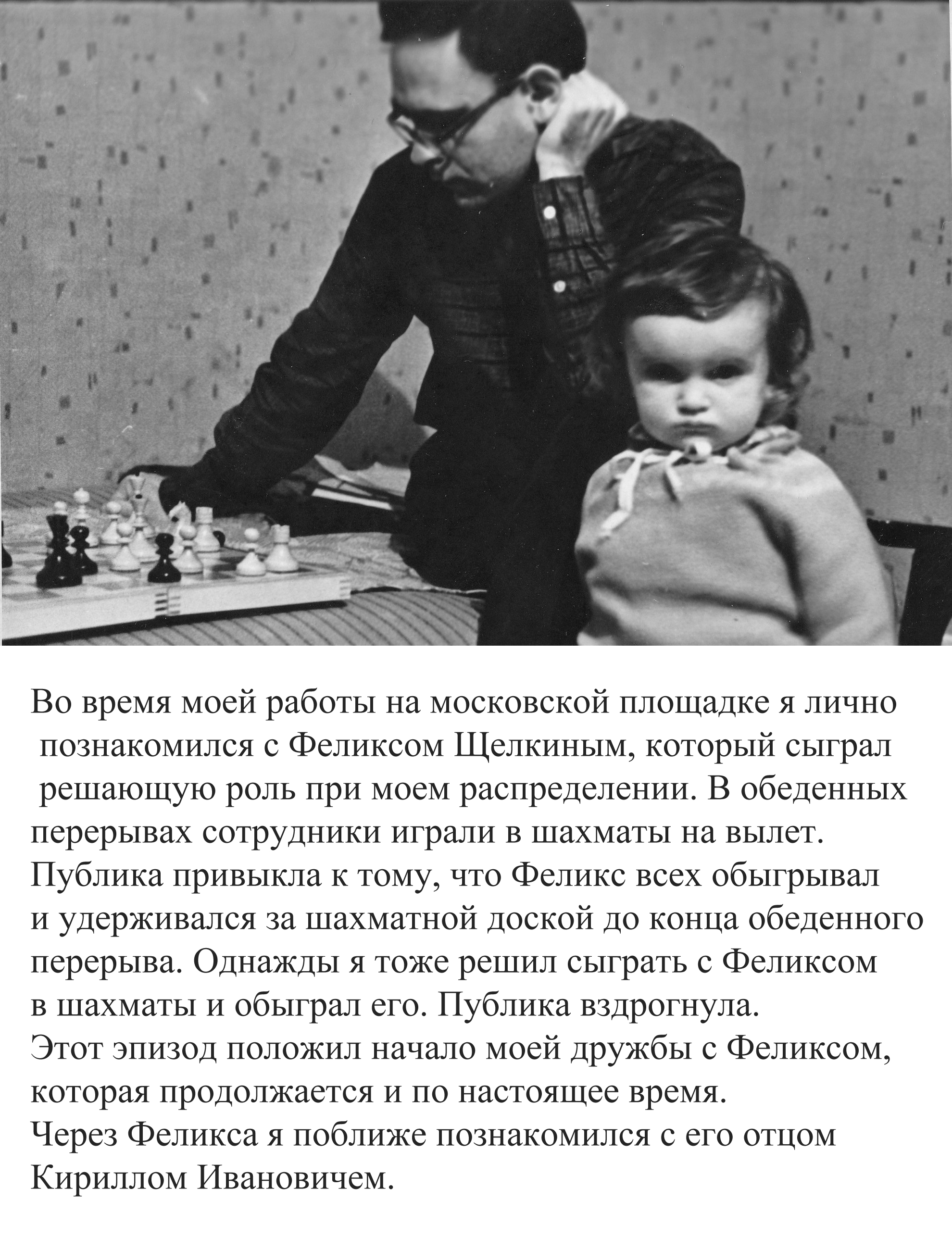
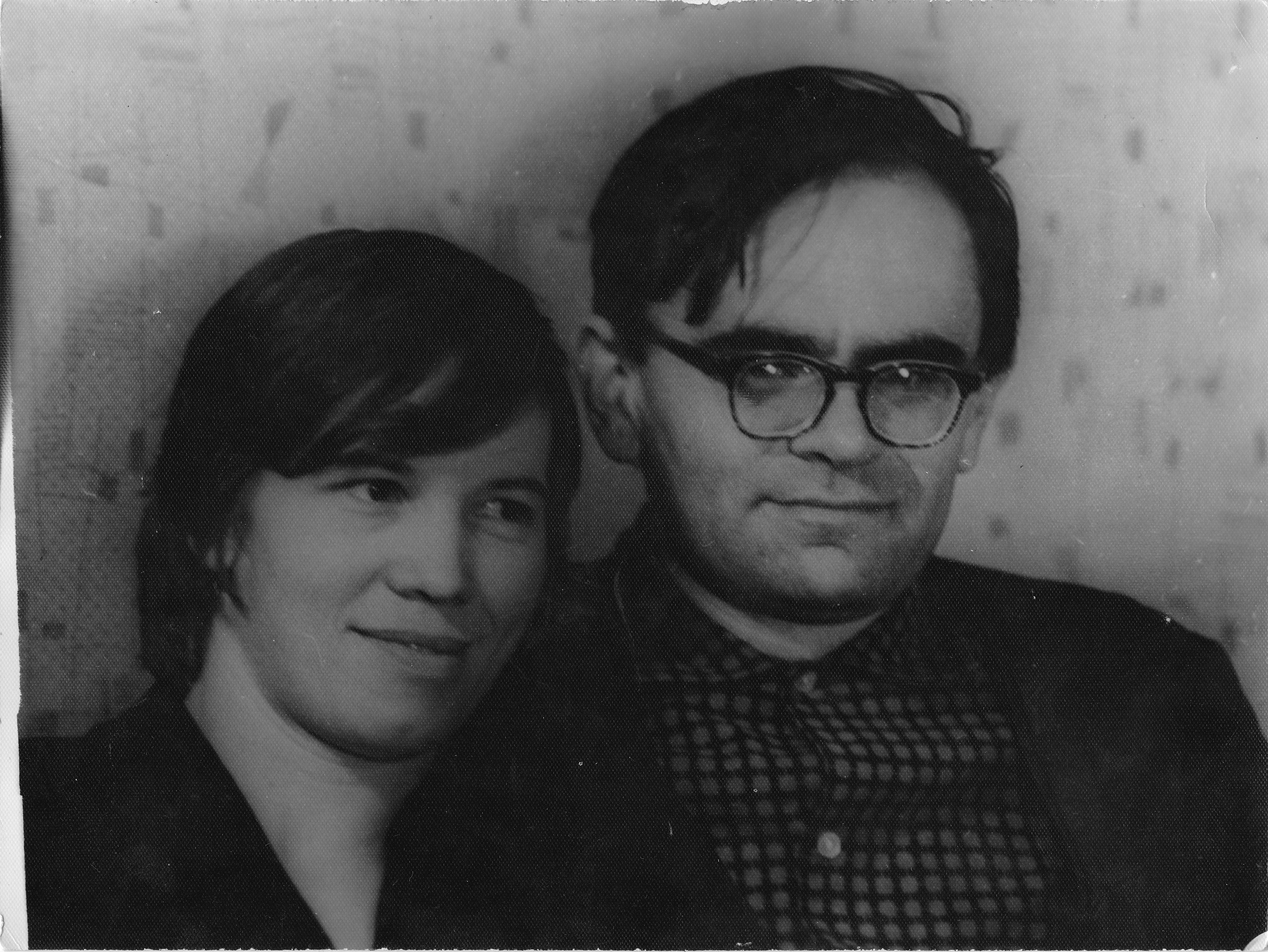
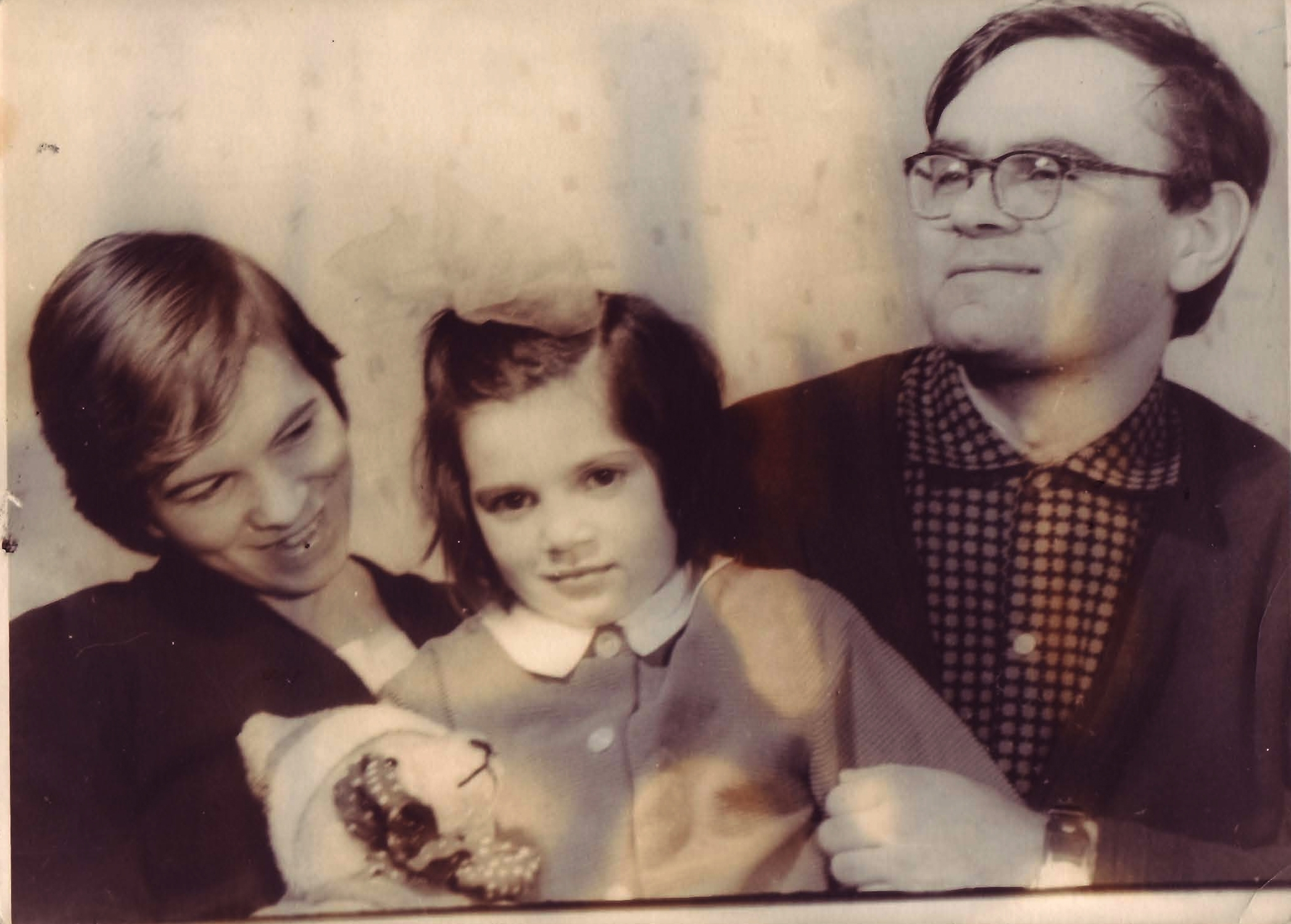
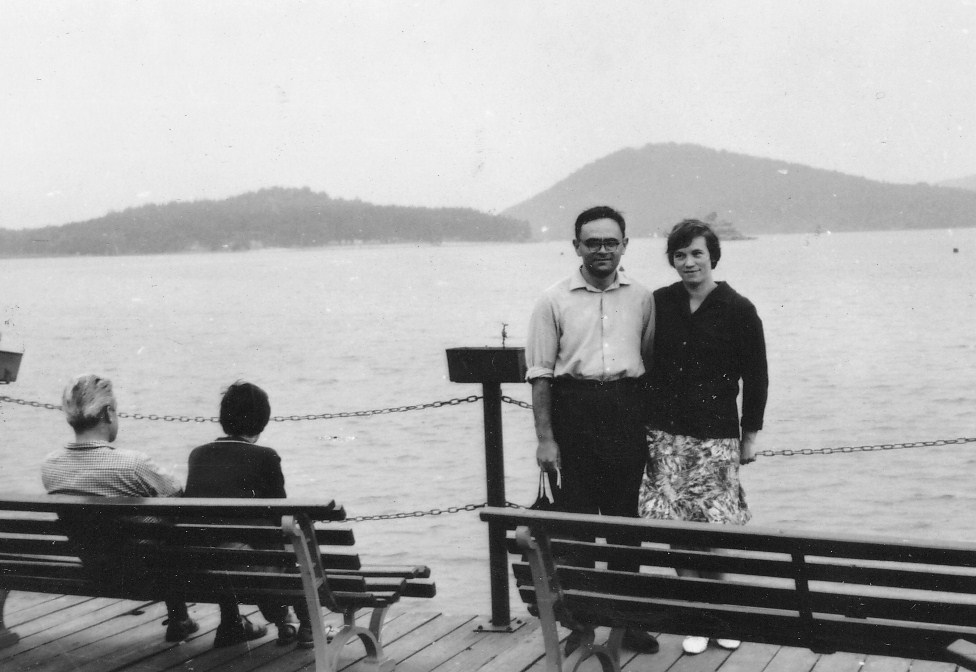
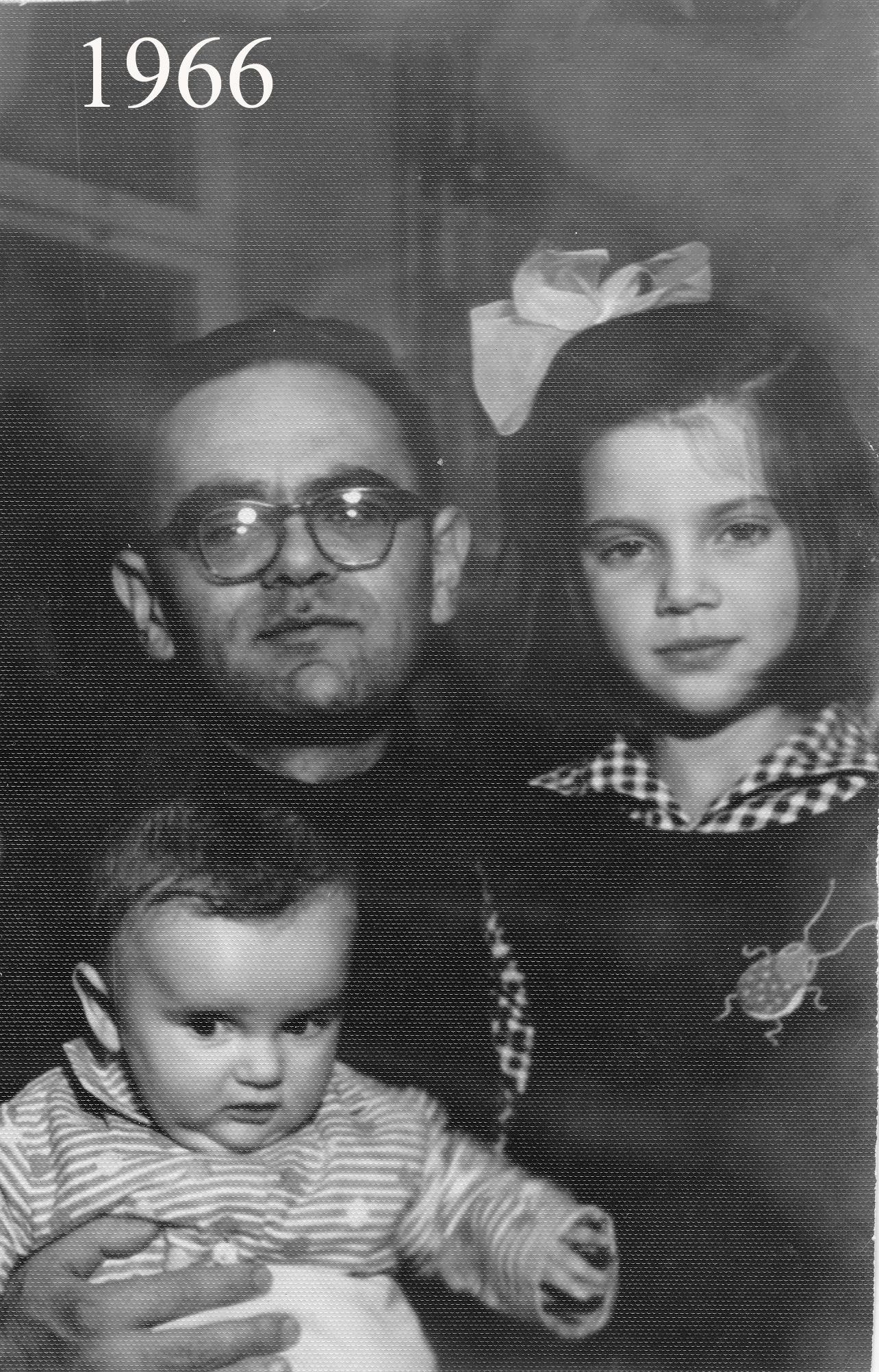
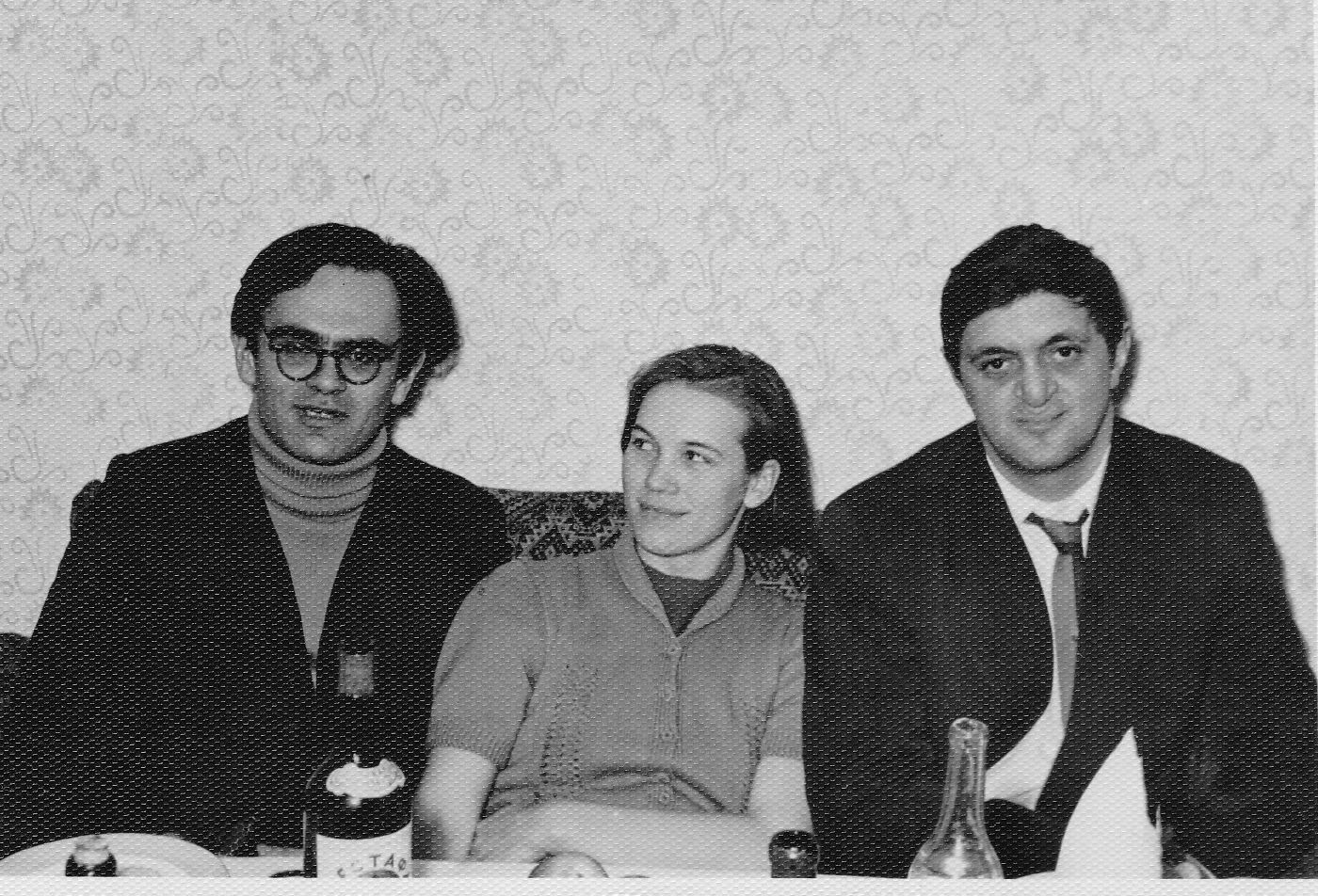
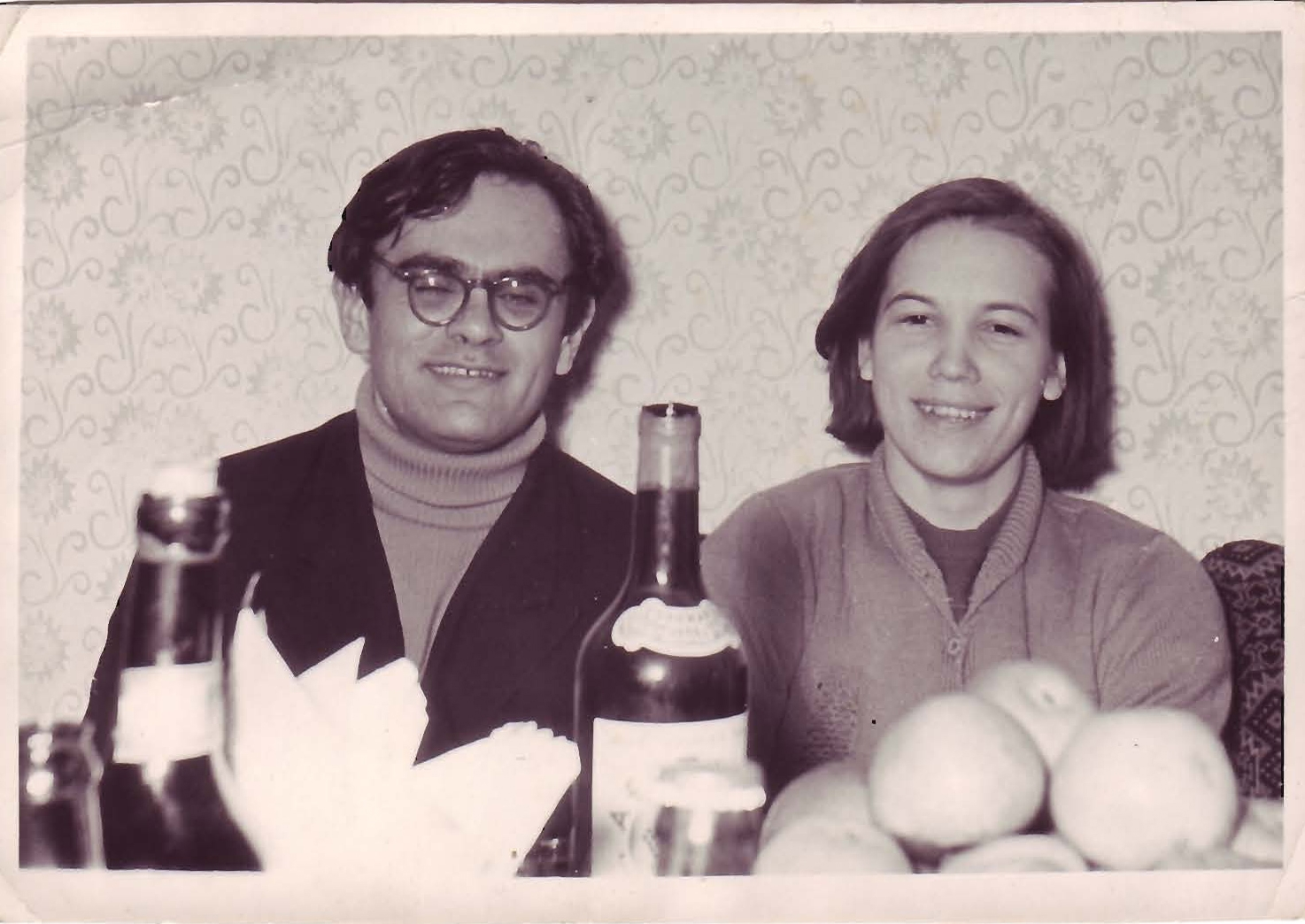
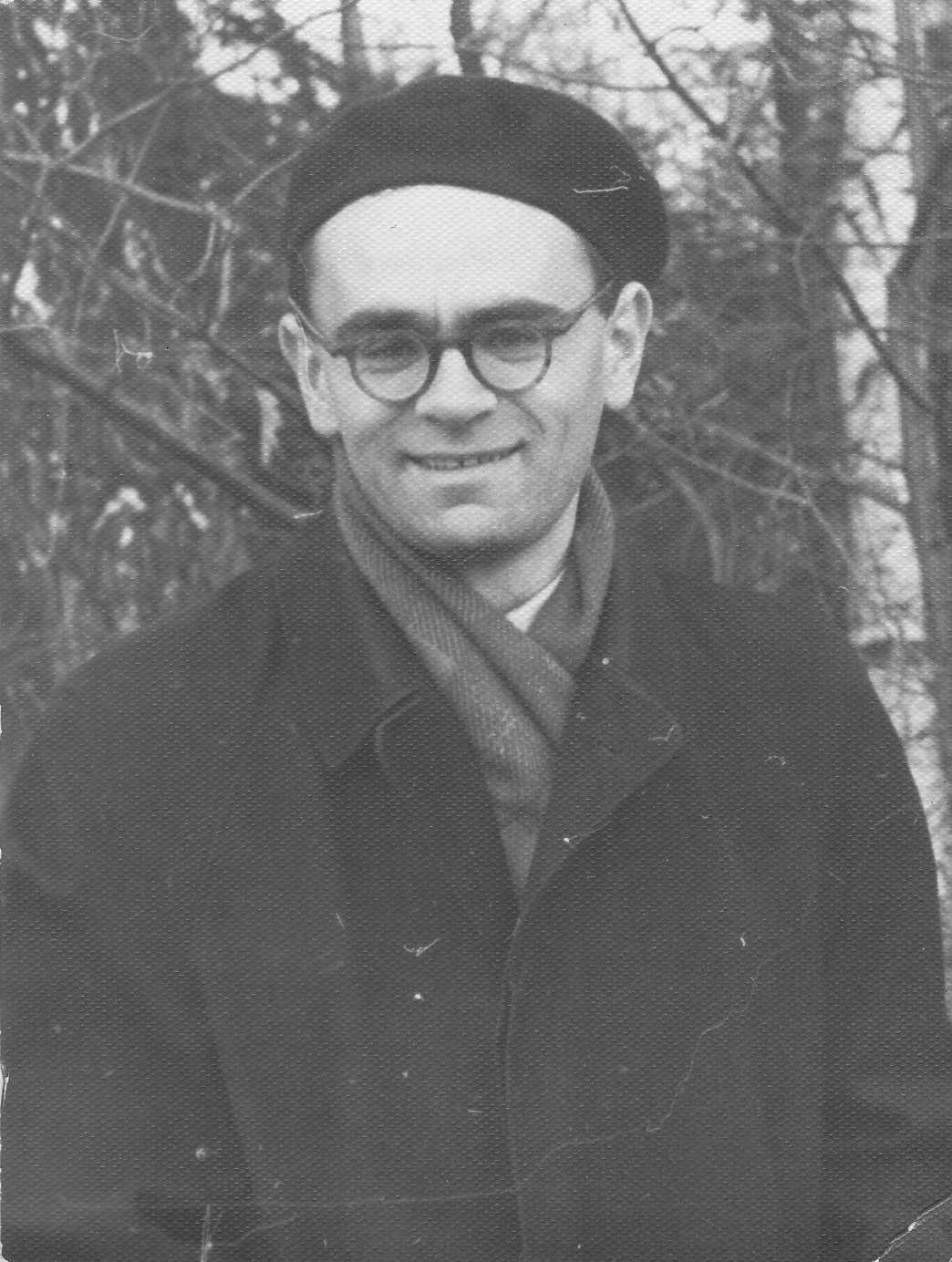
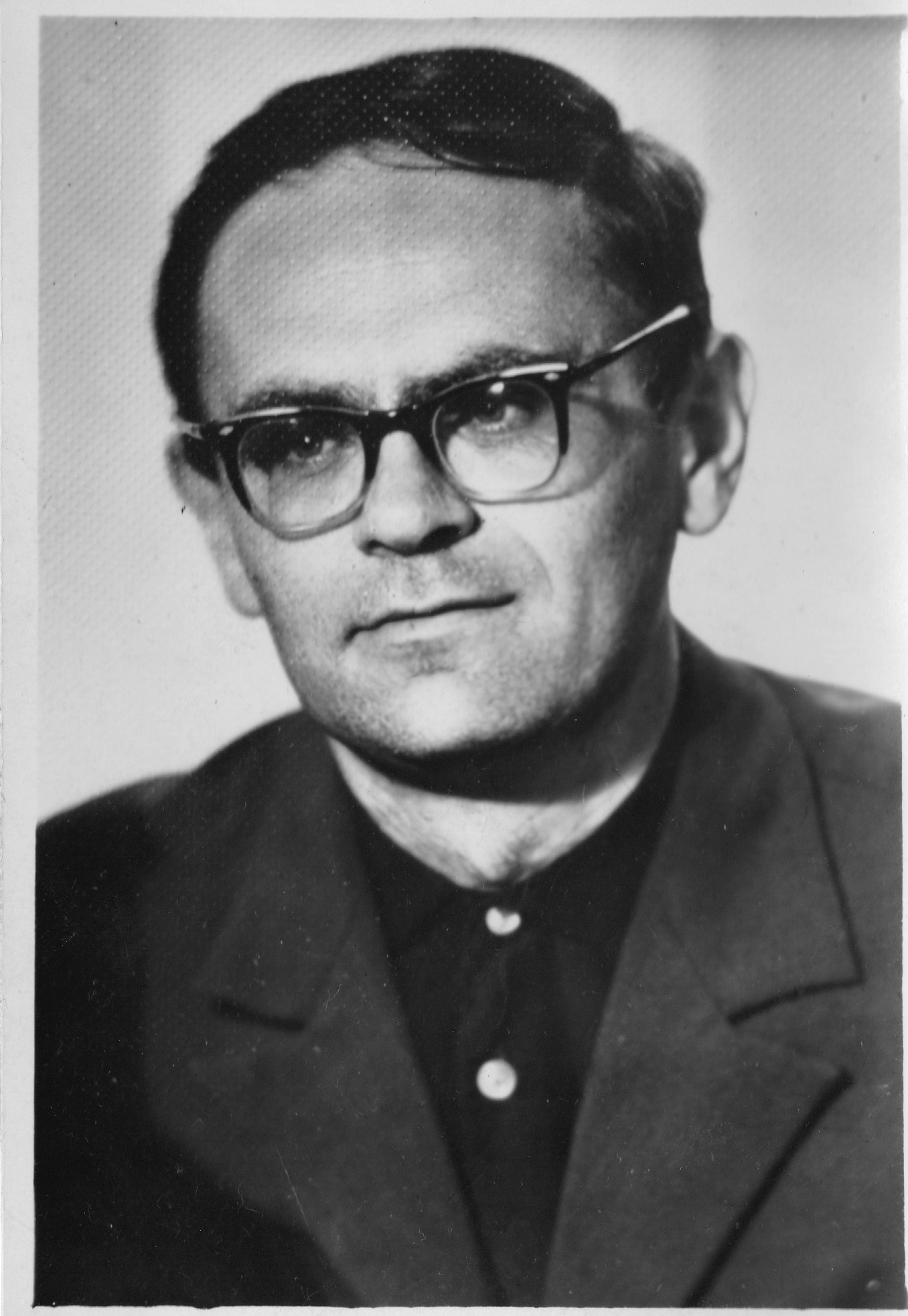
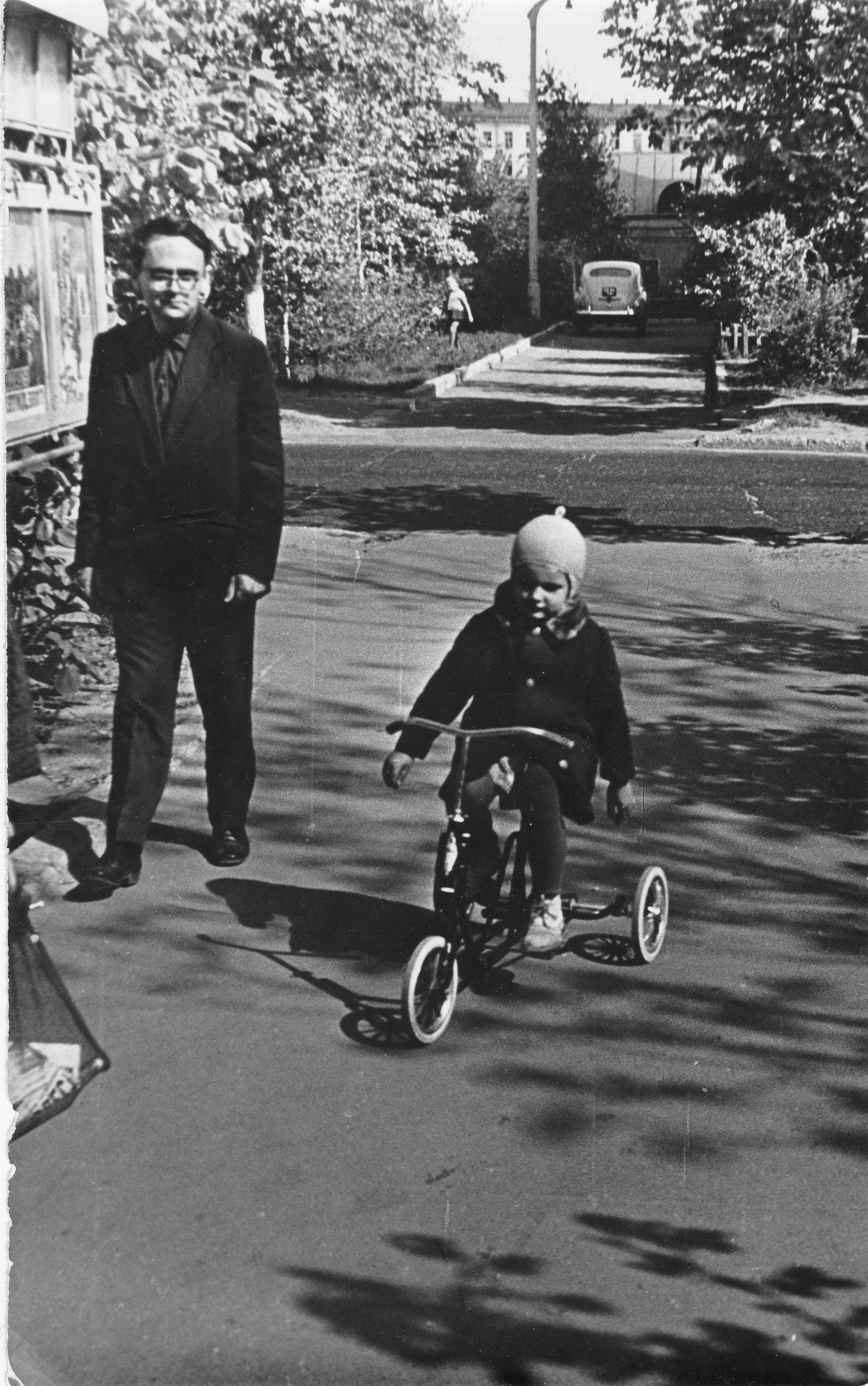
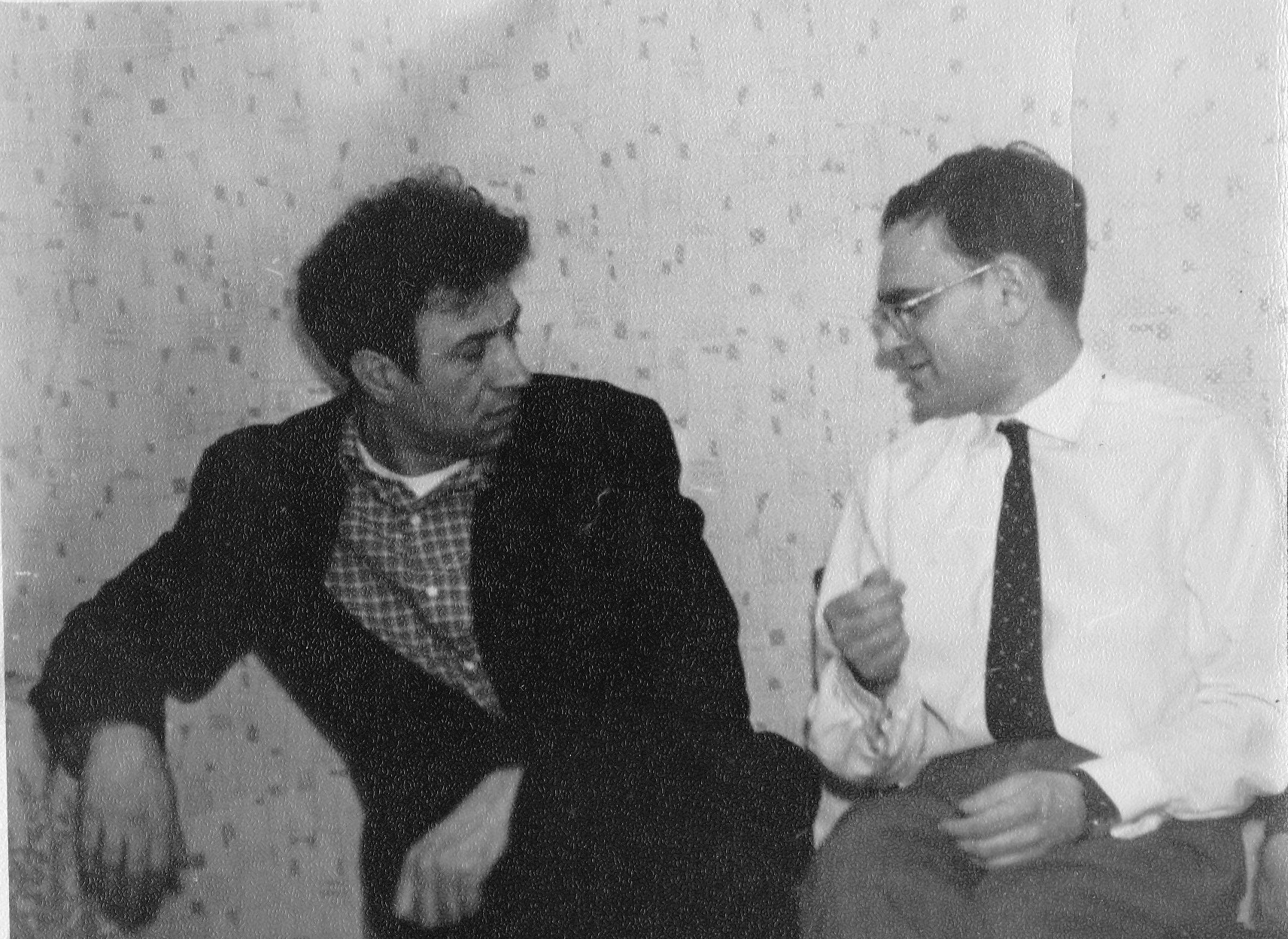
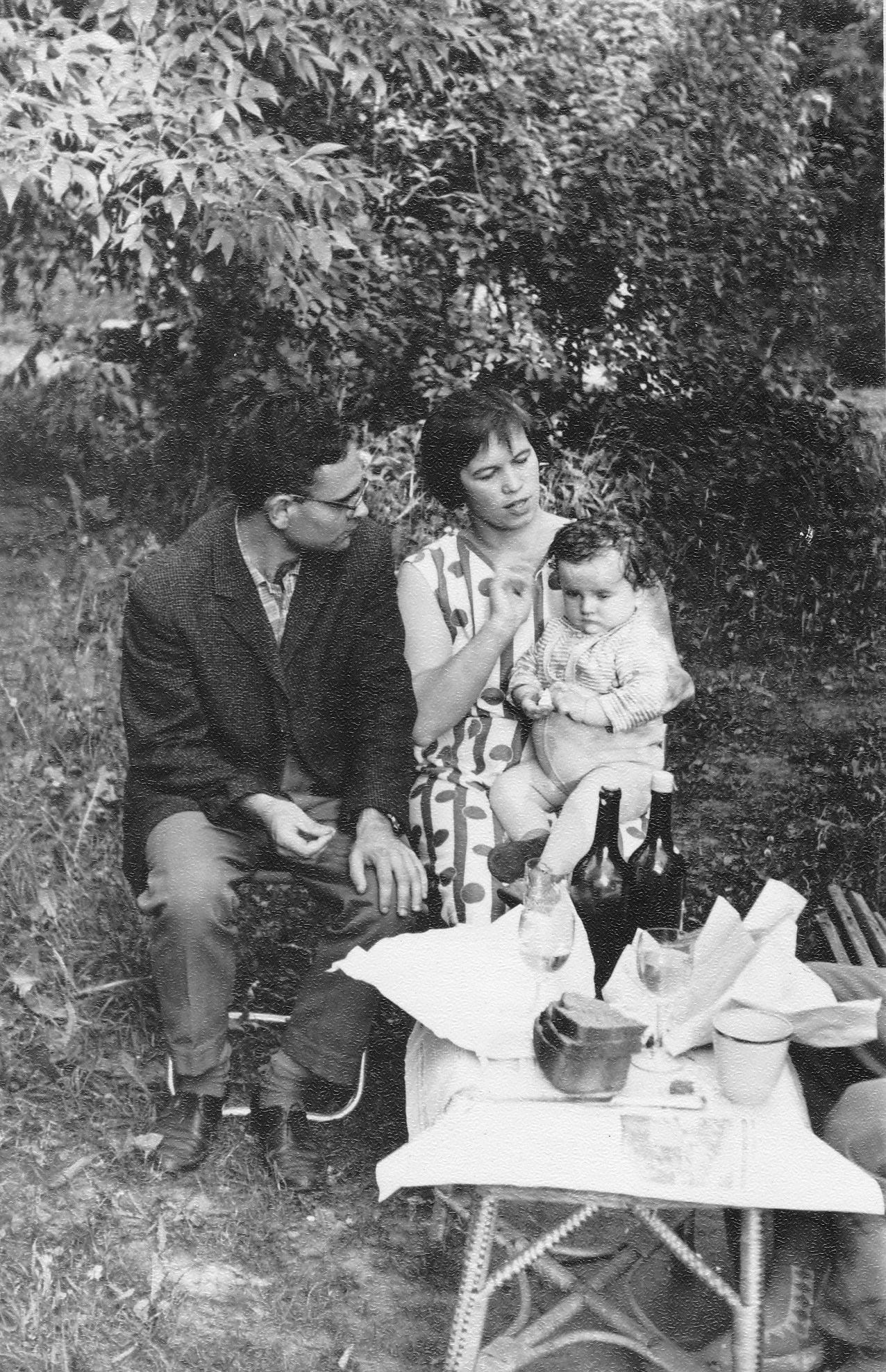
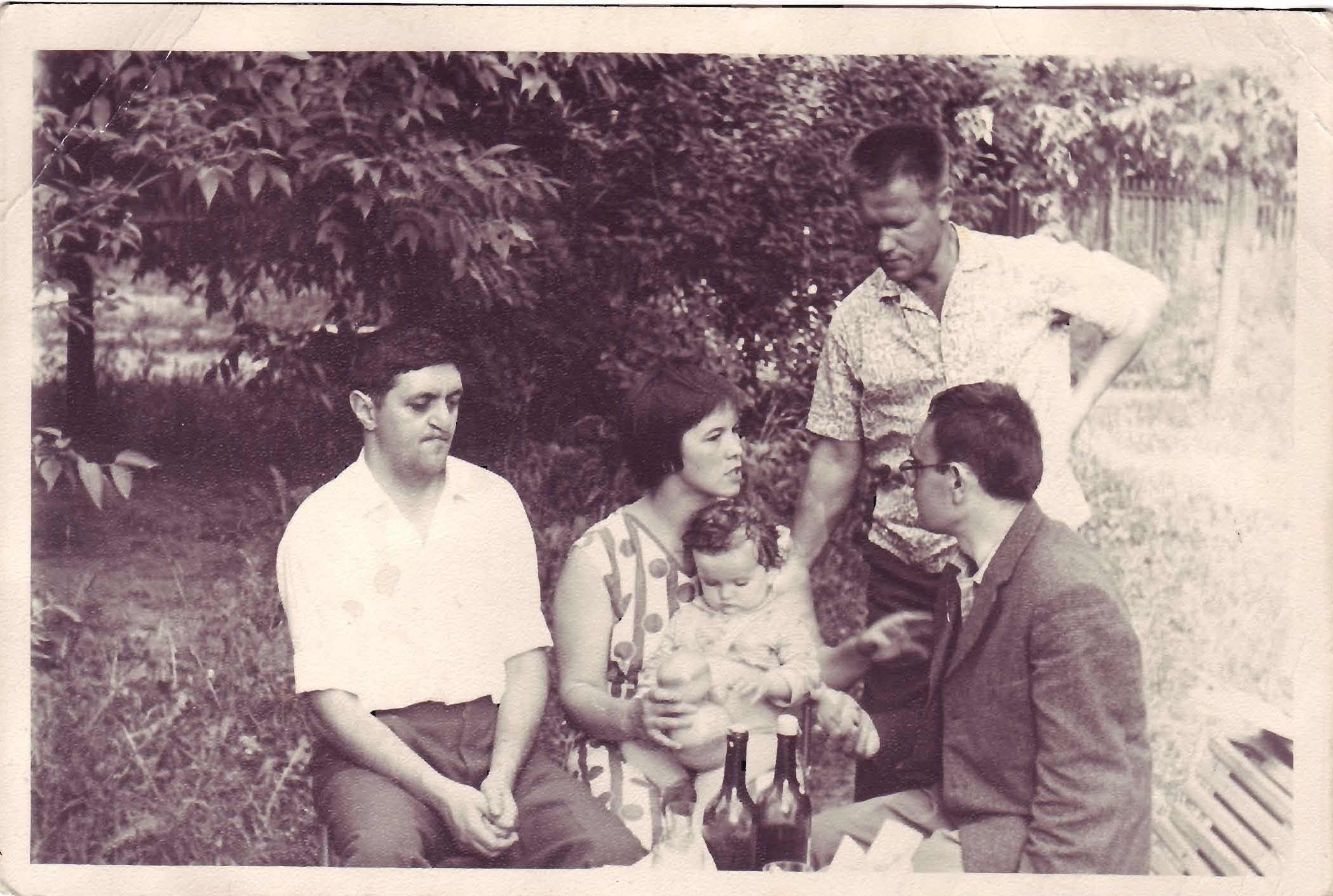
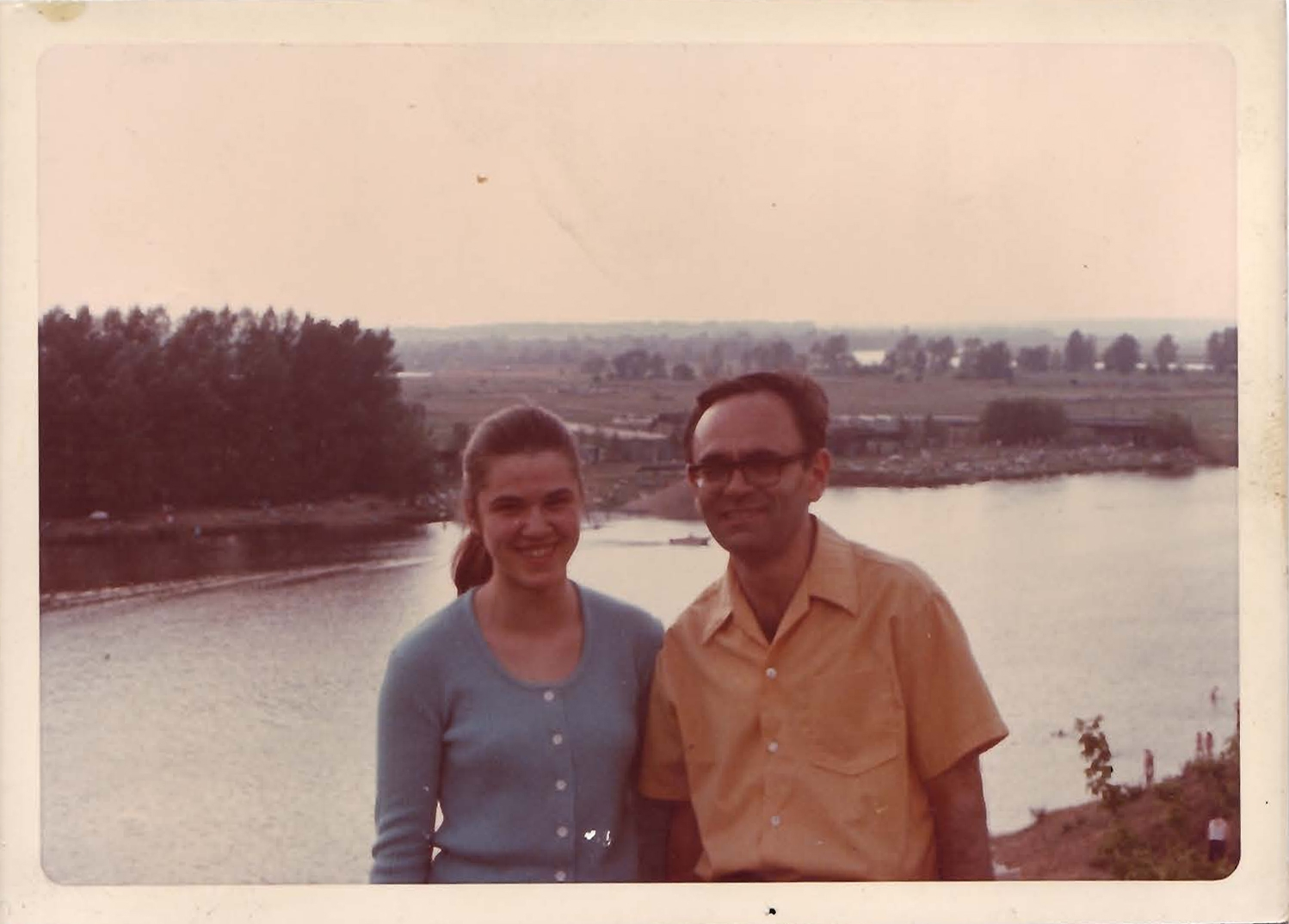
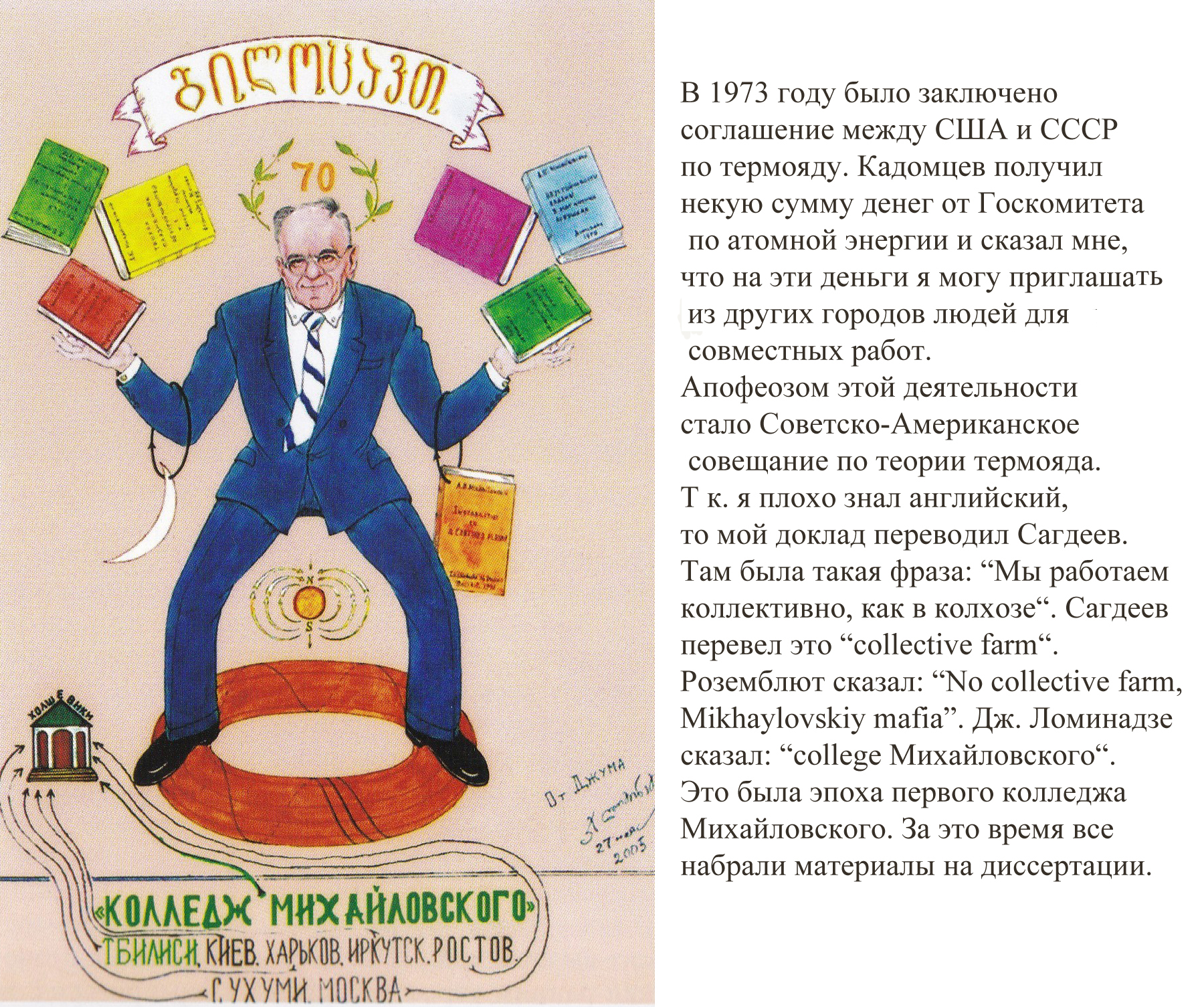
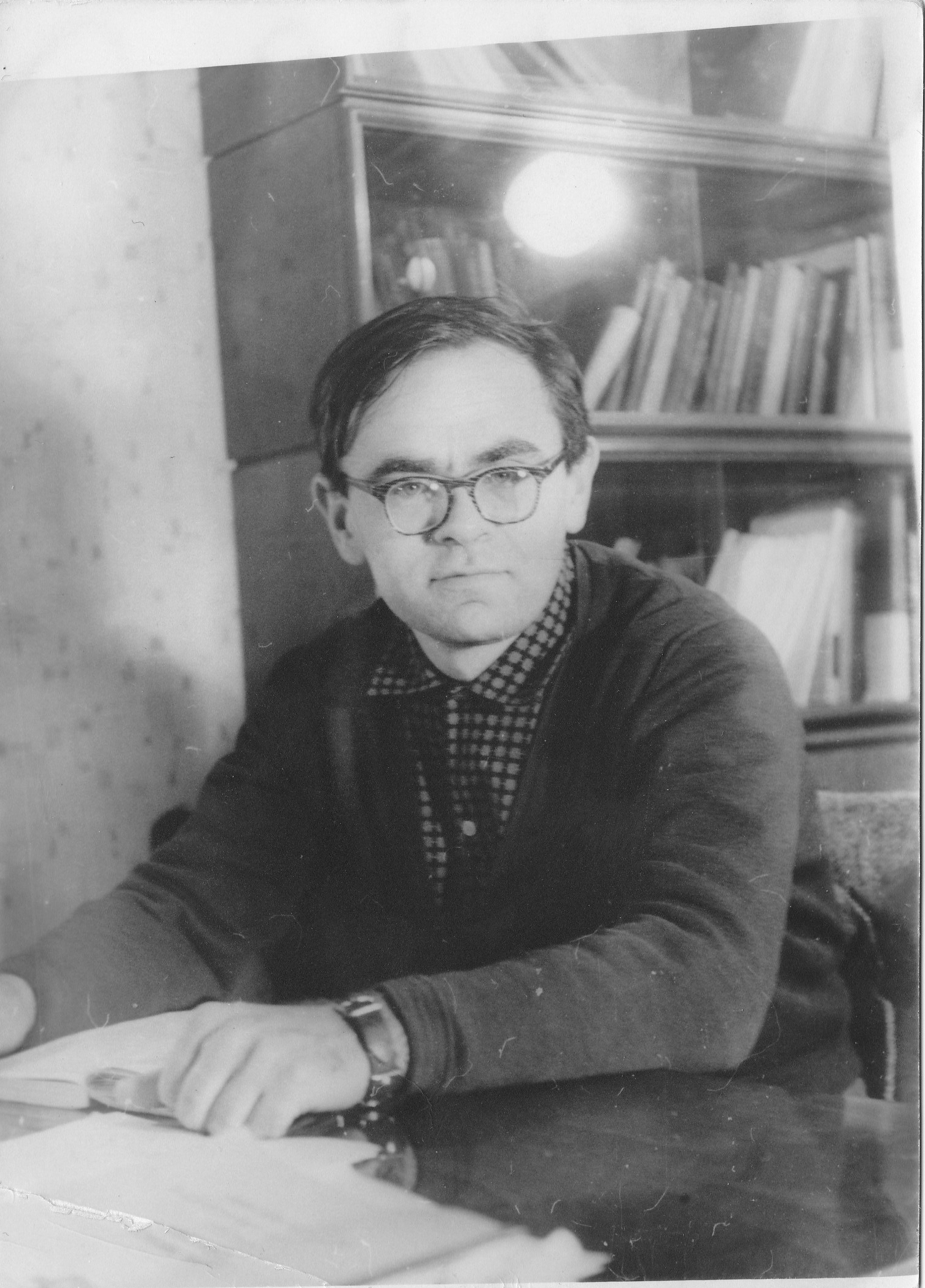
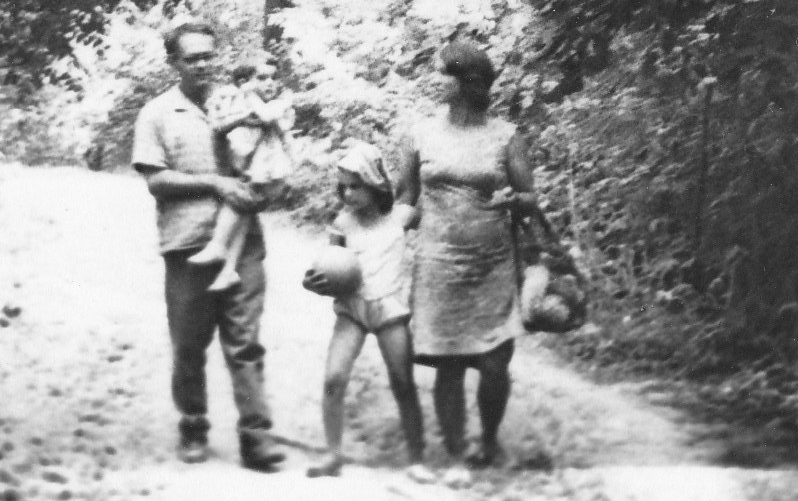
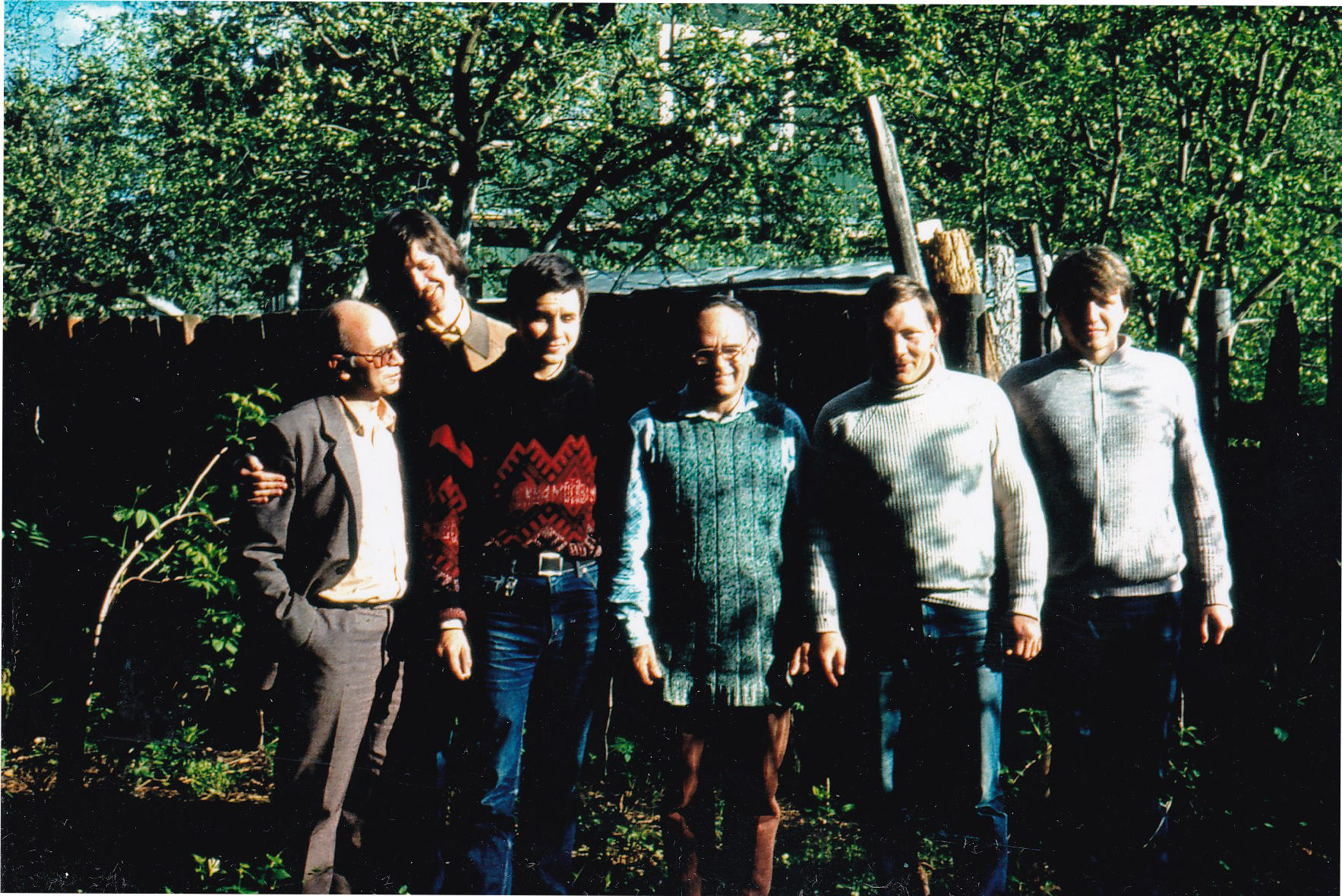
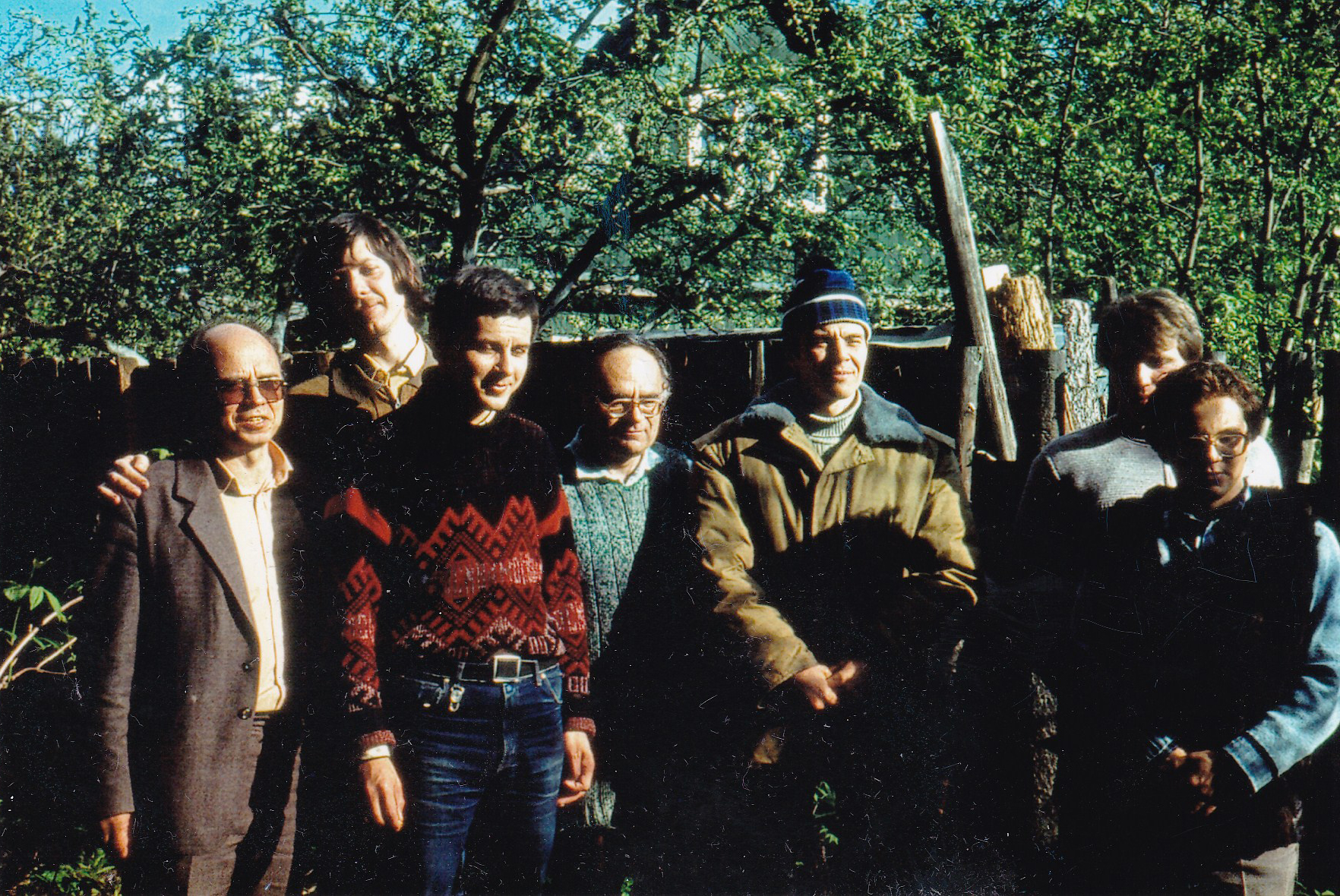
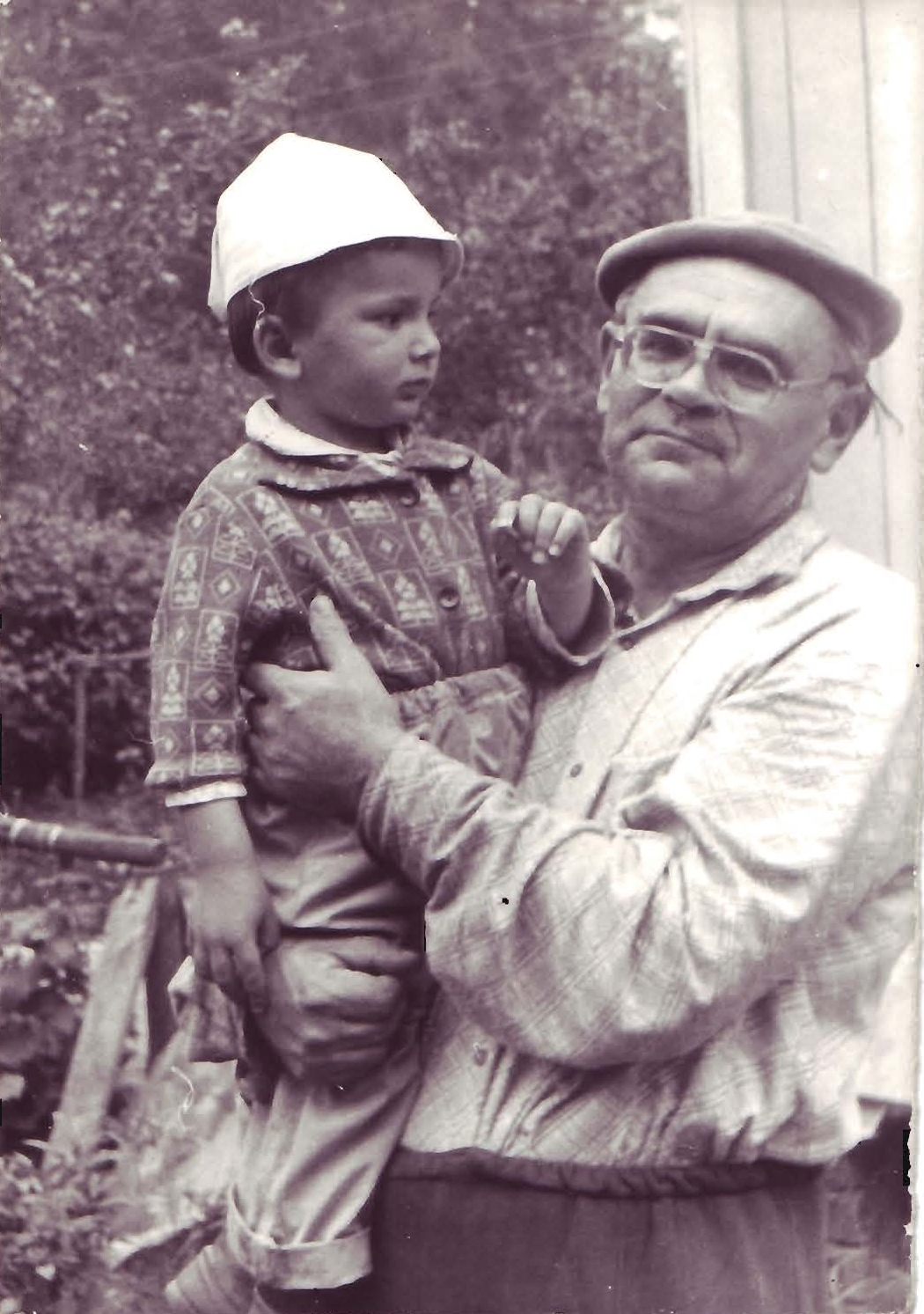
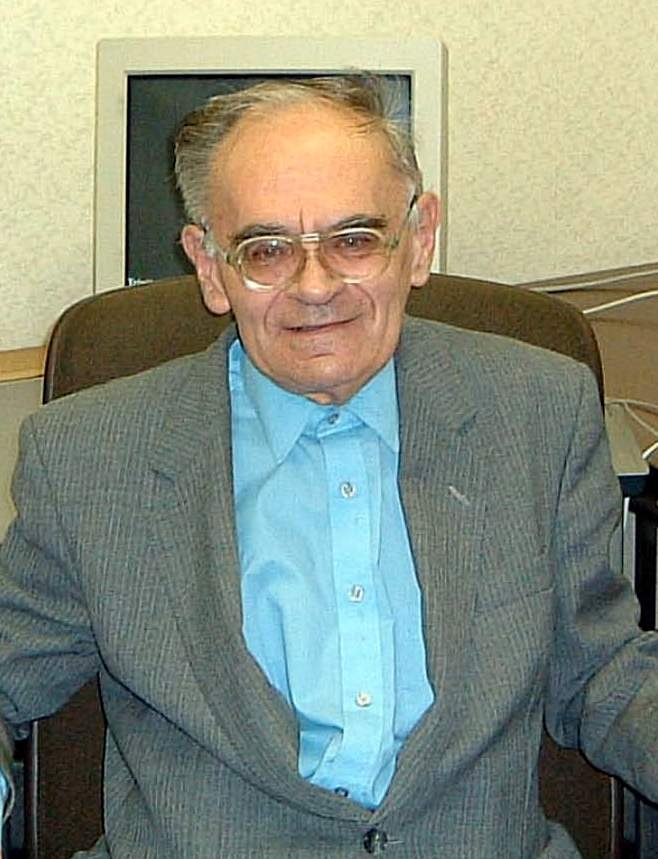
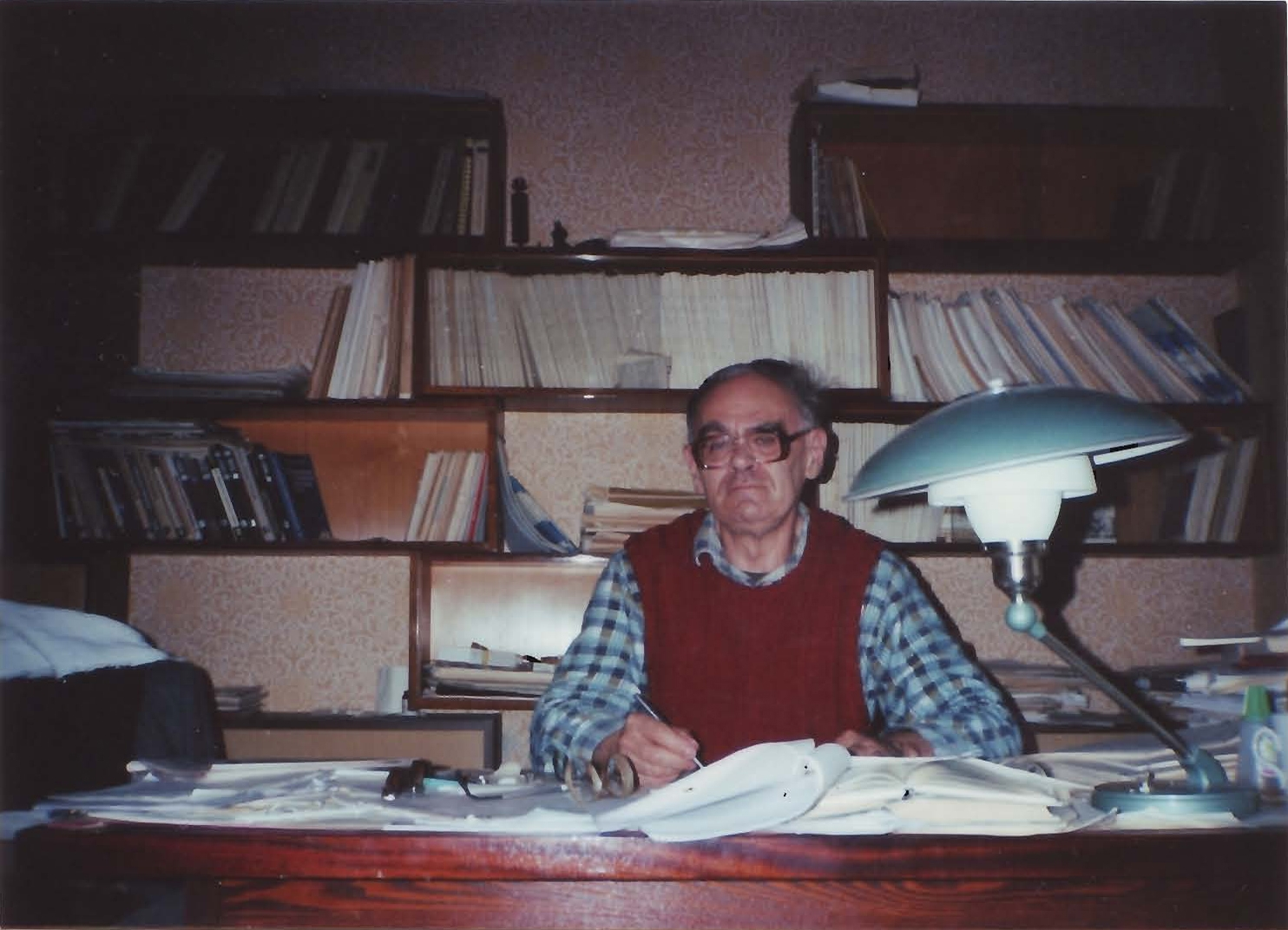
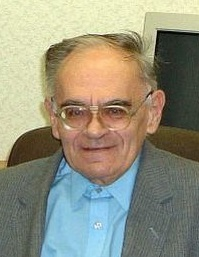

## Научные достижения
Основным предметом исследований А. Б. Михайловского является проблема устойчивости плазмы в задачах магнитного удержания термоядерной плазмы. А. Б. Михайловский предсказал дрейфово-циклотронную (совместно с А. В. Тимофеевым) и дрейфово-альфвеновскую неустойчивости (совместно с И. И. Рудаковым), являющиеся краеуголными камнями современной теории неустойчивостей магнитоактивной плазмы.
А. Б. Михайловским разработана общая теория неустойчивости бесстолкновительной плазмы в магнитном поле, силовые линии которого представляют собой прямые линии. Совместно с коллегами из Института Иоффе им также открыта дрейфово-коническая неустойчивость плазмы, ответственная за выброс плазмы из системы магнитных зеркал.
Совместно с Б. Б. Кадомцевым и А. В. Тимофеевым разработана теория волн с отрицательной энергией в диспергирующих средах. Им сформулирована концепция пучково-дрейфовой и других неустойчивостей.
Проведён ряд исследований коллективных явлений в плазме, заключённой в тороидальном магнитном поле, в первую очередь в токамаках. Совместно с В. Д. Шафрановым обнаружен эффект самостабилизации плазмы под высоким давлением в тороидальных системах.
Наравне с теорией термоядерной плазмы имеет ряд работ в области теории гравитирующих систем (совместно с А. М. Фридманом), релятивистской астрофизической плазмы (совместно с Р. З. Сагдеевым и Д. Г. Ломинадзе) и космической физики (совместно с О. А. Похотеловым).
Автор более, чем 360 работ, в том числе 5 монографий и 13 обзоров.